# Musée d'Art et d'Histoire de Toul
Le musée d'Art et d'Histoire de Toul est un musée de la ville de Toul qui comprend, entre autres, des peintures, des tapisseries, des faïences et de l'archéologie. Il existe depuis 1872. Il occupait jusqu'en 1939 une partie de l'ancien palais épiscopal, qu'il partageait avec la mairie et différents services administratifs.
Depuis 1985, le musée est installé dans l'ancienne Maison-Dieu dont la fondation remonterait au Xe siècle sous l’épiscopat de saint Gérard (963-994). Une grande partie du fonds lapidaire est conservée et exposée dans l’ancienne « chapelle des Malades », construite au XIIIe siècle et de style gothique. La Maison-Dieu, pour cette salle des malades (incluant la chapelle, le cloître, ainsi que la porte d'entrée), a été classée au titre des monuments historiques par arrêté du 6 juin 1980.
Le musée a été rebaptisé musée d’Art et d’Histoire Michel-Hachet en 2019, lors d'une cérémonie célébrée par le maire, Alde Armand (maire à partir de 2014).

## Collections
Michel Hachet, conservateur du musée à partir de 1985, permit de revivifier le musée, et c'est à lui qu'on doit de nombreuses pièces exclusives du musée. Il les collecta durant toute sa vie pour le musée.

### Salles d'archéologie

#### Préhistoire

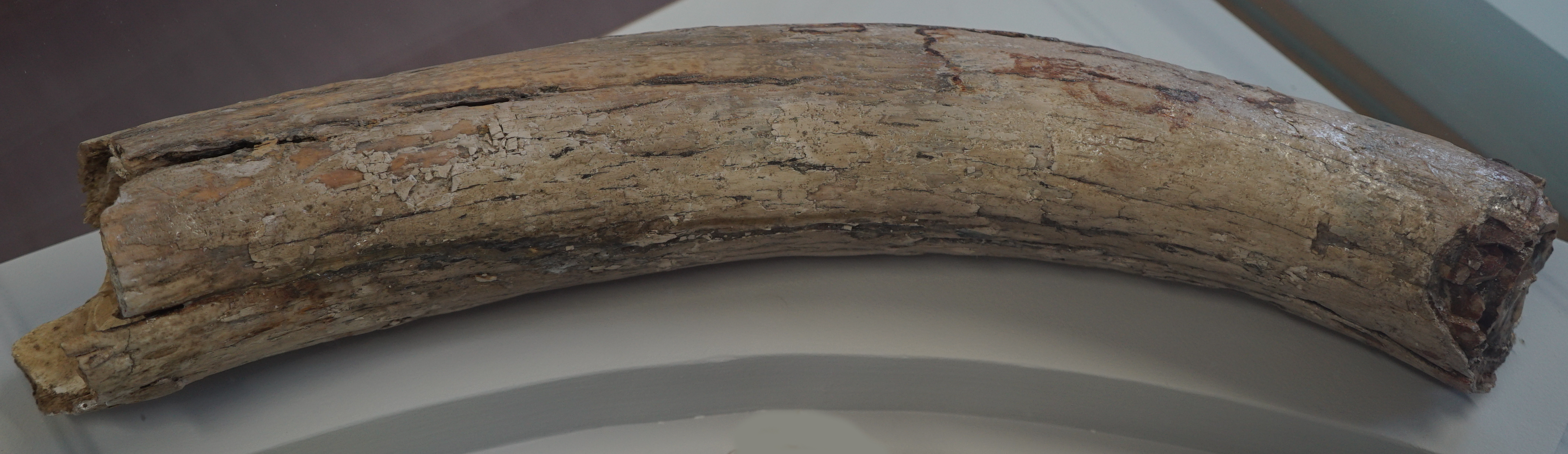
Défense de mammouth, Champey.
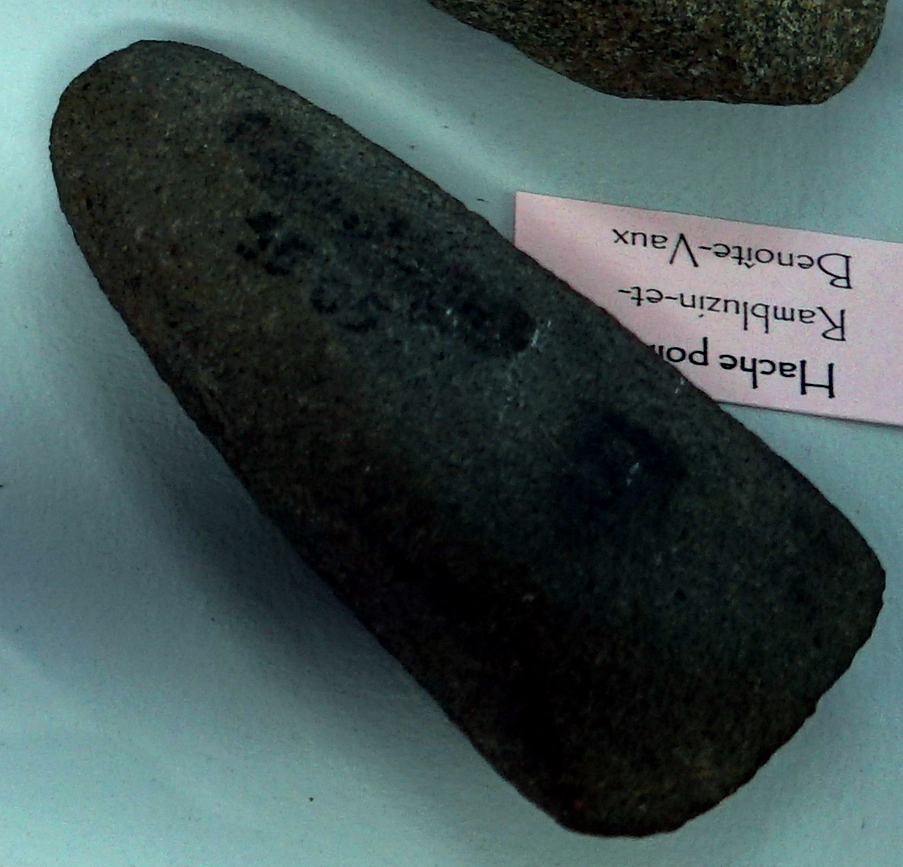
Hache en pierre polie.
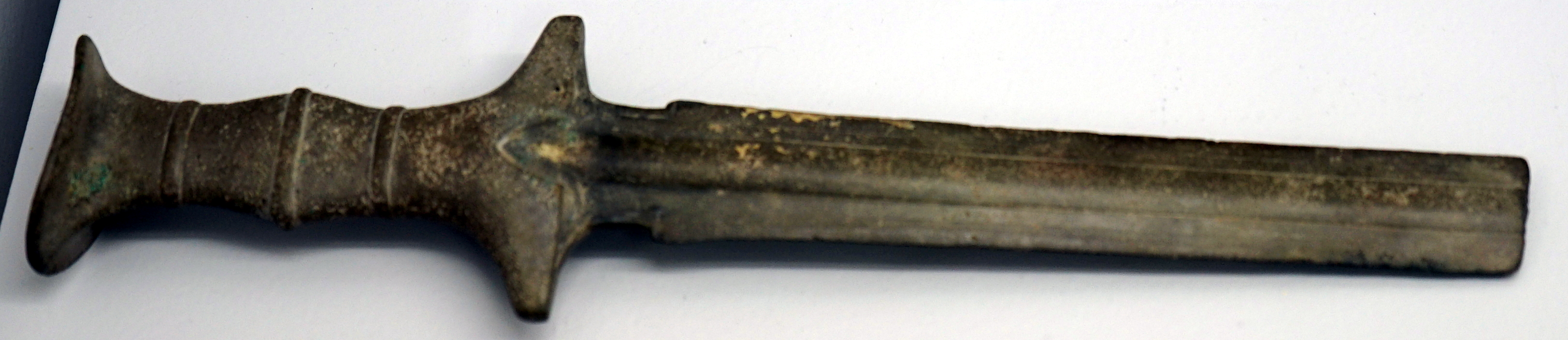
Épée.
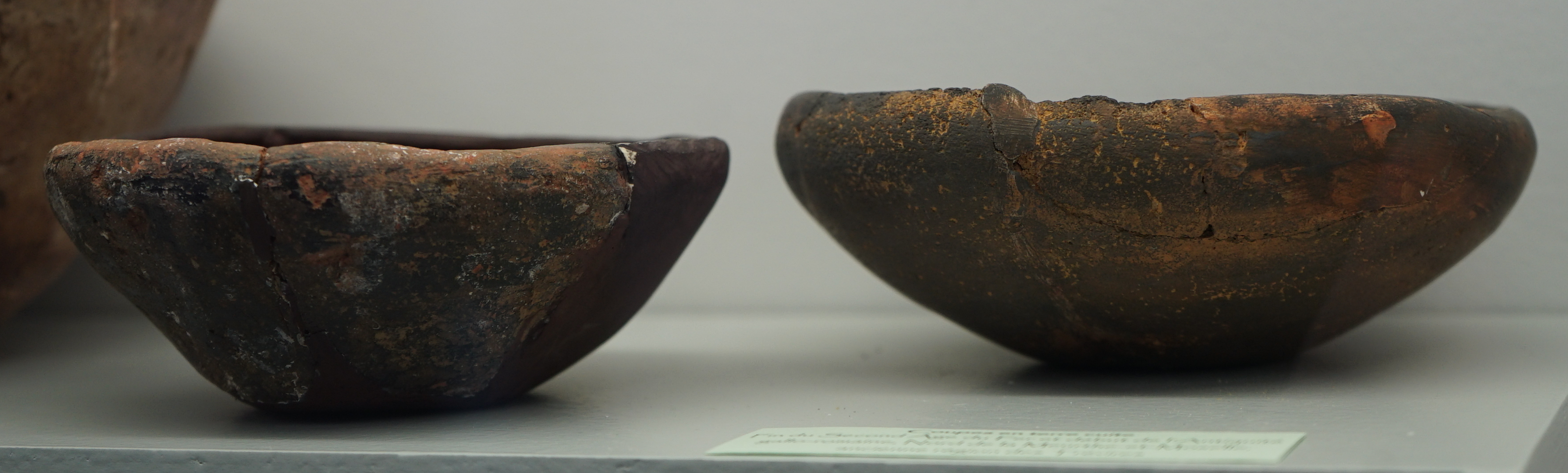
Coupes de La Tène.

- Fossile de Steneosaurus megistorhynchus, découvert à Dommartin-lès-Toul ;
- Une partie de la collection d'Étienne Dominique Olry, instituteur à Allain et archéologue du XIXe siècle ;
- Une partie de la collection d'André Janot, préhistorien du XXe siècle qui a prospecté toute sa vie en Lorraine, et particulièrement en Meurthe-et-Moselle et en Meuse ;
- Objets préhistoriques récoltés à Pierre-la-Treiche, au trou des Celtes.

#### Moyen-Orient
Collection d'objets en provenance d'Égypte, de Babylone, de Syrie.

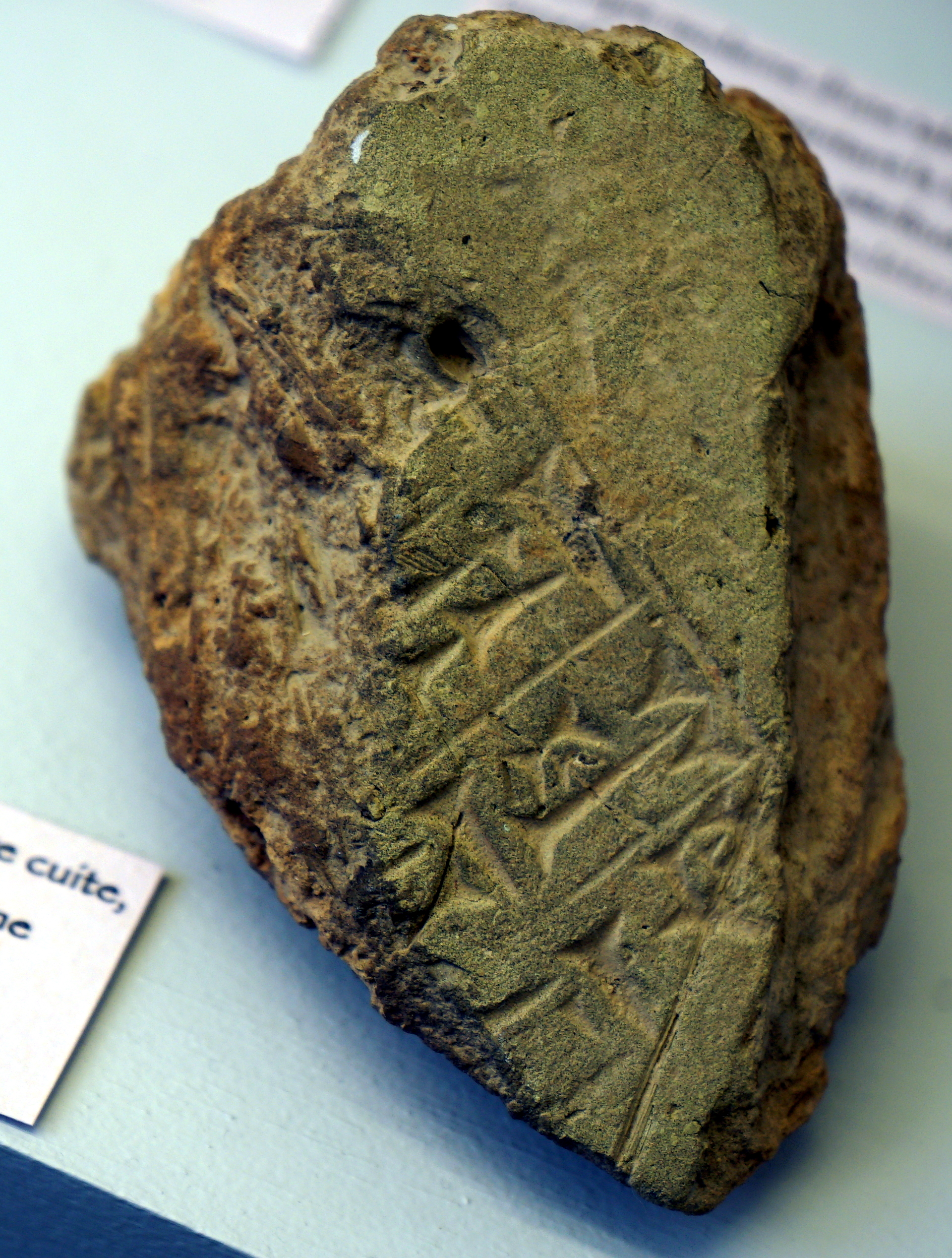
Brique de Babylone,
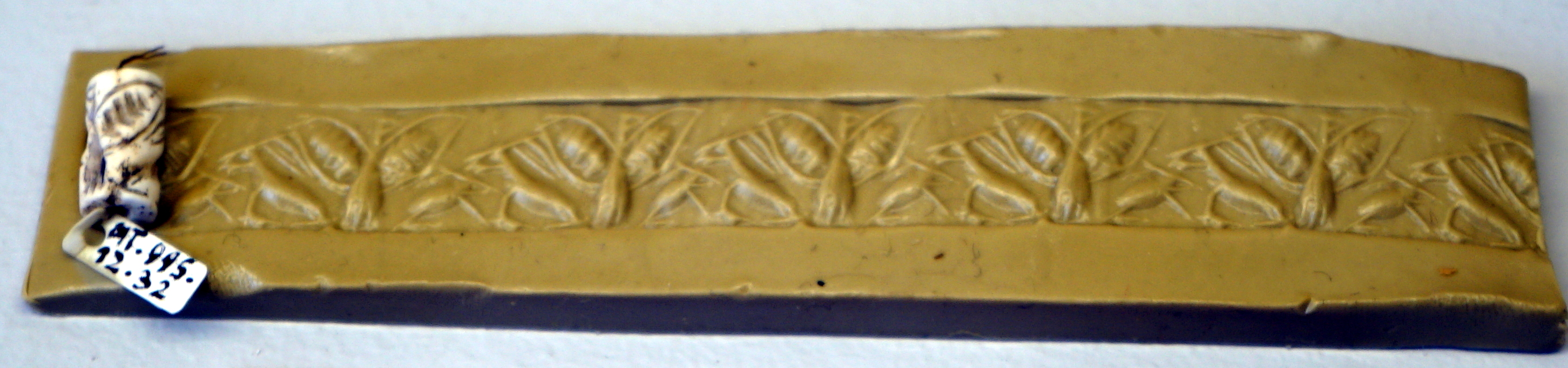
Sceau-cylindre de Sumer,
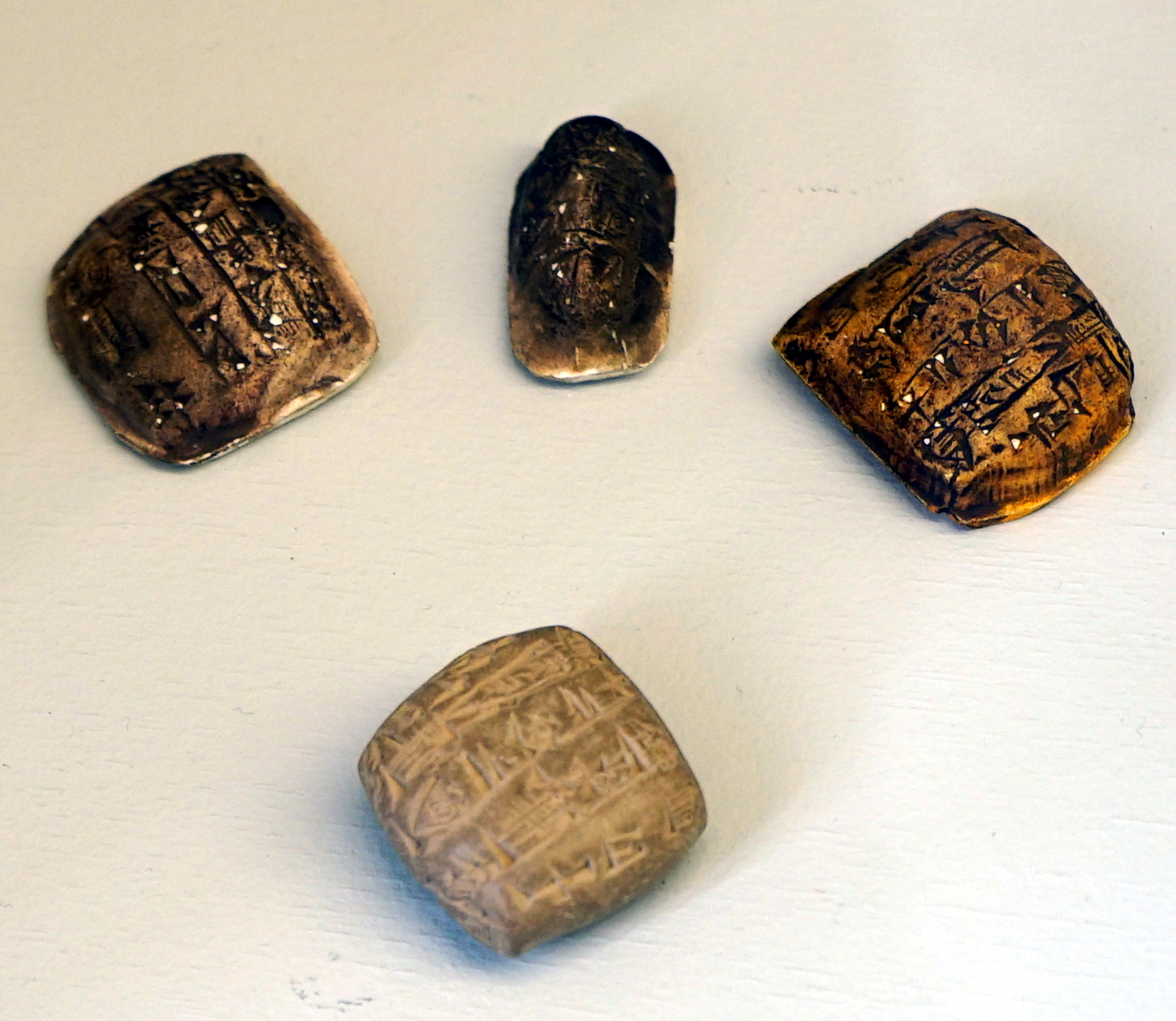
et d'Ur.
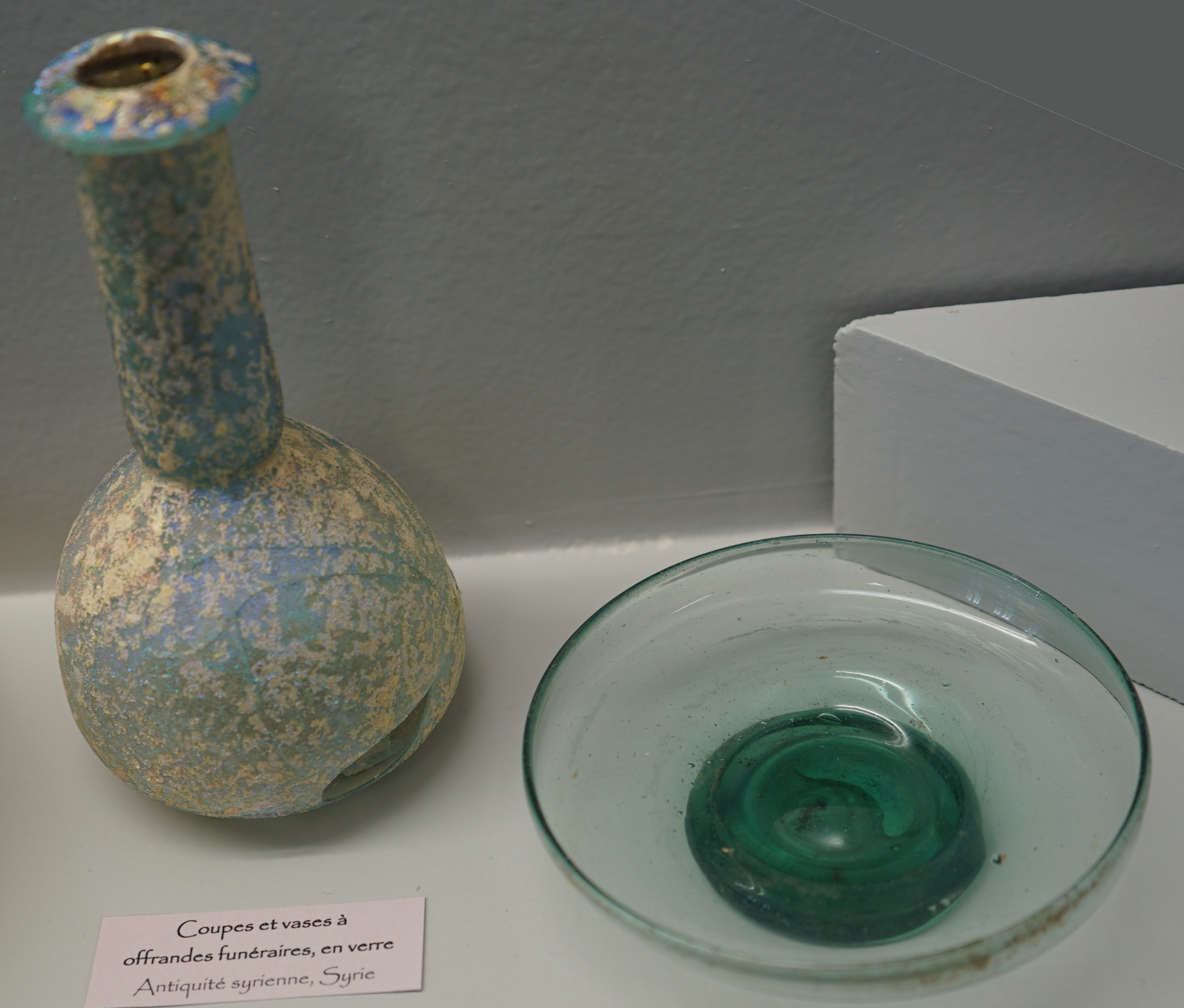
Vaisselle à offrande funéraire, Syrie.
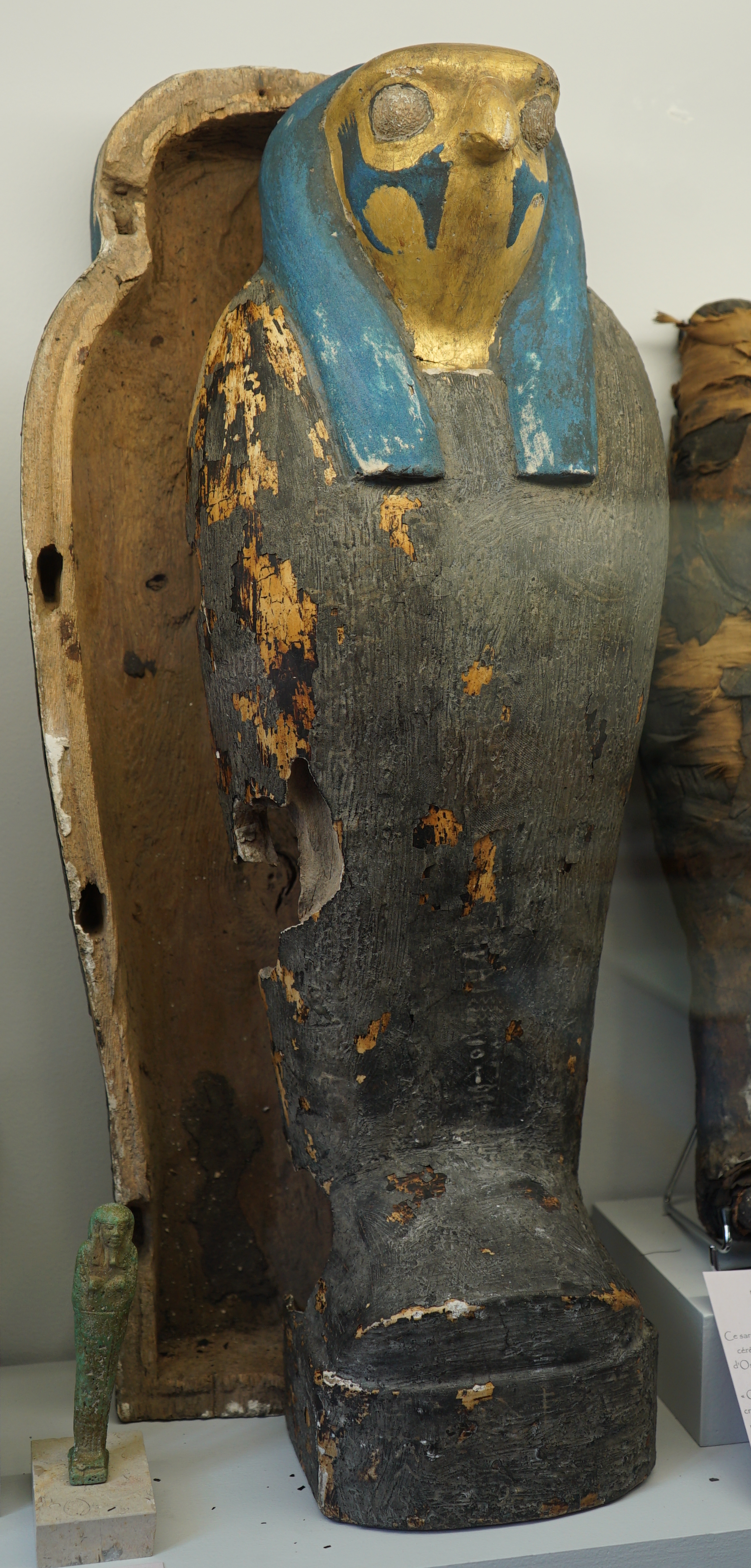
Sarcophage de faucon.

#### Protohistoire
- Le camp d'Affrique, sur les communes de Messein et Ludres, oppidum leuque qui couvre toutes les époques de l'Âge du fer, Hallstatt et La Tène ;
- Le tumulus de Villey-Saint-Étienne.

#### Antiquité

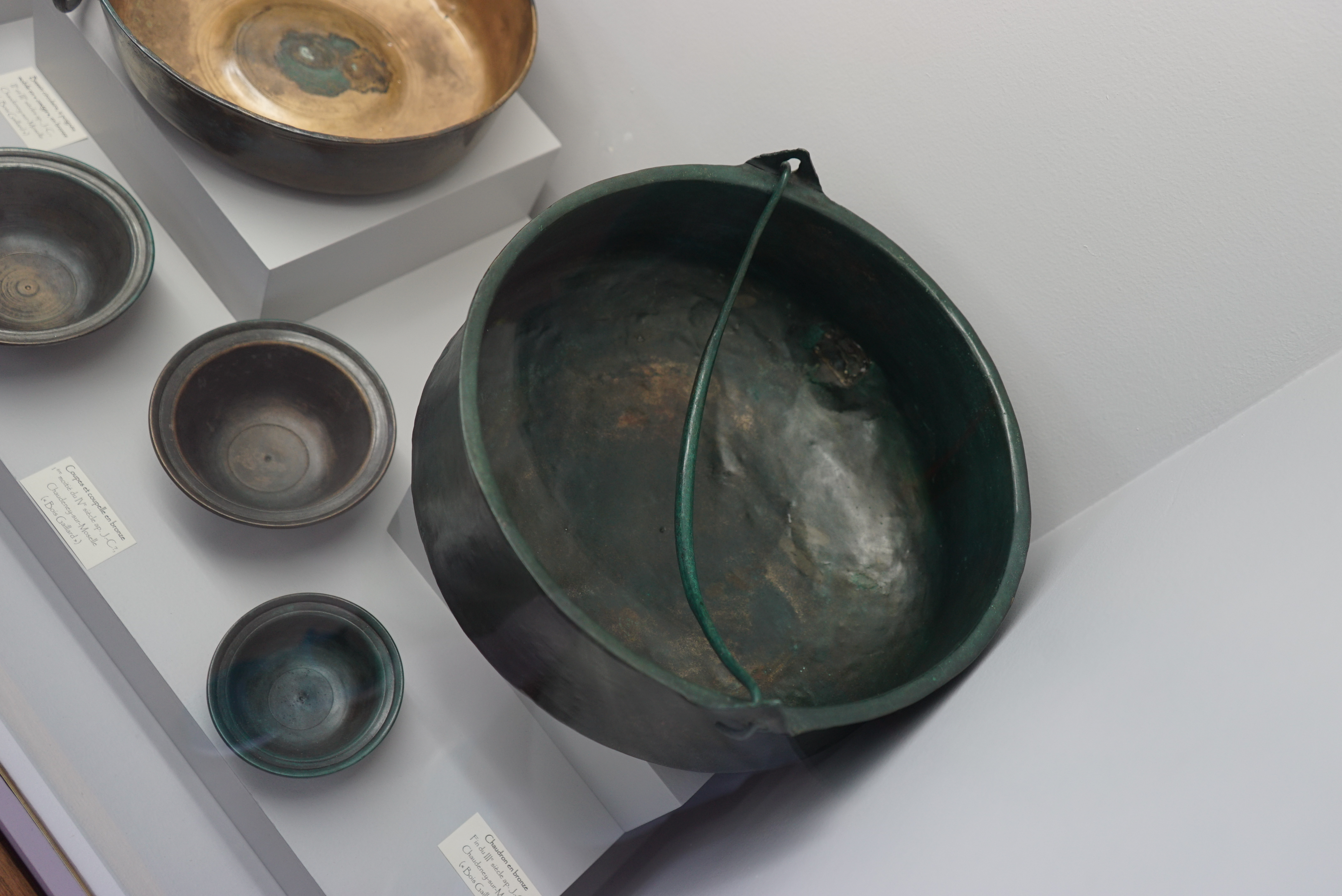
Partie du trésor de Chaudeney.

- Une pirogue monoxyle, creusée dans un seul tronc de chêne et longue de 7 mètres, a été découverte en 1958, dans les alluvions de la Moselle, près d'une sablière à Chaudeney-sur-Moselle. Datée au carbone 14 dans les laboratoires de Gif-sur-Yvette, la petite embarcation du début du IIe siècle fait penser à la littérature latine et particulièrement aux poèmes d'Ausone qui traitent de la rivière au IVe siècle[3].
- Vaisselle, découverte à Chaudeney-sur-Moselle, IIIe siècle et IVe siècle ;
- Fana de Sorcy-Saint-Martin ;
- Objets gallo-romains récoltés à Toul, lors de la reconstruction de la ville, après la Seconde Guerre mondiale.

#### Moyen Âge
- Cimetières mérovingiens de Royaumeix, Choloy-Ménillot, Avrainville, Gondreville, Charmes-la-Côte, Chaouilley, Ceintrey, Liverdun, etc. ;
- Tombe mérovingienne d'Endulus, évêque de Toul, VIIe siècle, découverte à Saint-Èvre, un faubourg de Toul.

### Salle lapidaire

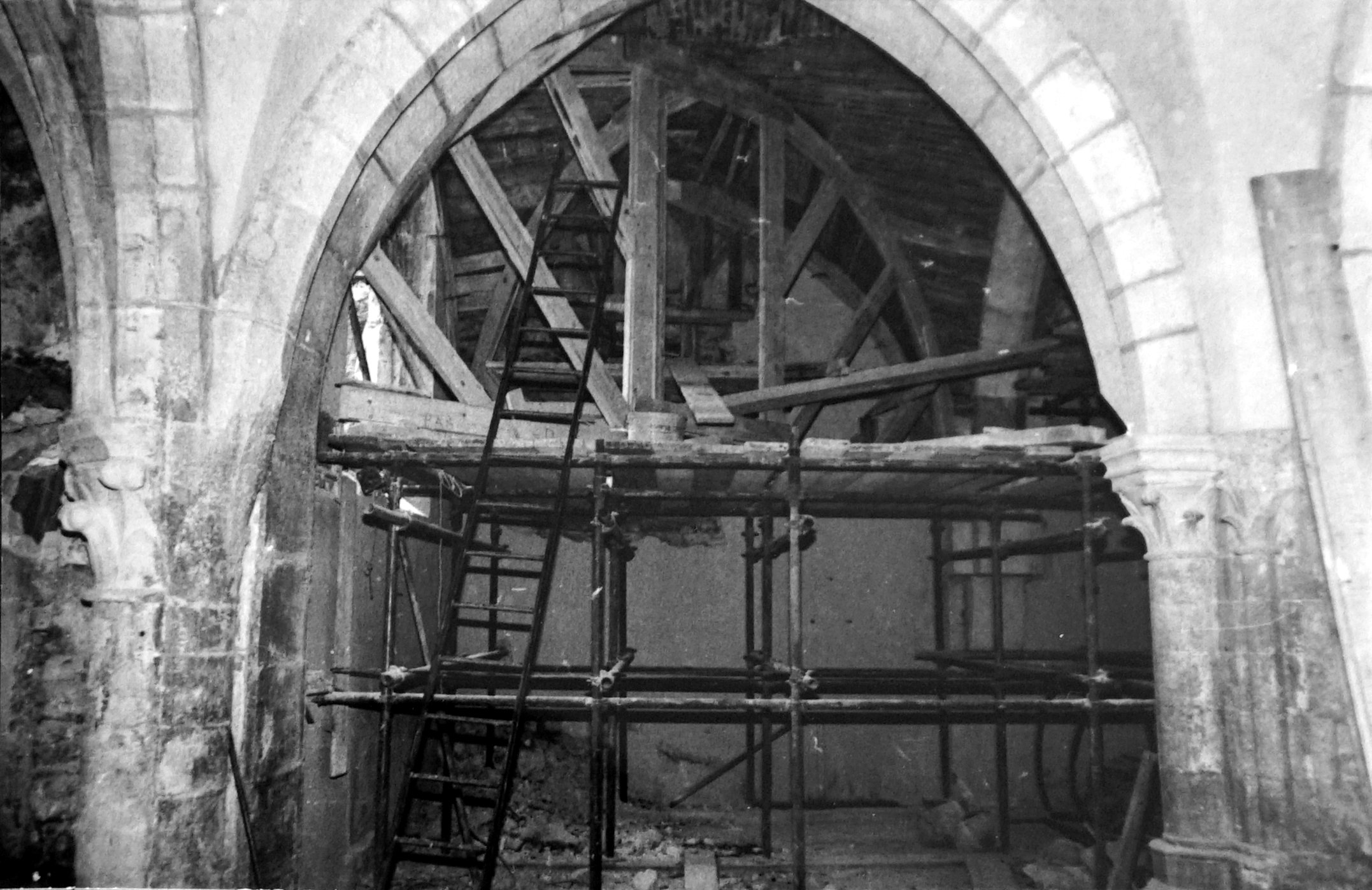
Vues de la salle,
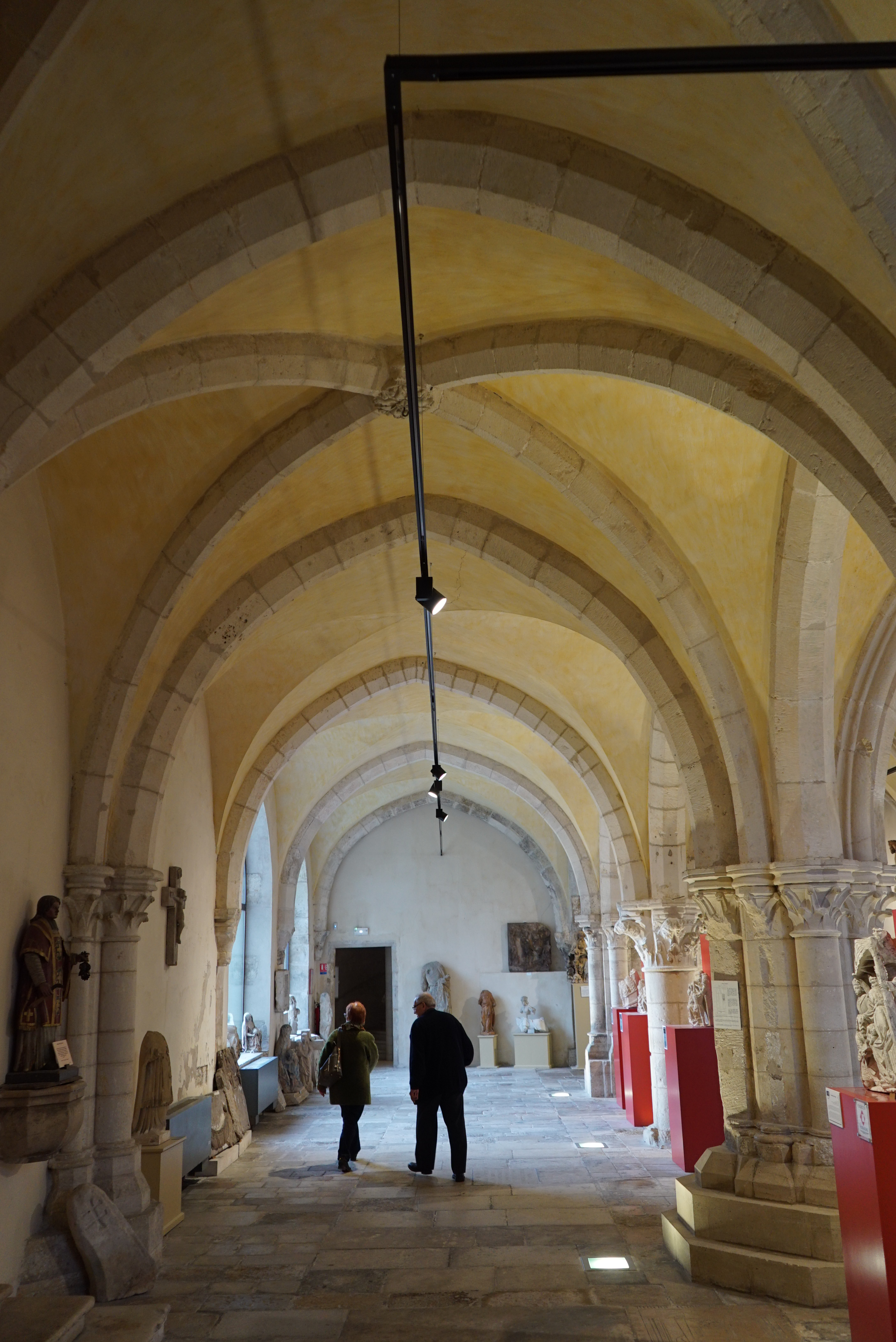
les deux nefs
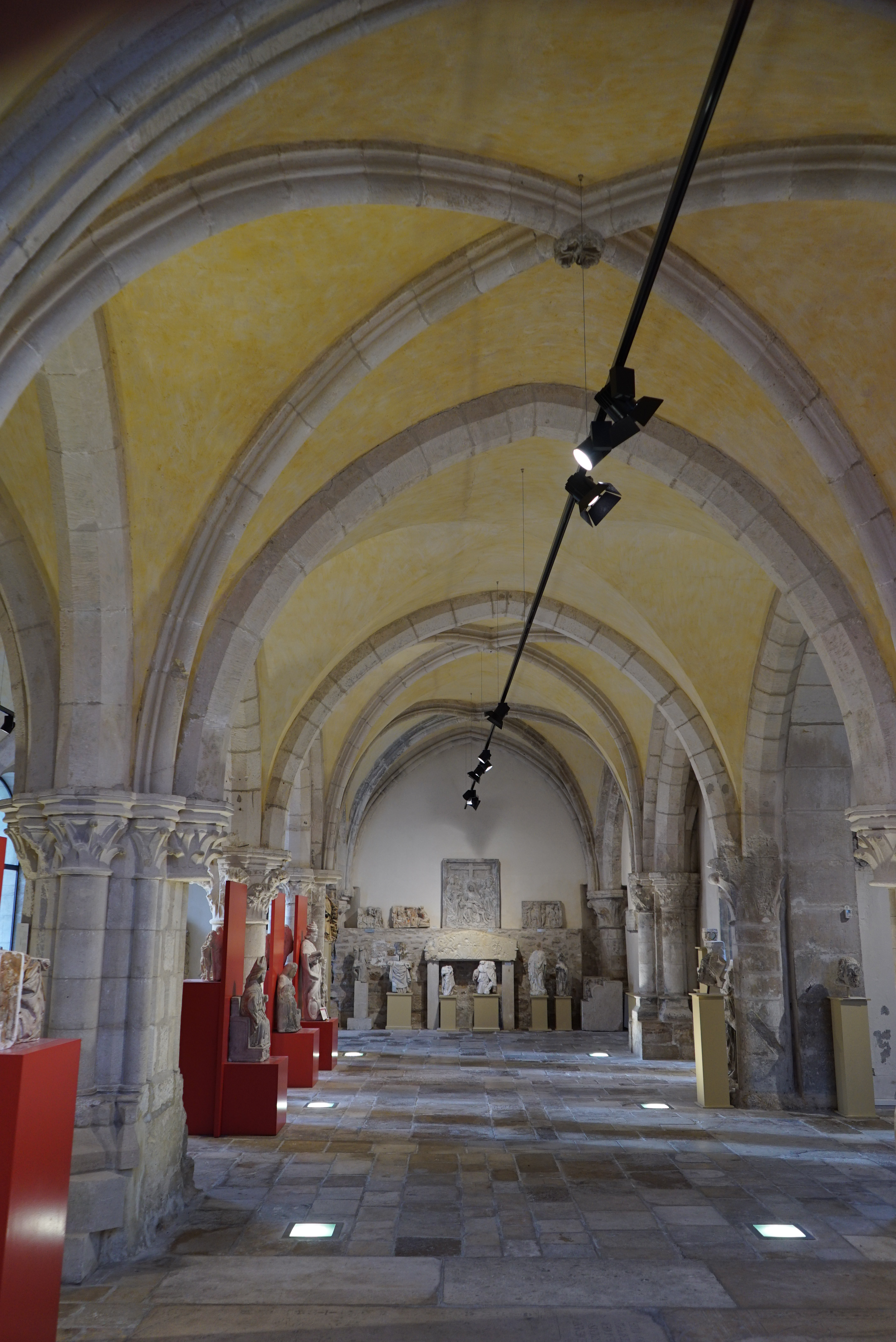
vues du sud vers le nord.
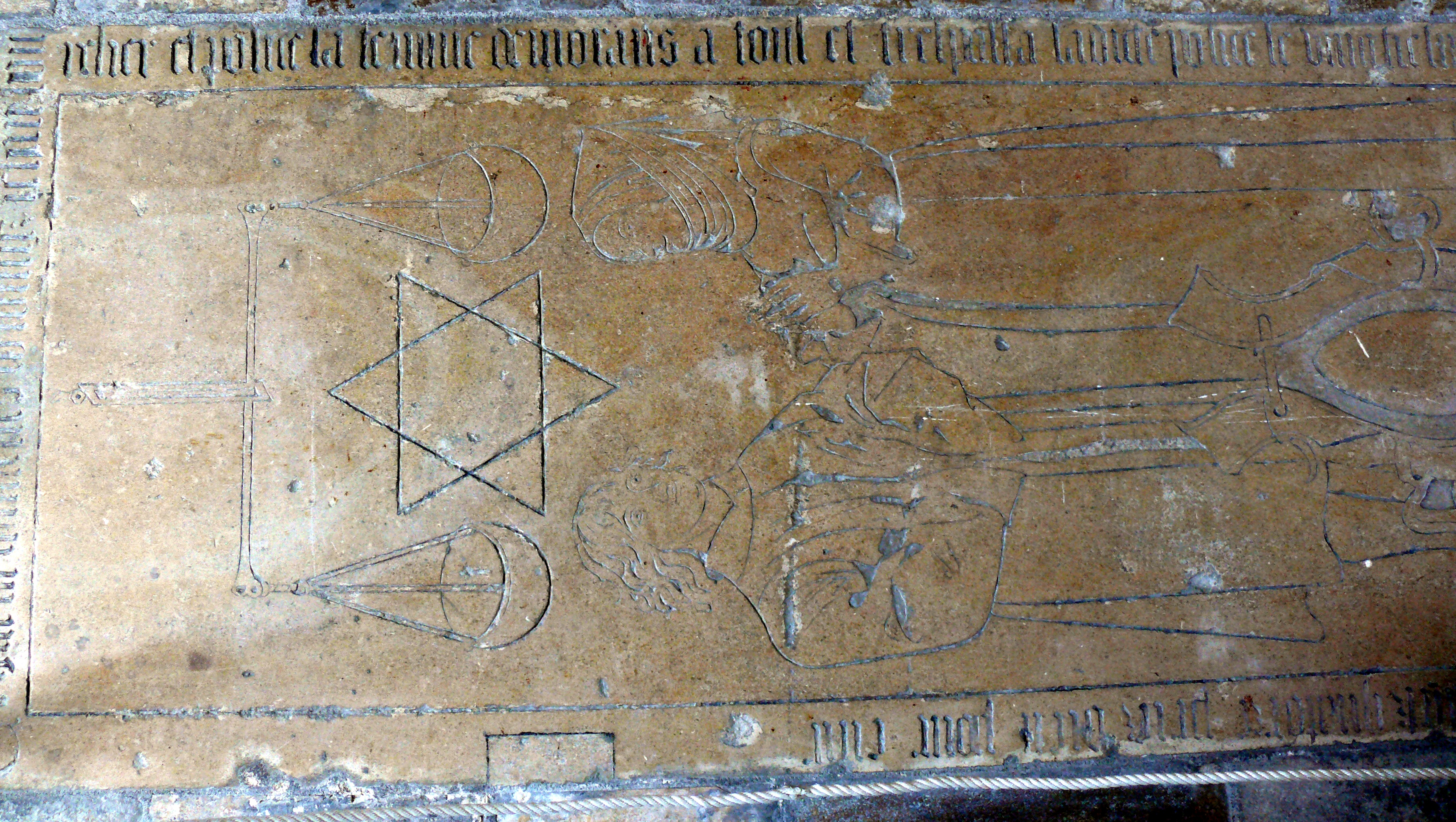
Stèle funéraire Buccelier,
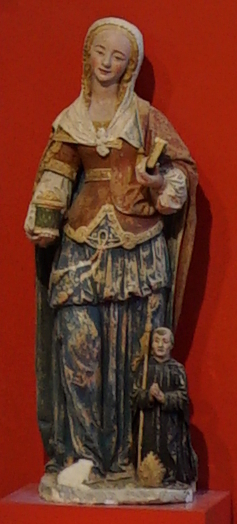
Marie Madeleine et donateur,
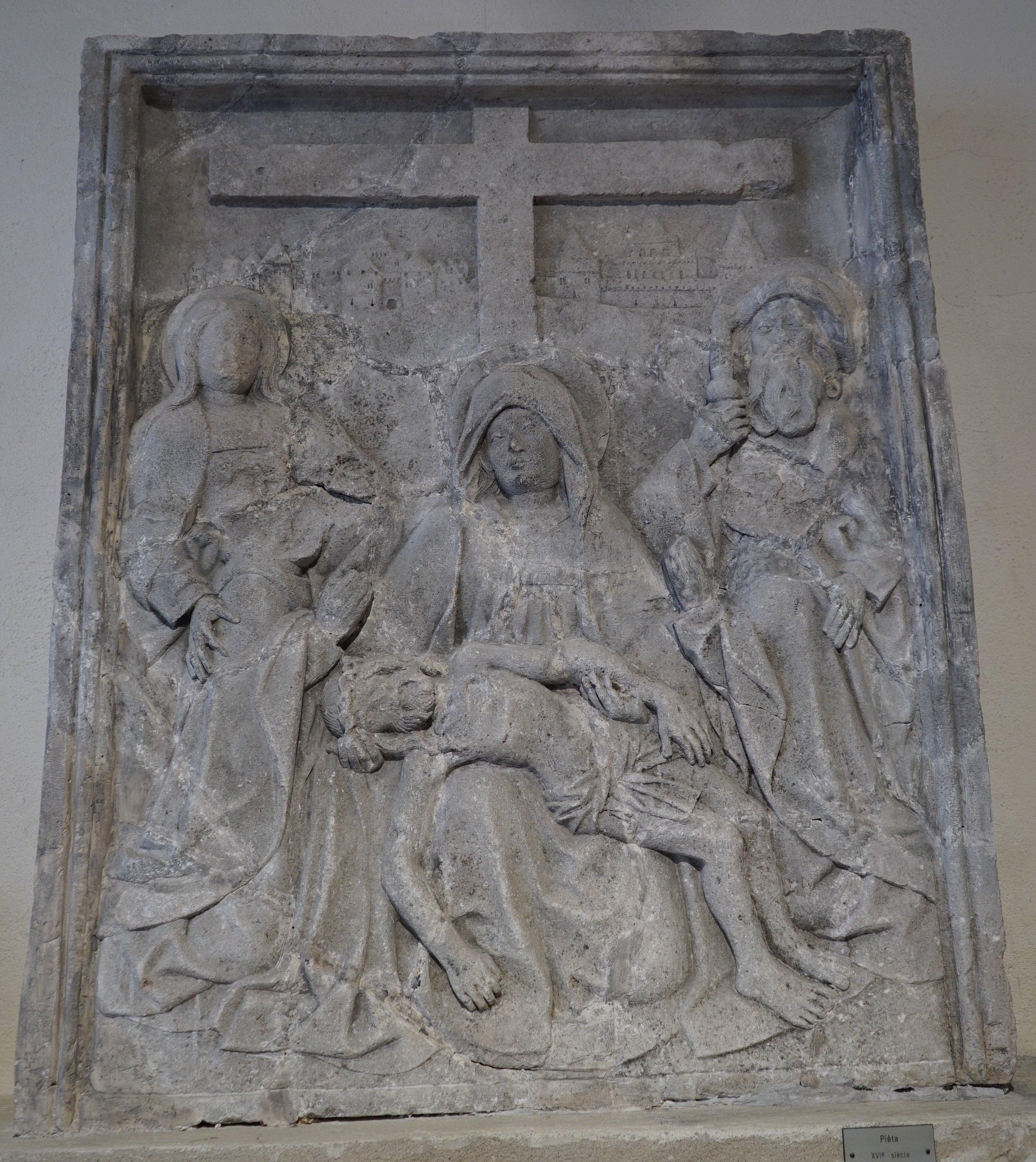
Pietà du XVIe siècle.

- La pierre tombale de l'évêque de Toul saint Mansuy était en dépôt au musée de Toul et exposée temporairement dans la salle lapidaire. Ce gisant provient de la crypte de l'ancienne église abbatiale du quartier Saint-Mansuy de Toul qui n'assurait plus, depuis un incendie de l'édifice en 1980, les bonnes conditions de conservation et d'exposition d'antan. Il aurait été sculpté au début du XVIe siècle, par Mansuy Gauvin, sculpteur du duc René II de Lorraine, et à l'initiative de l'évêque de Toul Hugues des Hazards. Le cénotaphe dans son ensemble est installé dans le chœur de la cathédrale de Toul.

### Salle des tapisseries
Des tapisseries des Provinces du nord (Oudenarde), un triptyque sur les mariages du roi David et un autre sur les Ethiopiques représentant Théagène et Chariclée. D'autres tapisseries relatent le combat d'Héraclès contre le lion de Némée, la Continence de Scipion, une dernière sur le triomphe de Cérès.

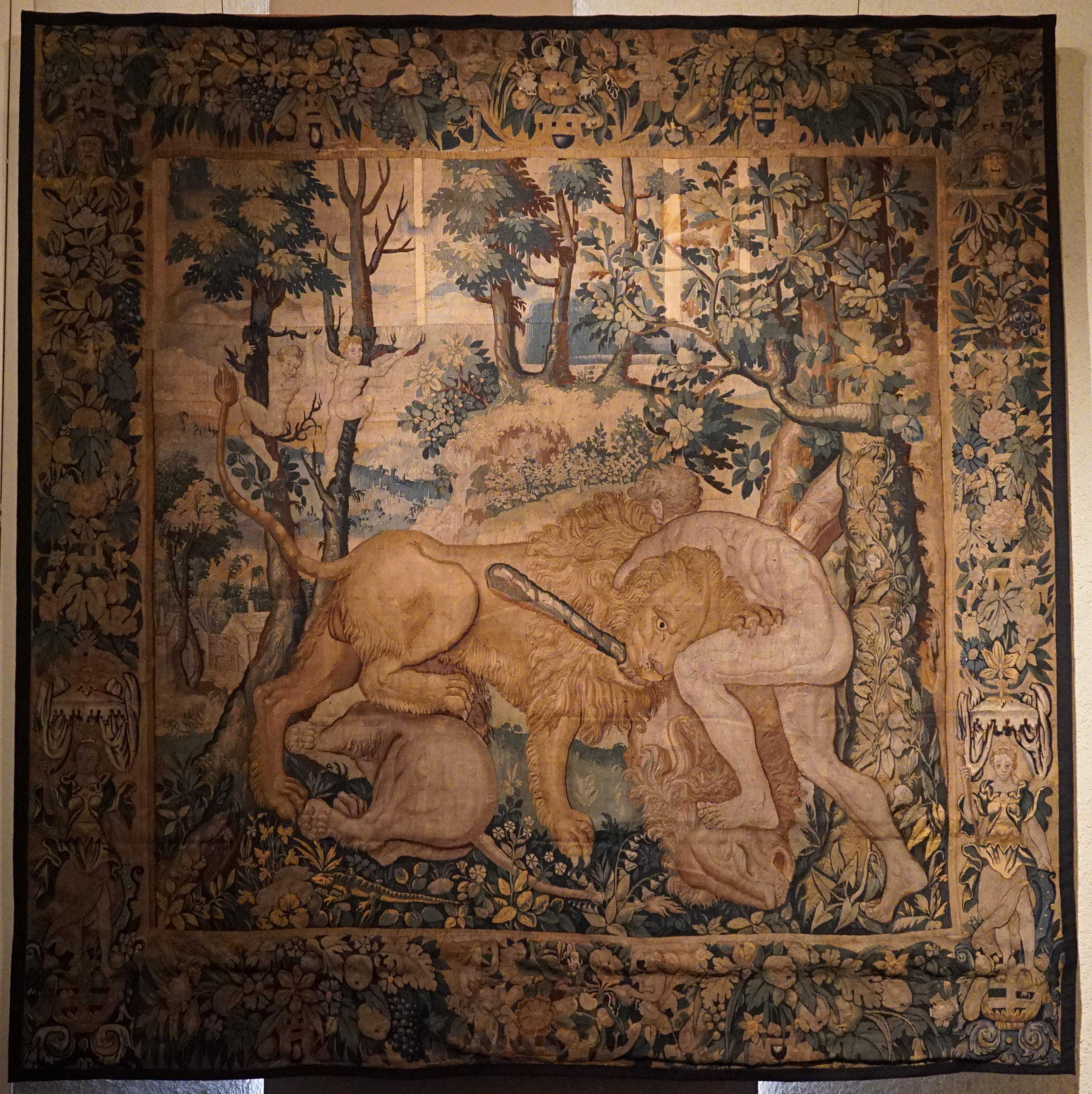
Héraclès soumettant le lion,
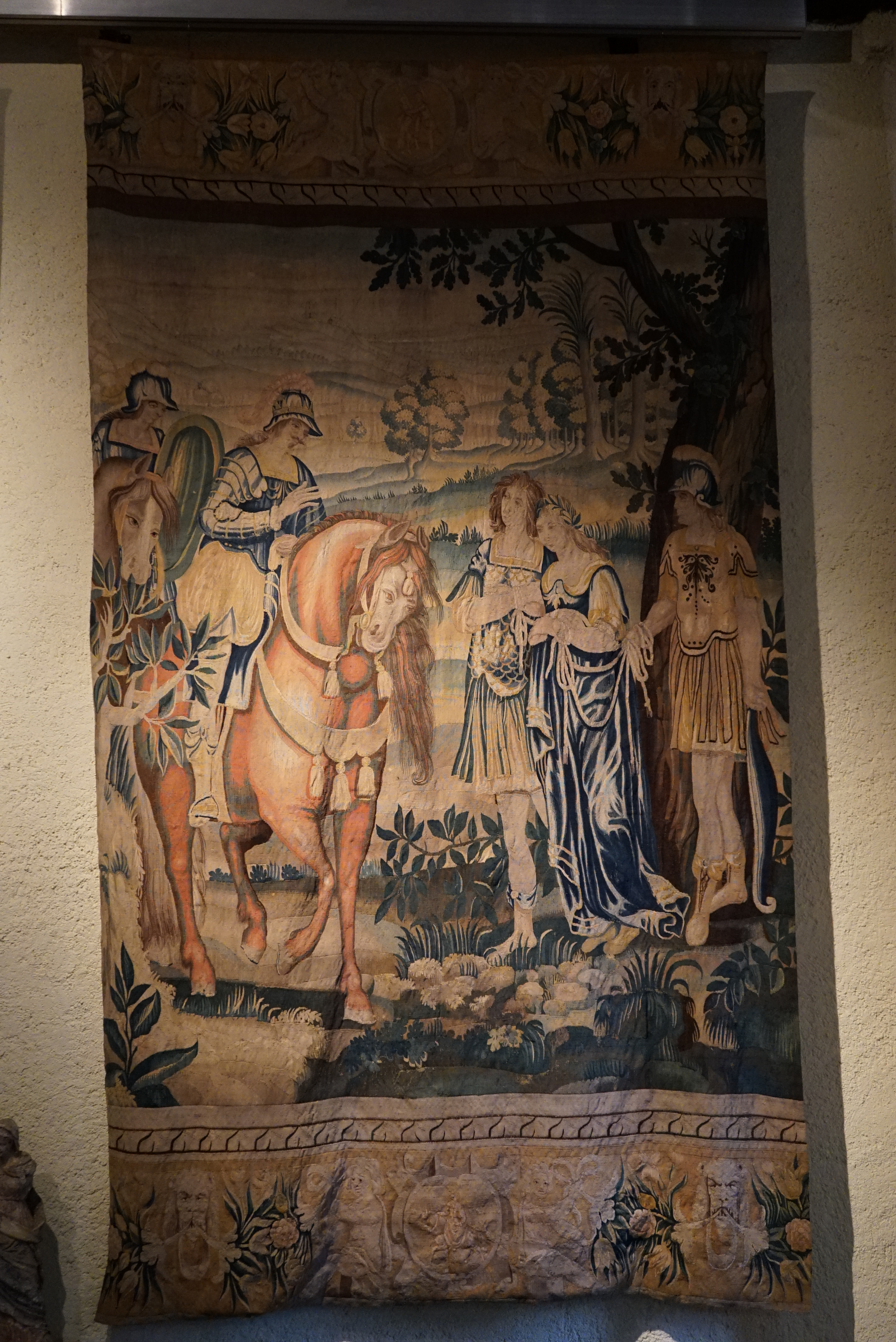
Théagène et Chariclée,
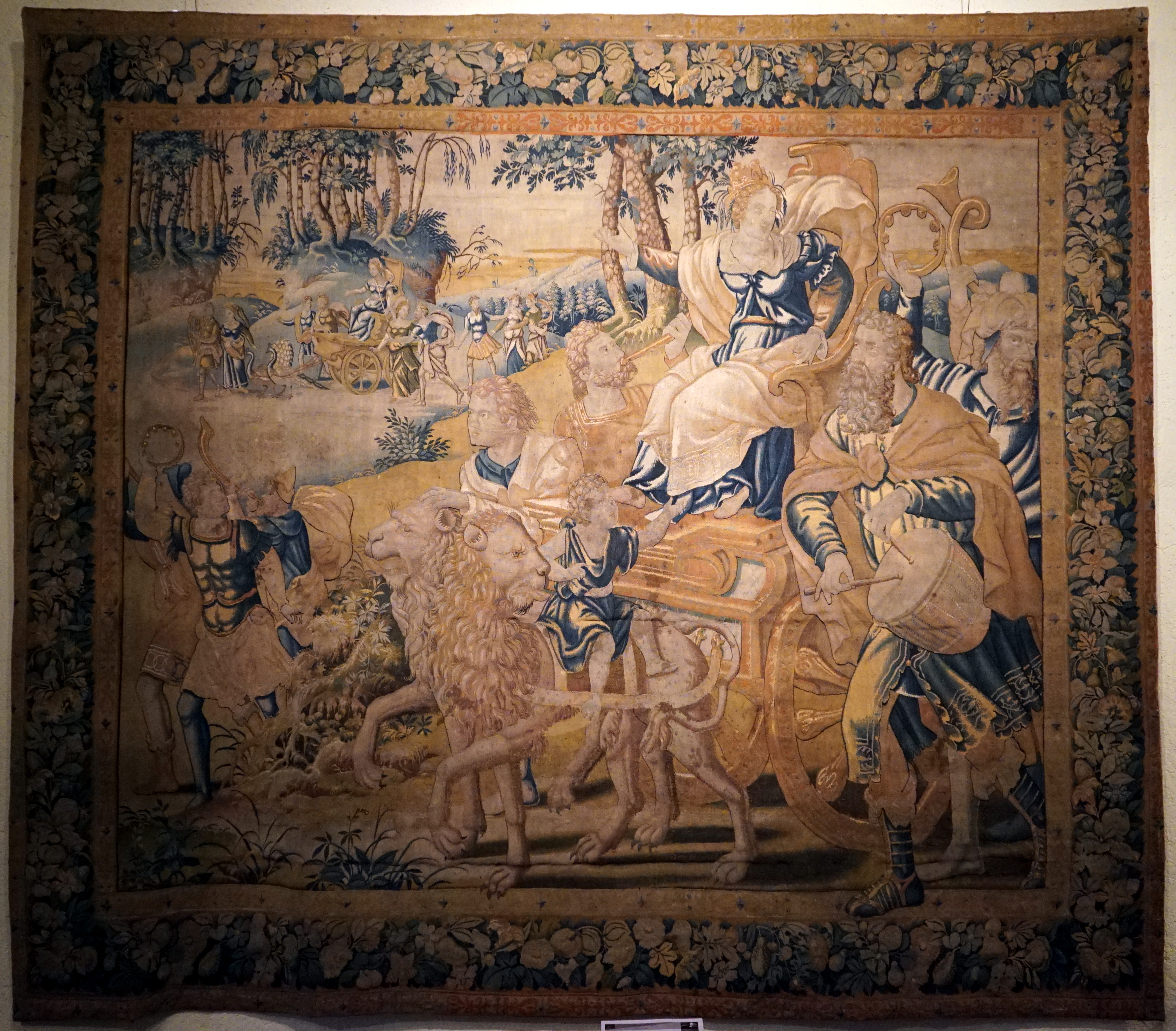
Triomphe de Cérès,
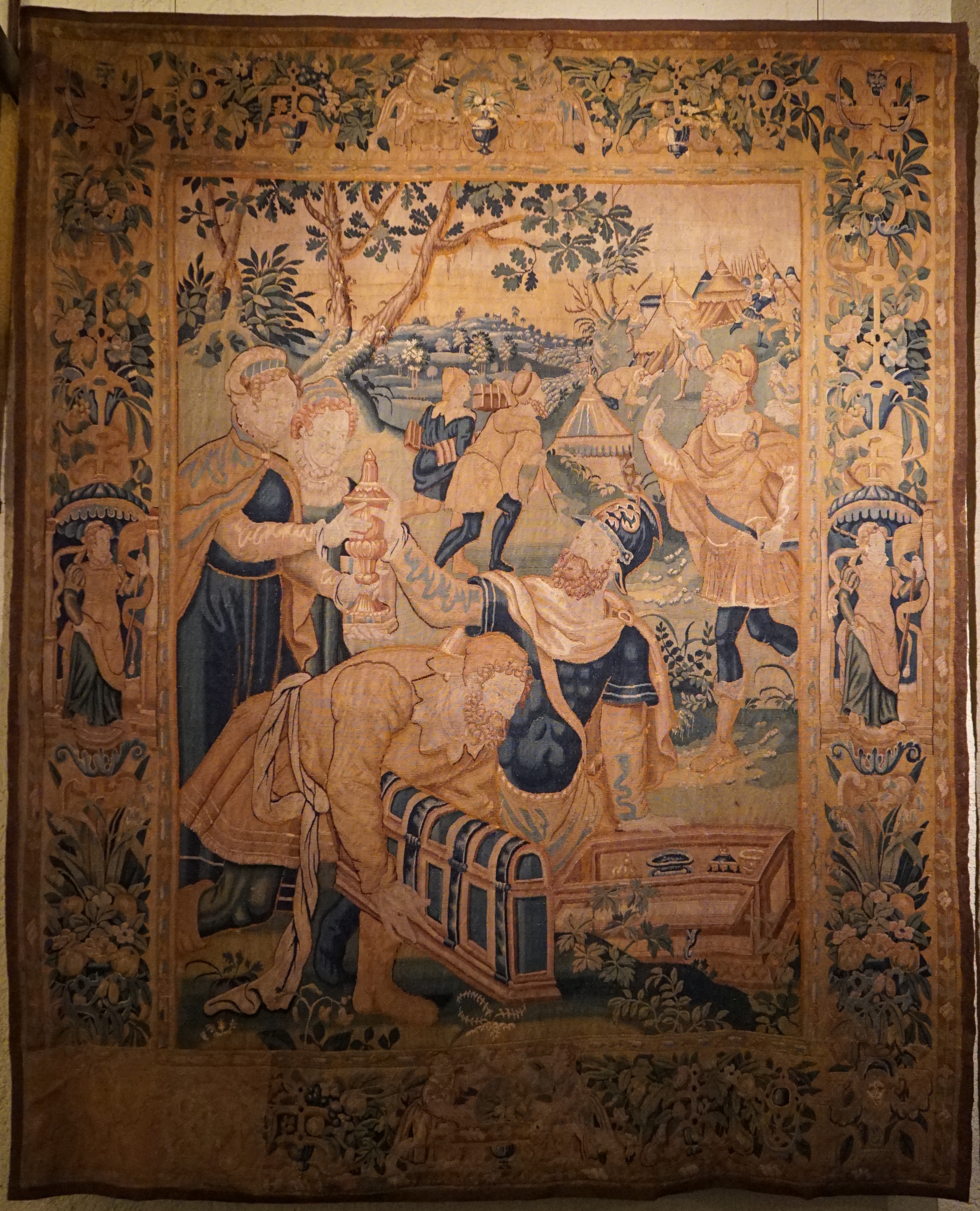
David et le retour de Mikal.

### Salles d'histoire religieuse

#### Le catholicisme dans le Toulois
- Statue de la Nativité, XVe siècle ;
- Tableau représentant Hector d'Ailly, évêque de Toul ;
- Tableau représentant la légende de Notre-Dame-Au-Pied-d'Argent à la cathédrale Saint-Étienne de Toul, XVIIe siècle ;
- Vases liturgiques qui ont appartenu à Jean-François Naudot, un prêtre toulois dans la clandestinité durant la Révolution française, XVIIIe siècle ;
- Statuette de la confrérie Sainte-Anne, sainte protectrice des menuisiers, ébénistes et charpentiers toulois ;
- Statuette de la confrérie Saint-Éloi, saint protecteur des forgerons, orfèvres et maréchaux-ferrants toulois ;
- Le garde suisse de la cathédrale Saint-Étienne de Toul ;
- Peintures sous verre représentant la Trinité, le Christ, la Vierge Marie, saint Jean-Baptiste, sainte Ursule, etc., XIXe siècle ;
- Tableaux de Henri Calot, représentant des chapelles de la cathédrale Saint-Étienne de Toul et de la collégiale Saint-Gengoult de Toul, XXe siècle.

Dans cette salle, il est possible de trouver de nombreuses pièces récoltées au travers de la ville et qui avaient pour un certain nombre disparu de l'espace public. C'est l'occasion d'y apercevoir le surhuméral, ce petit bout d'étoffe que seuls 4 évêques au monde ont eu l'honneur de pouvoir donner à leur diocèse. 

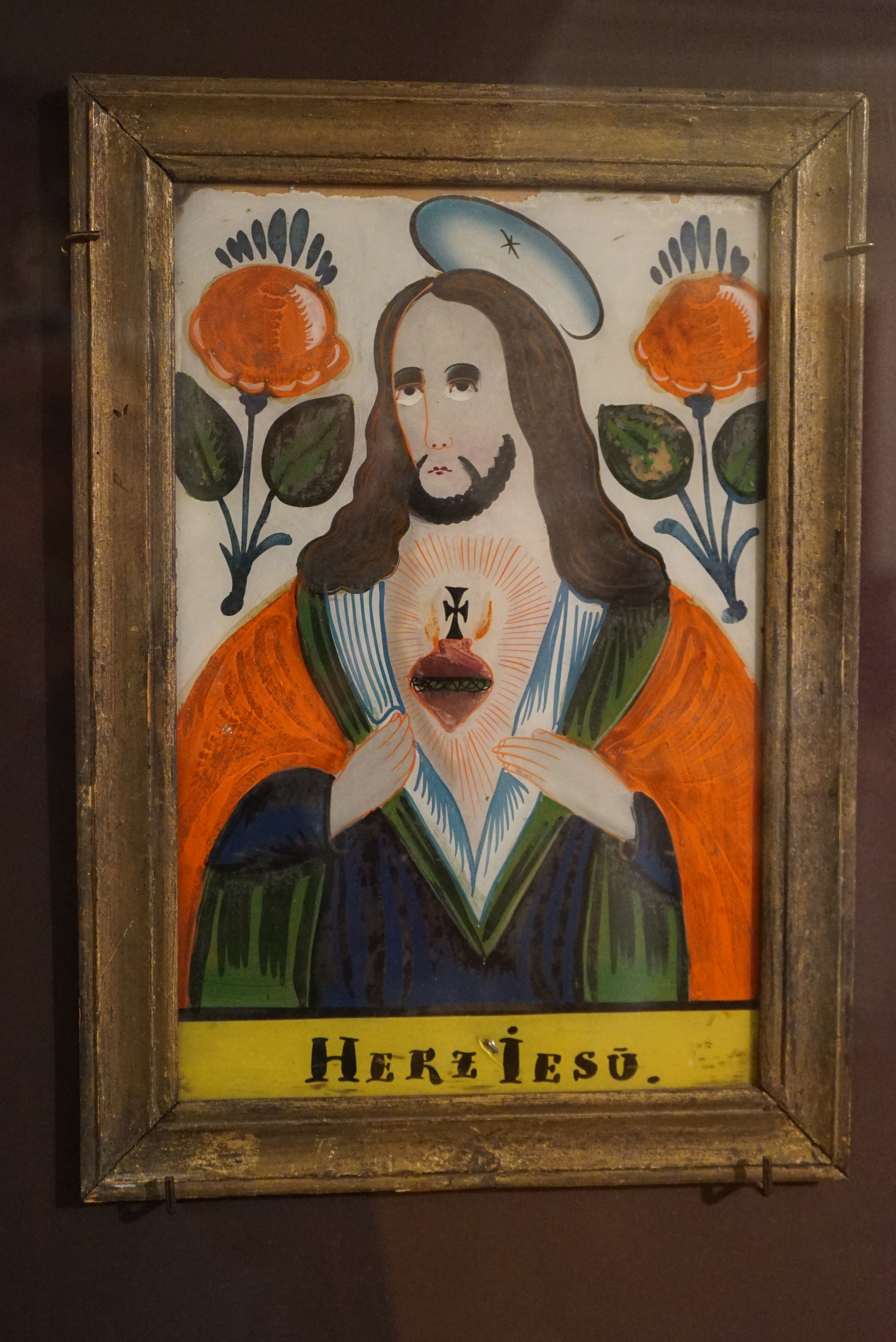
Fixé sous verre,
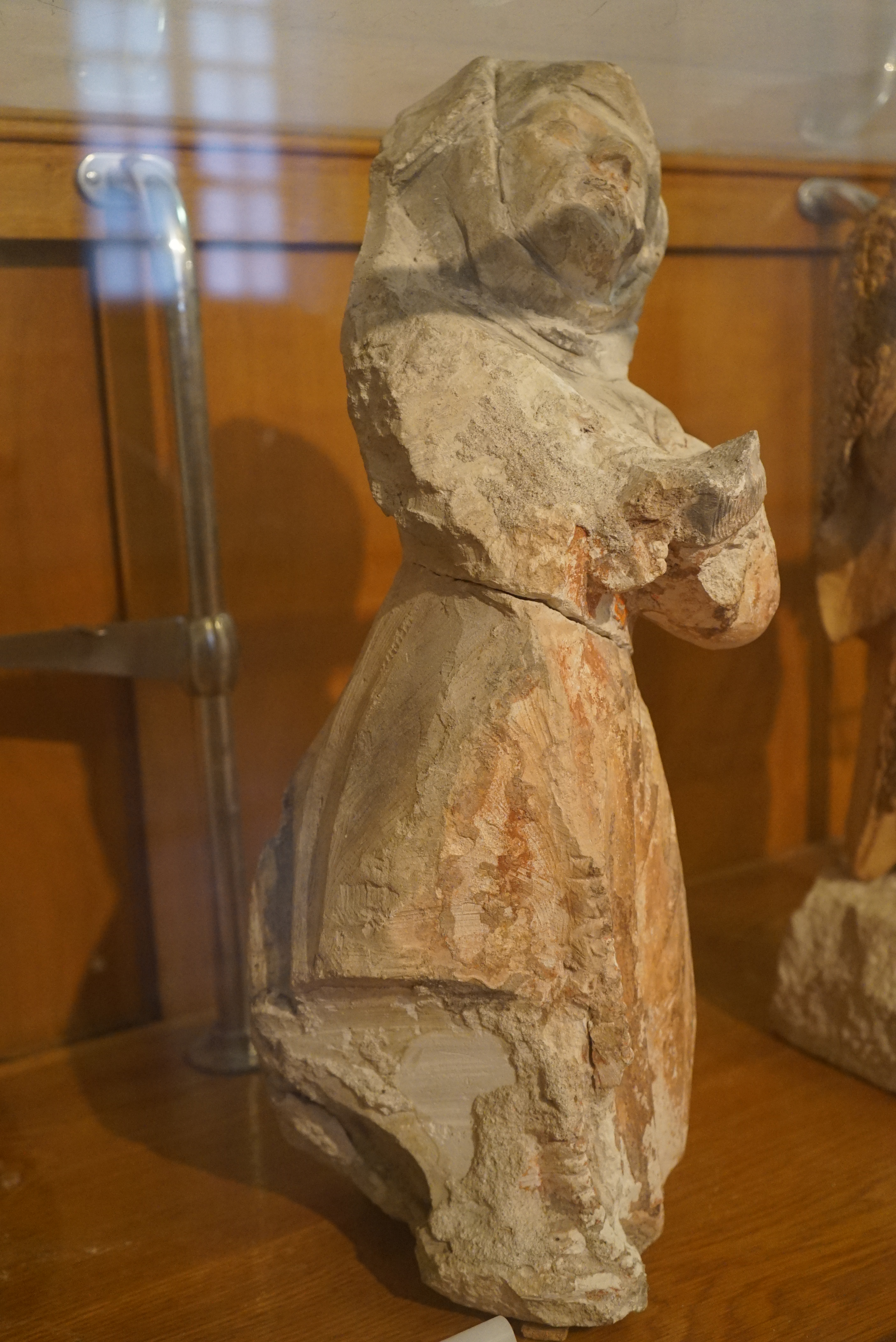
statue de sainte, XVe siècle,
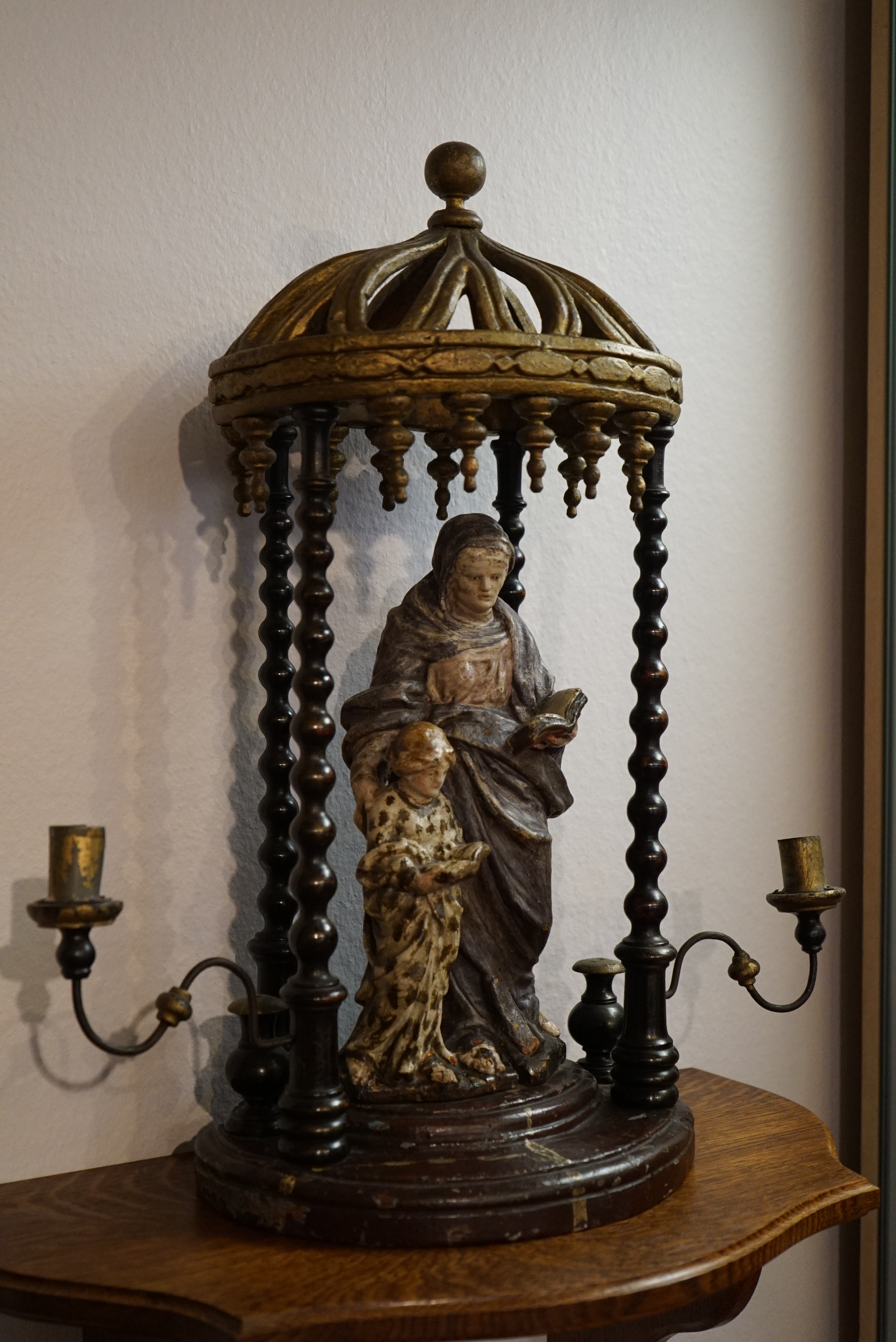
Marie à l'enfant avec bougeoirs,
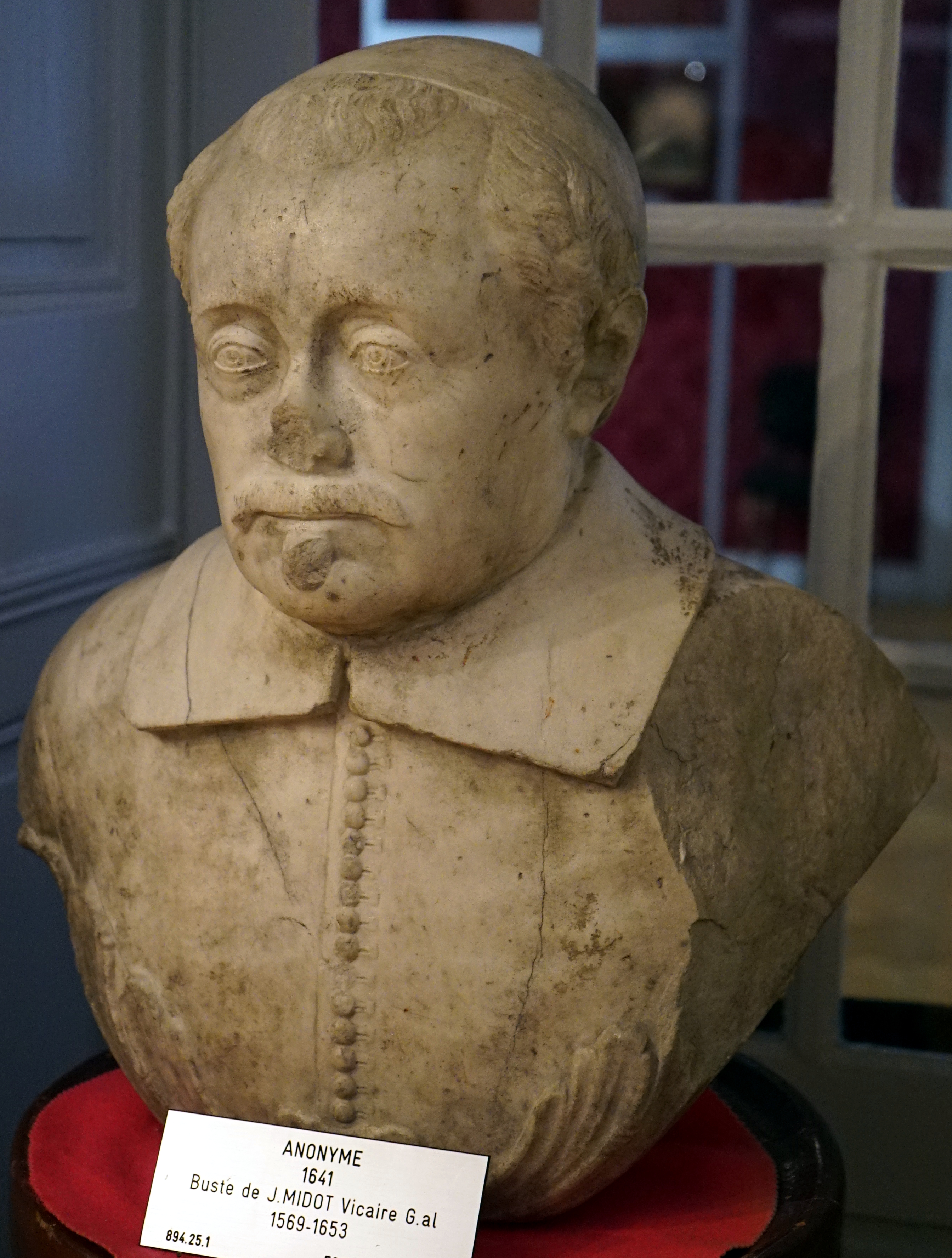
buste d'ecclésiastique.

#### Salle des icônes russes
La salle des icônes russes est ouverte au public depuis le 27 février 2008, jour de son inauguration.

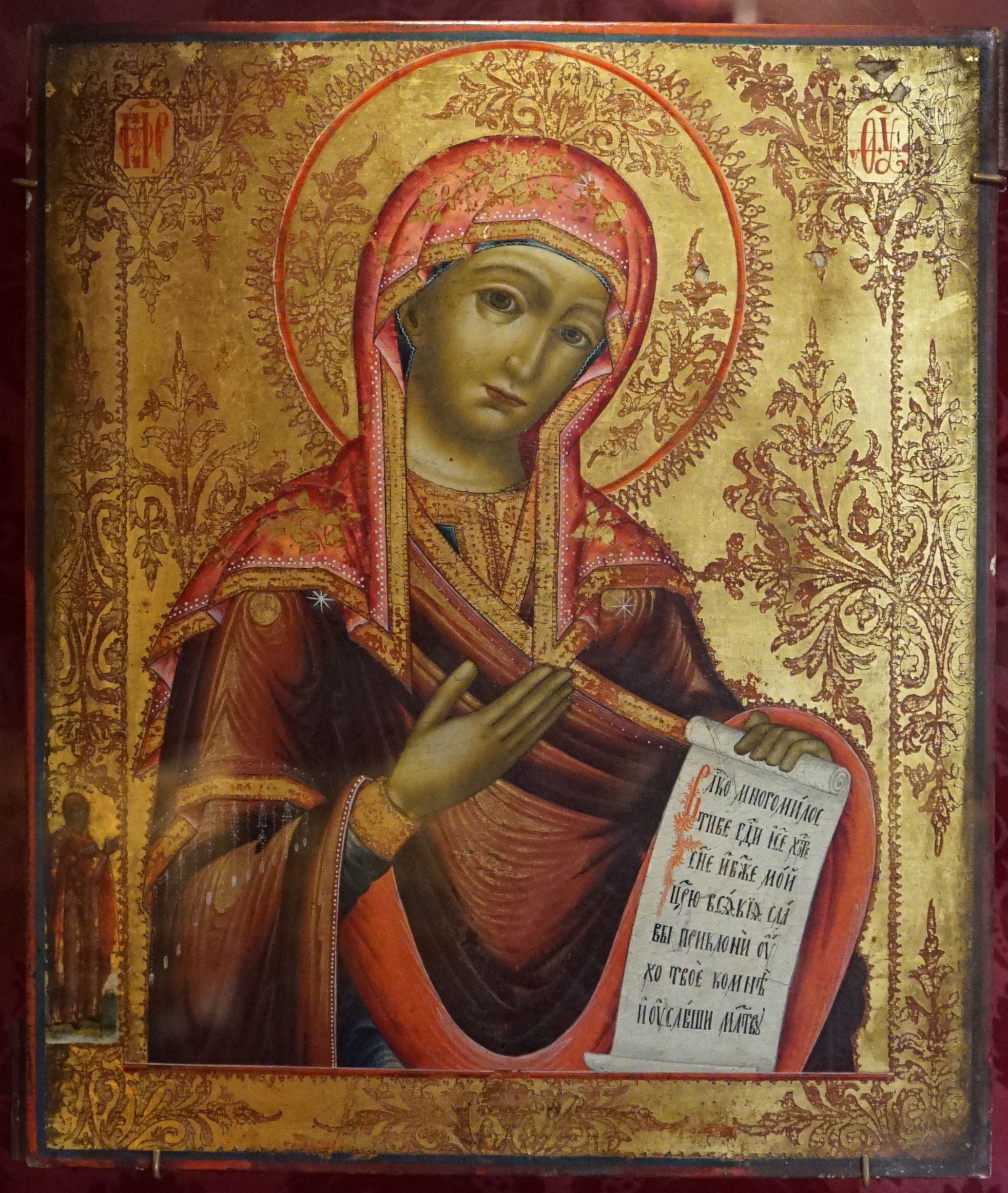
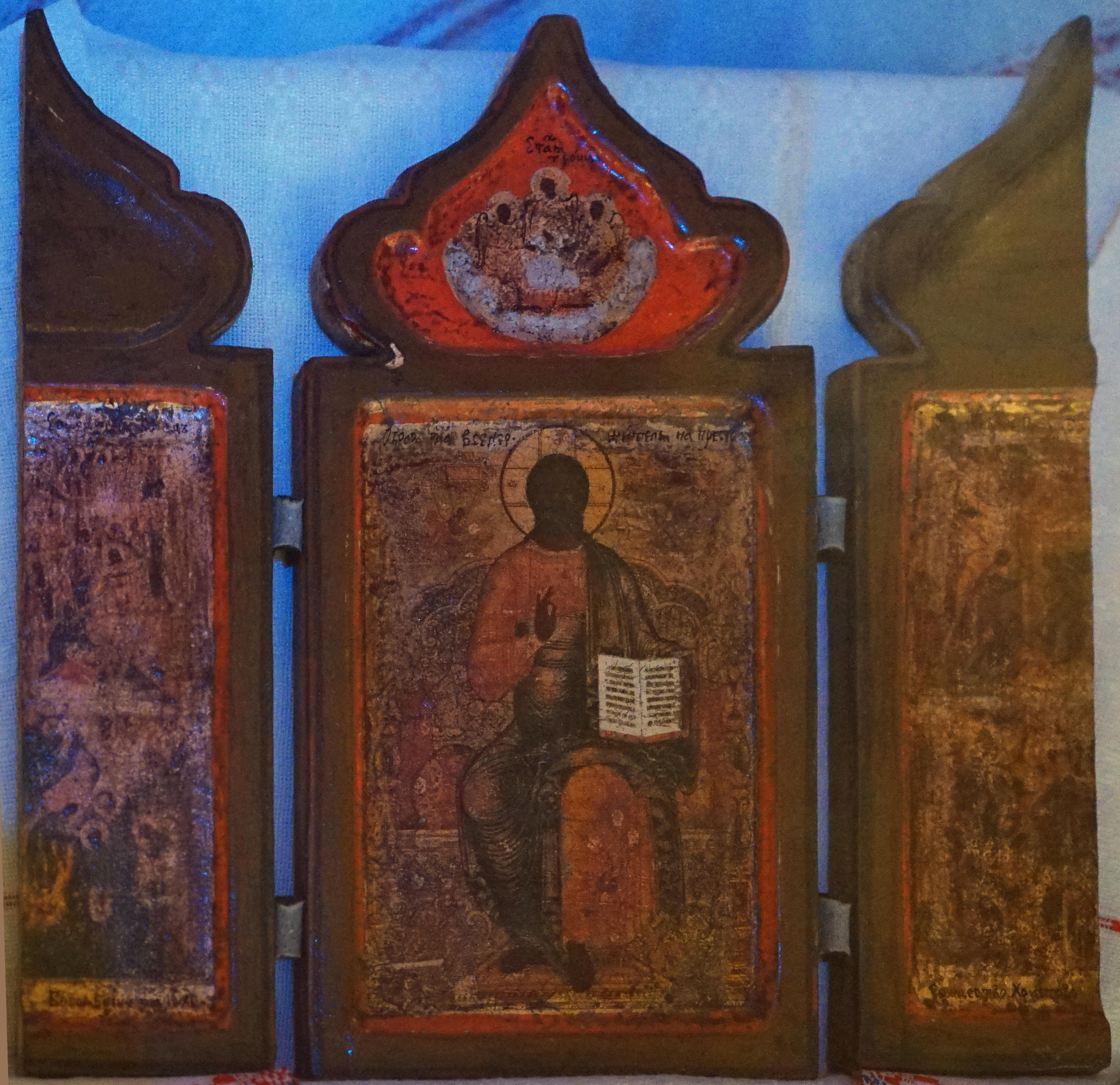
triptyque,
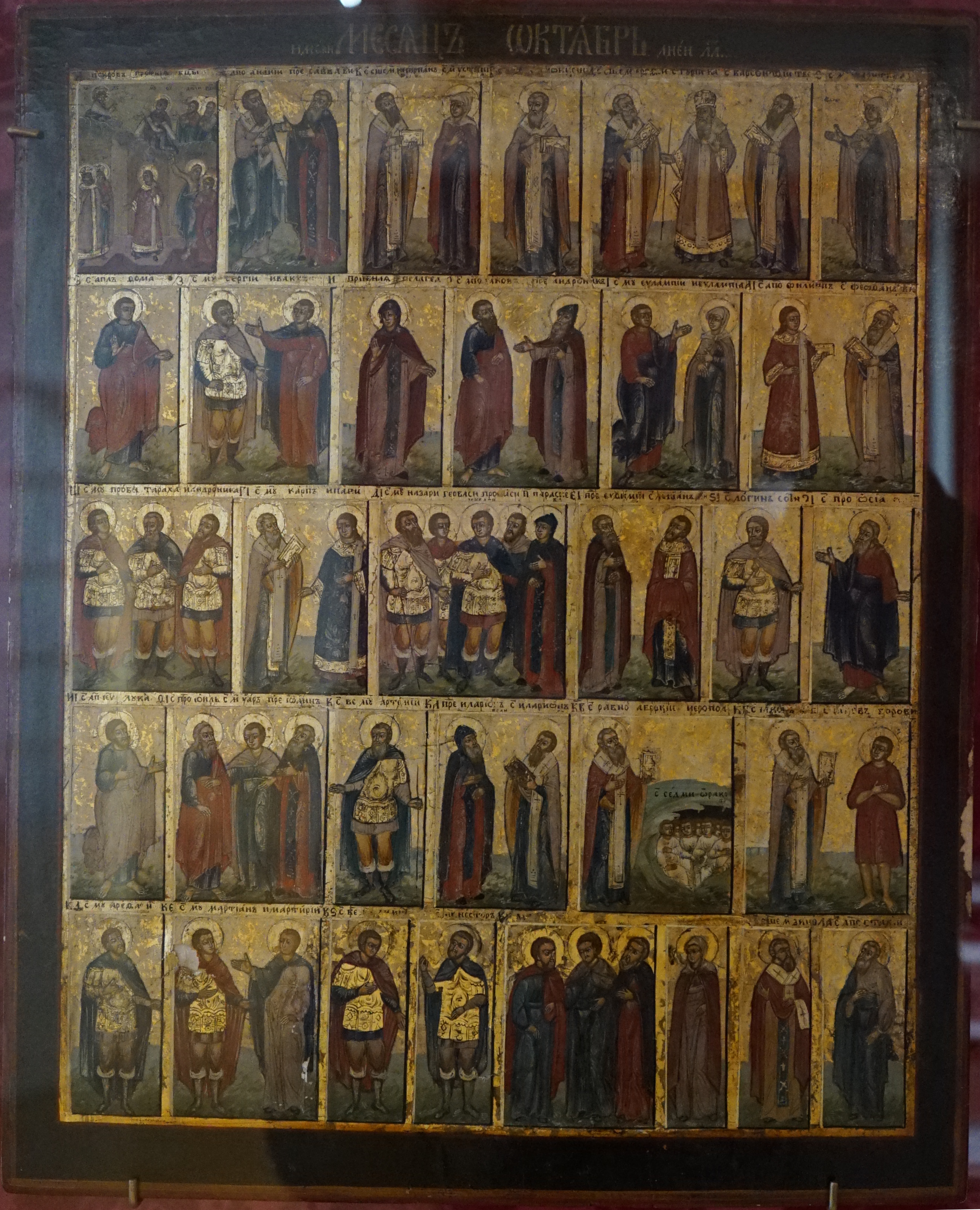
ménologe,
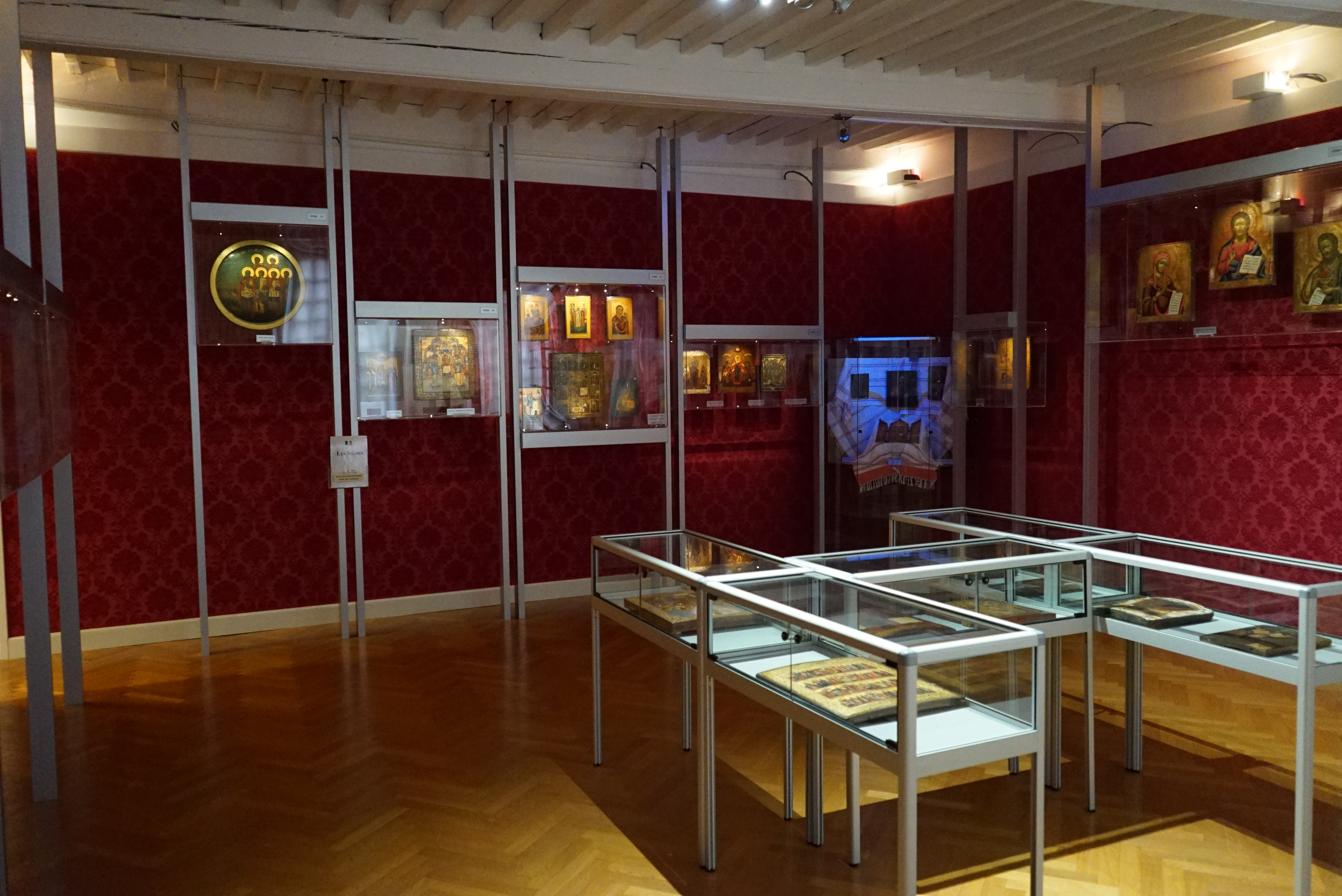
la salle.

- Icônes d'églises russes du XIXe siècle : icônes d'un ménologe (les mois de l'année suivant le calendrier liturgique orthodoxe à partir du mois de septembre) ; icônes d'une déisis (le Christ au centre, entouré de la Vierge Marie et de saint Jean-Baptiste).
- Reconstitution d'un « bel-angle » d'une isba russe du XIXe siècle : icône du Christ pantocrator ; icône de la « Vierge du Buisson ardent » ; « triptyque de voyage » avec des fêtes.
- Icônes modestes qui ont fait l'objet d'une dévotion domestique en Russie, aux XVIIIe siècle et XIXe siècle : icônes des fêtes dont l'Annonciation et l'Ascension ; icônes mariales de la « Vierge O Toute-Bénie », de la « Vierge Joie de tous les affligés », de la « Vierge Joie inespérée » et icônes de la Vierge de Smolensk, Kazan, Vladimir et Okhtyrka ; icônes de saint Nicolas, sainte Parascève d'Iconium, saint Mitrophane de Voronej (en) et icônes de « Saints élus » ; icône de la « synaxe des Archanges » ; icône de la « déisis élargie » ; icônes à vignettes.

### Salles d'histoire militaire

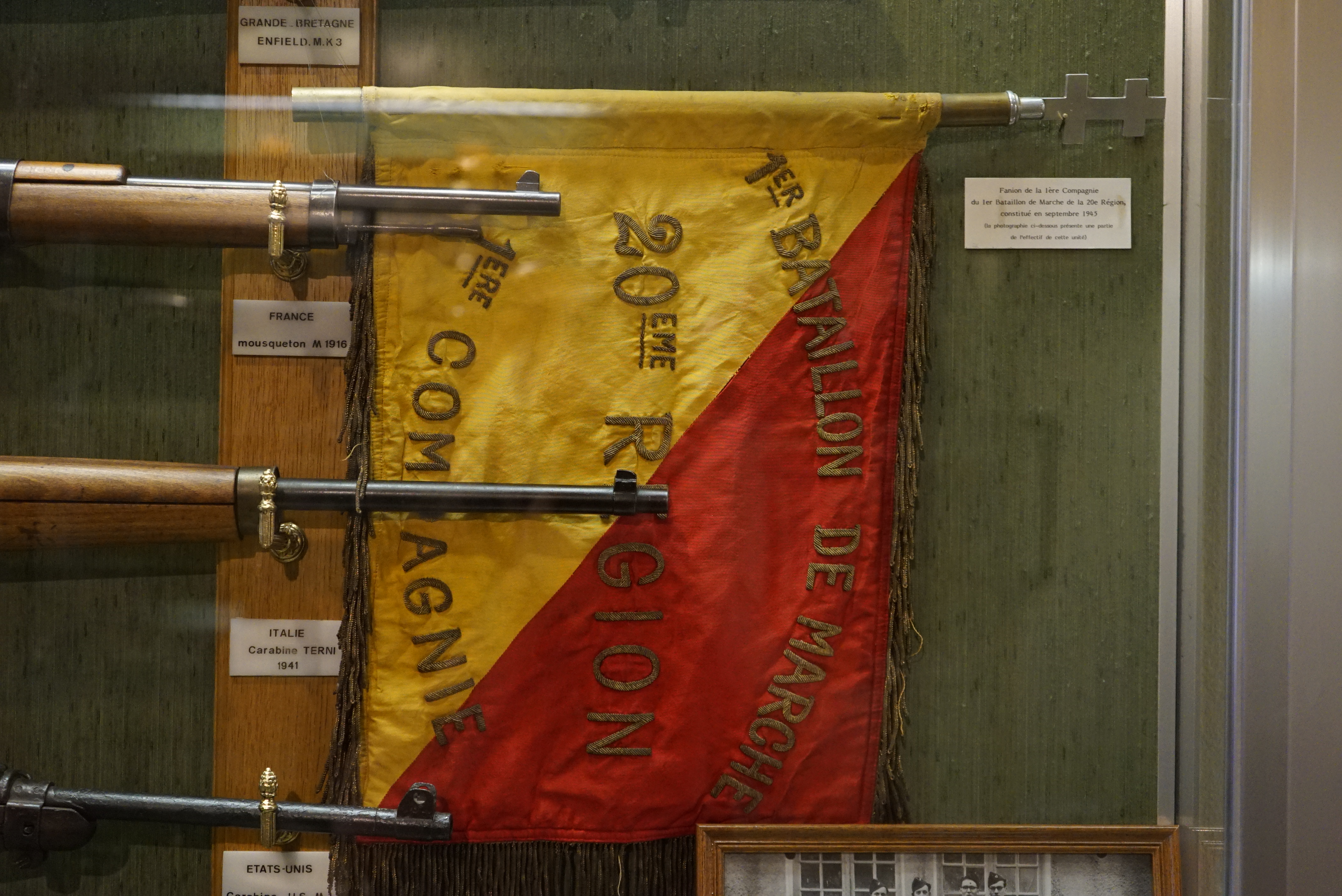
Fanion de la 20e région militaire,
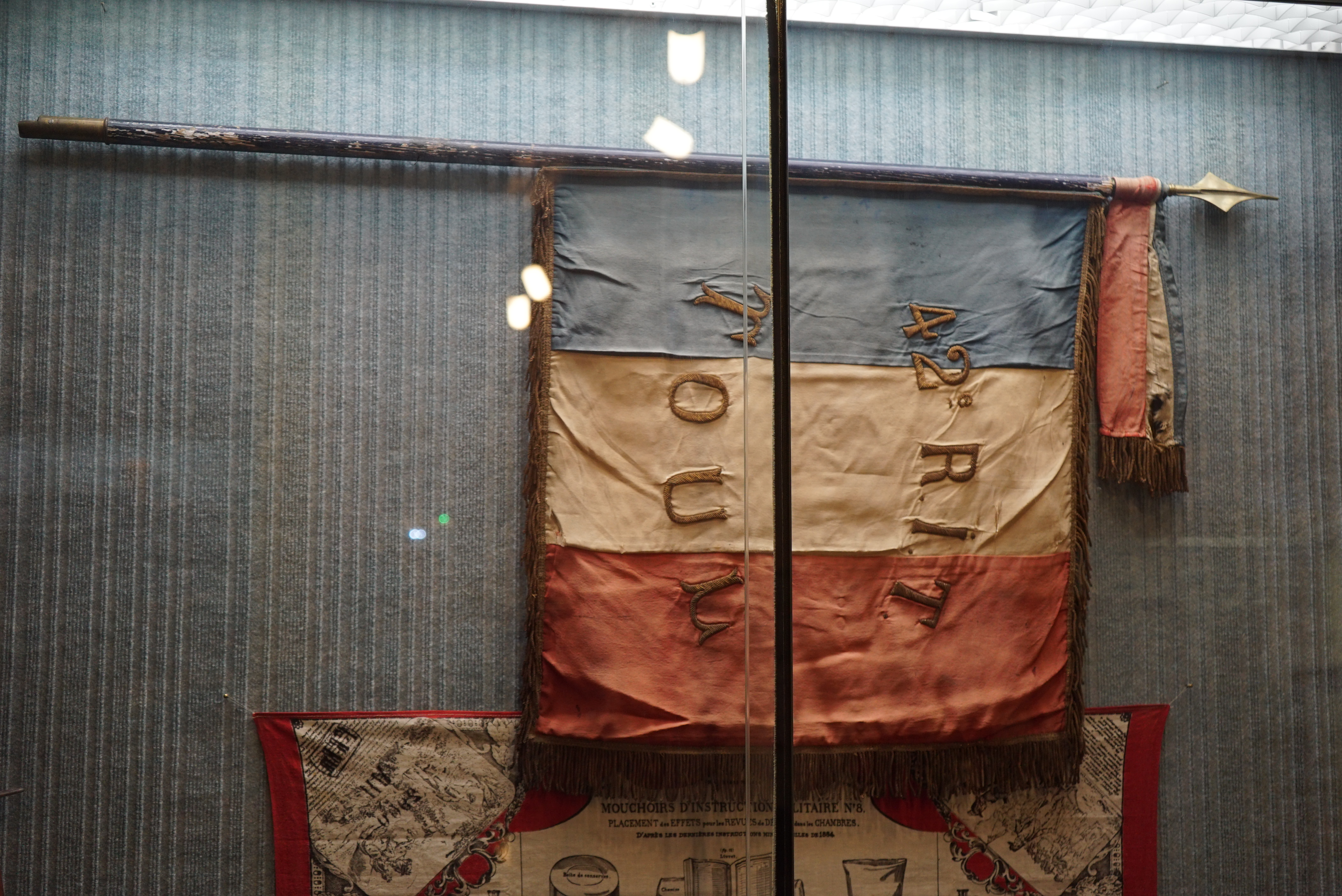
du 42e RI
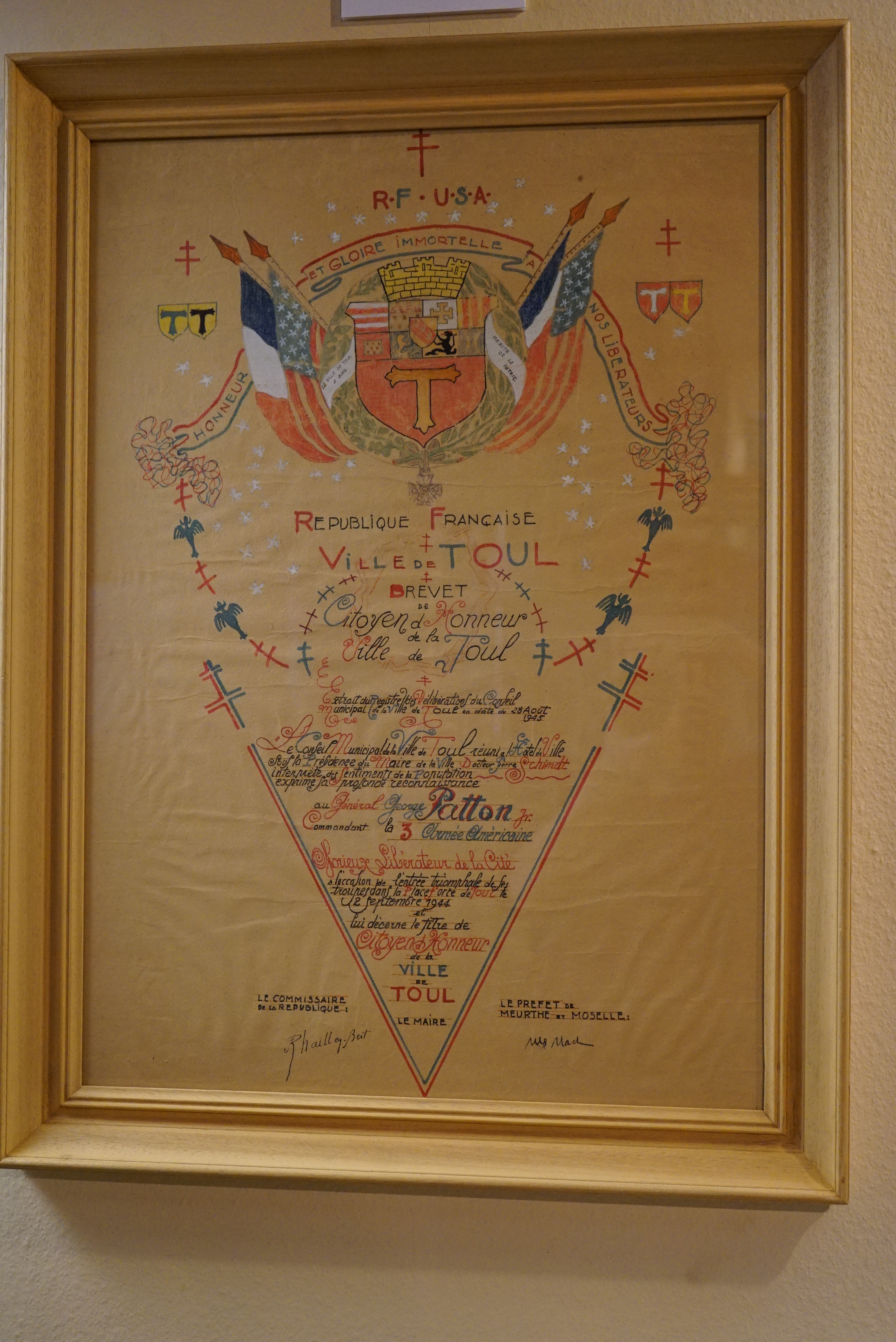
George Patton, citoyen d'honneur de Toul.

#### Première Guerre mondiale (1914-1918)
Dans cette section, la richesse culturelle de la guerre y est présentée. De nombreux uniformes de la guerre 14-18 s'y trouvent, aussi bien de soldats français et allemands que de soldats britanniques et américains. 

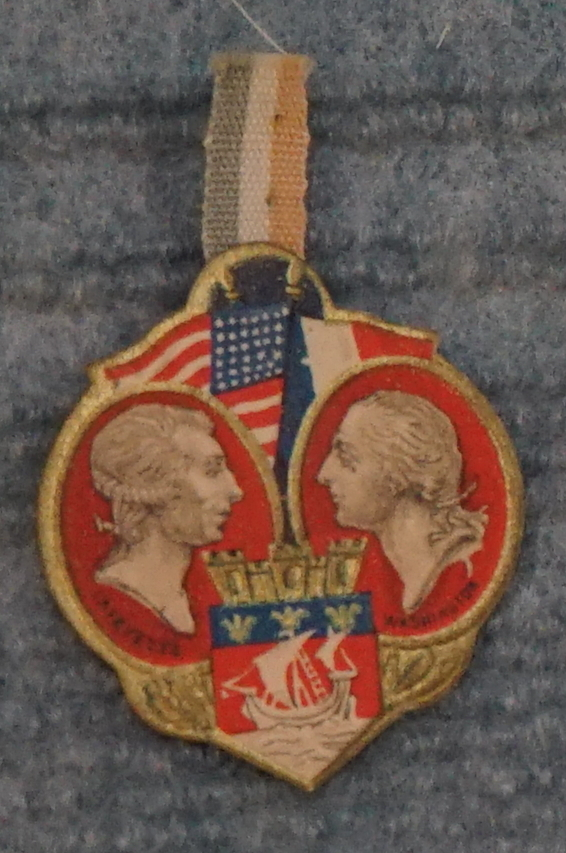
Fanions
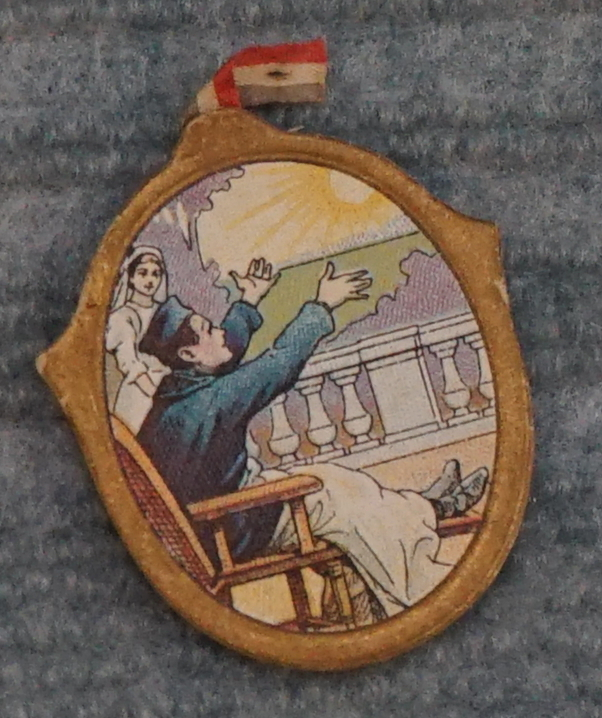
de mobilisation
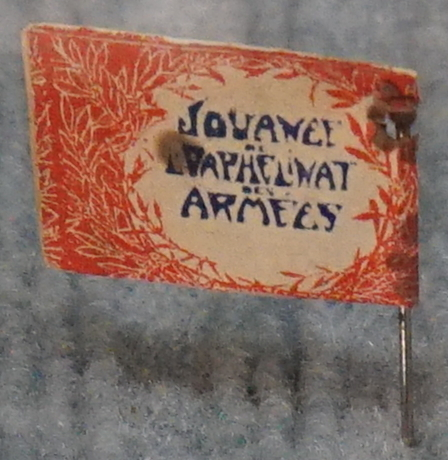
et pour la récolte de dons.
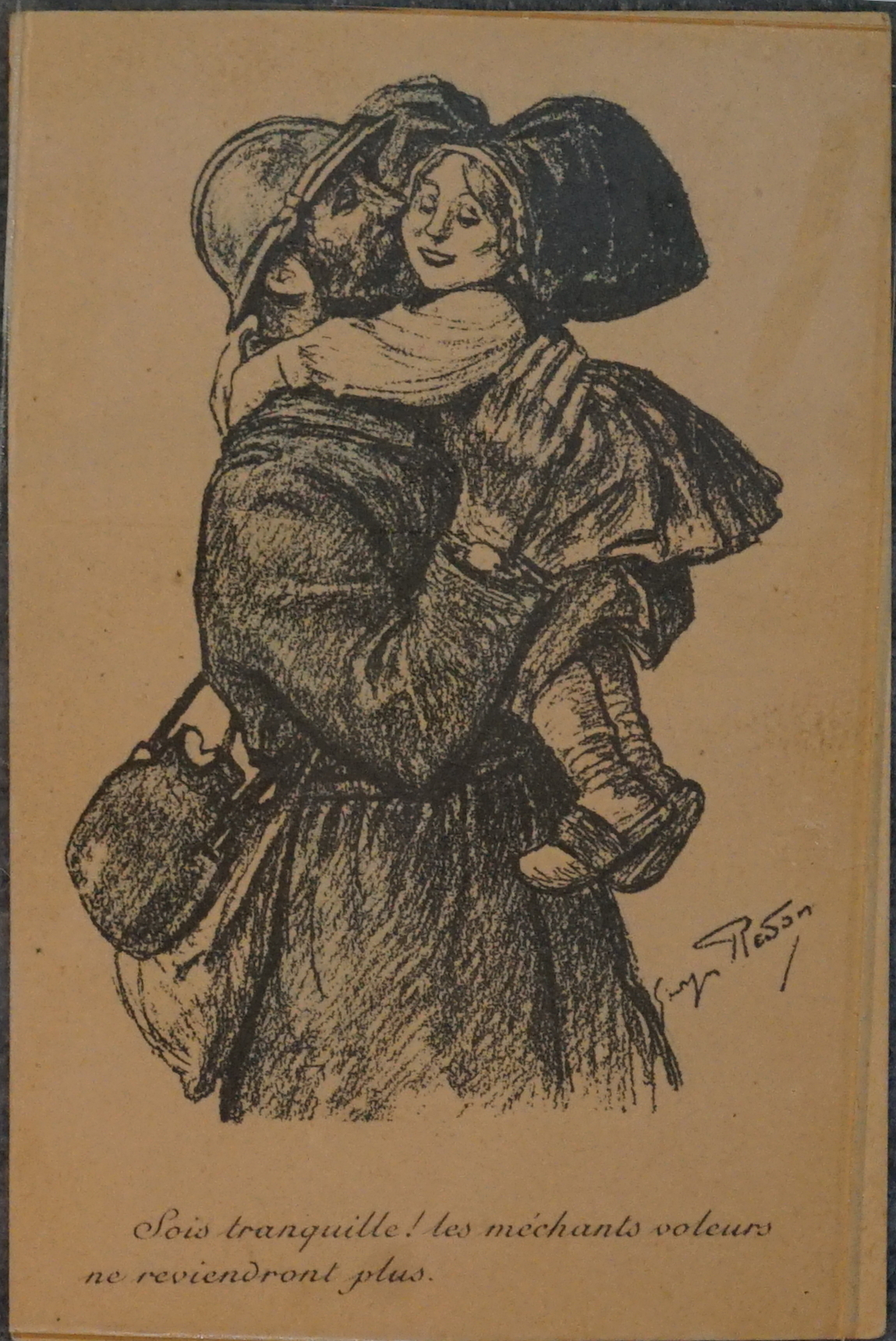
Bon de la défense nationale.

#### Seconde Guerre mondiale (1939-1945)

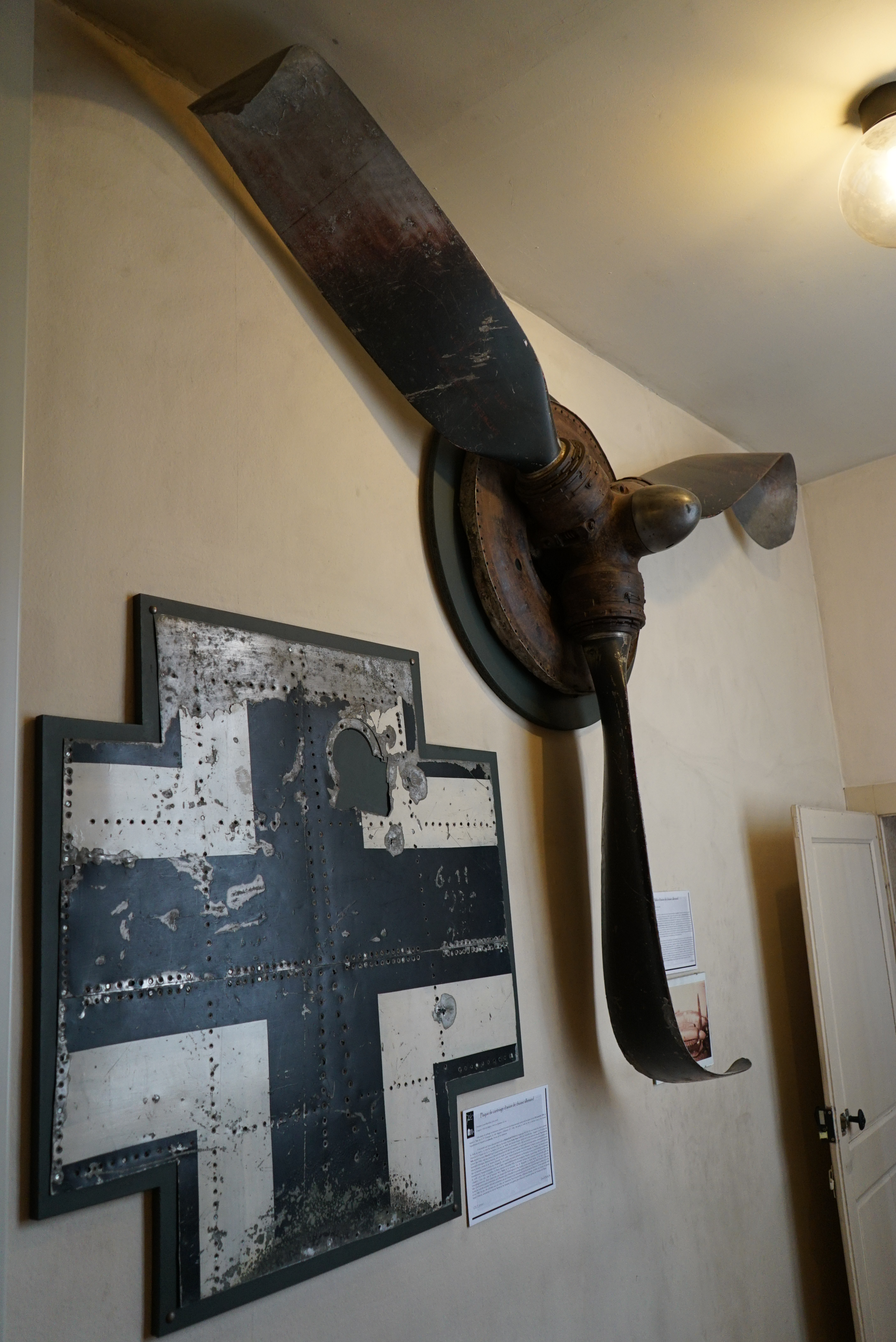
Restes d'un Messerschmitt Bf 109,
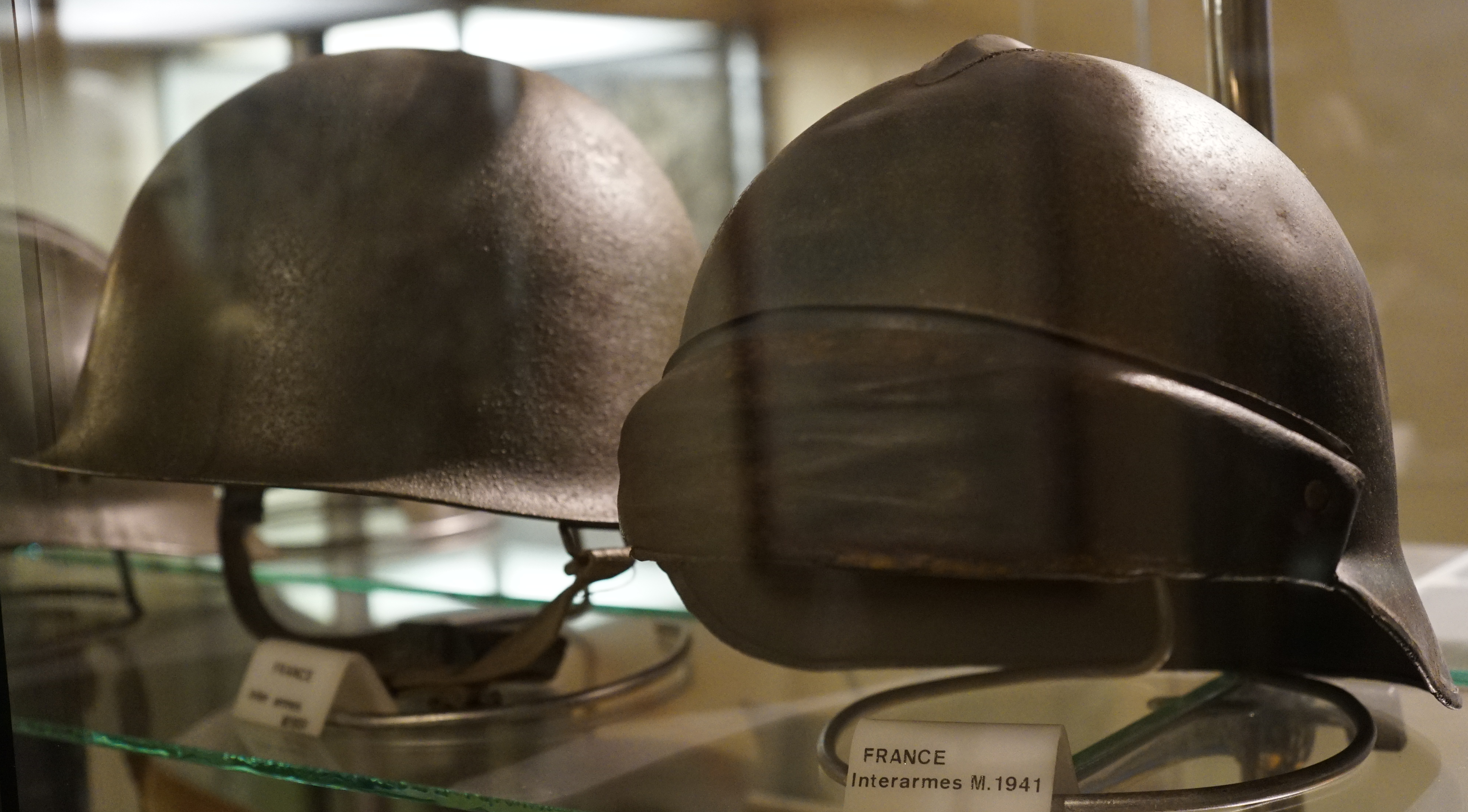
casques français,
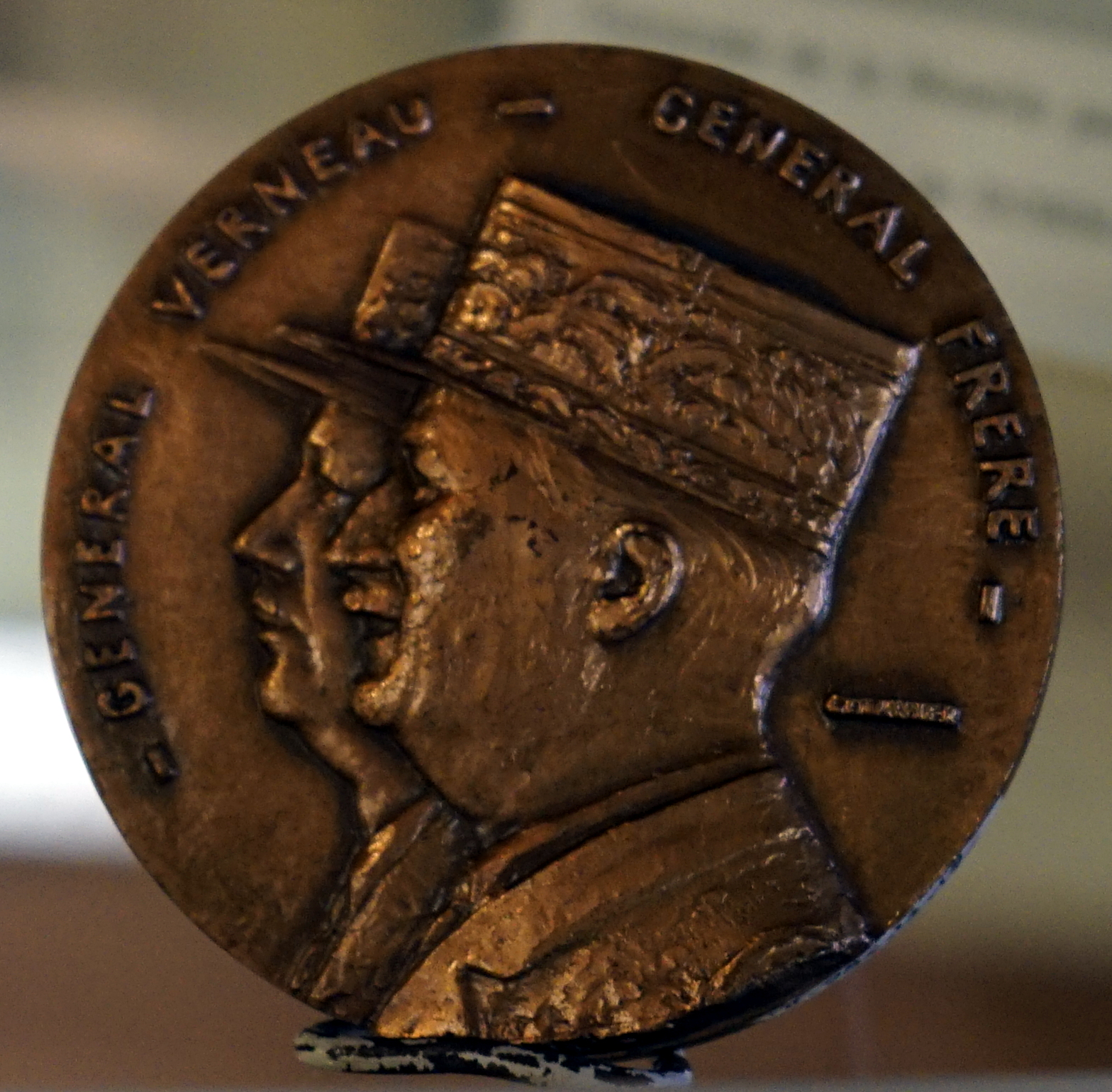
Hommage à Jean-Édouard Verneau et Aubert Frère morts en déportation.
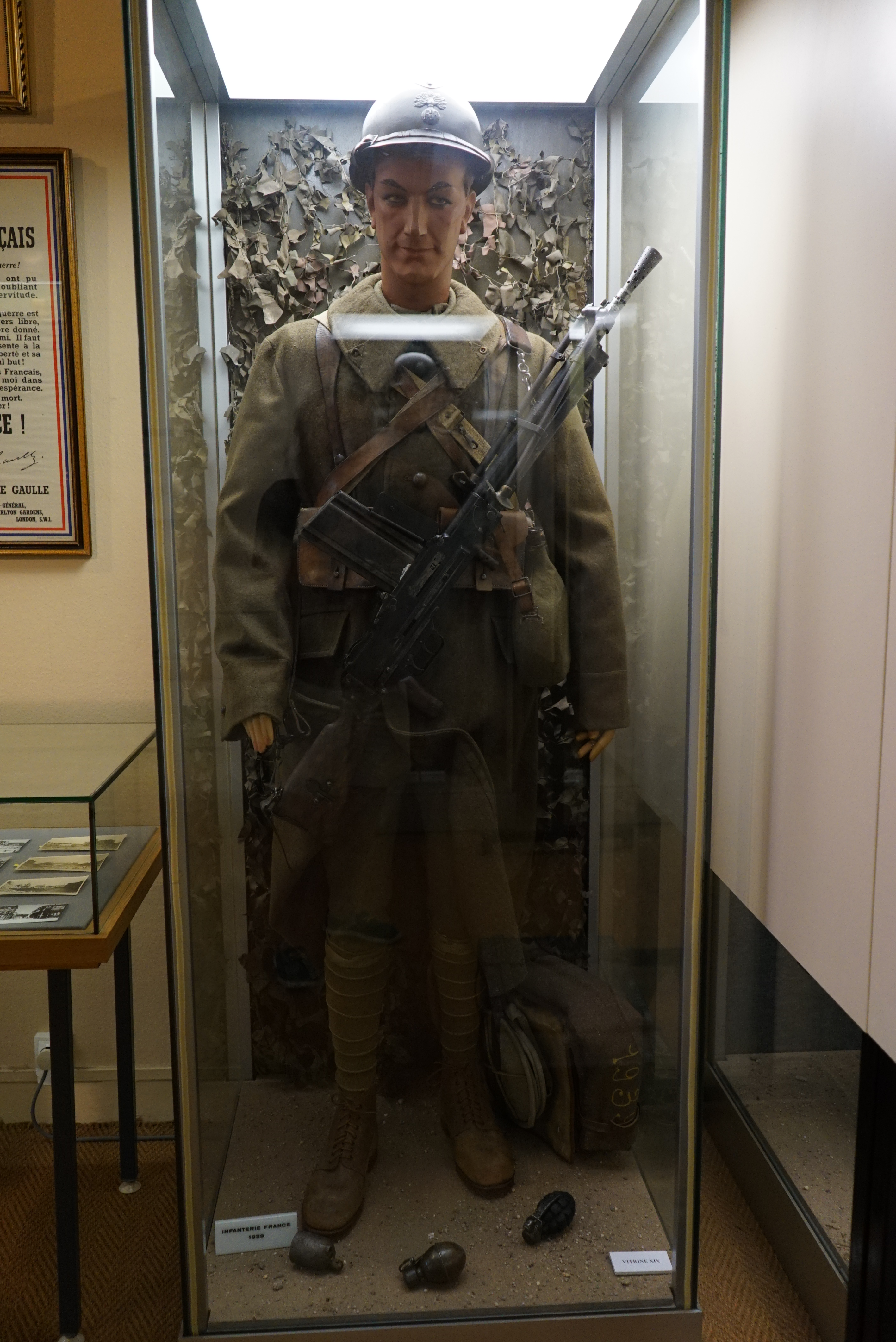
soldat en tenue.

#### L'Armée de l'air à Toul

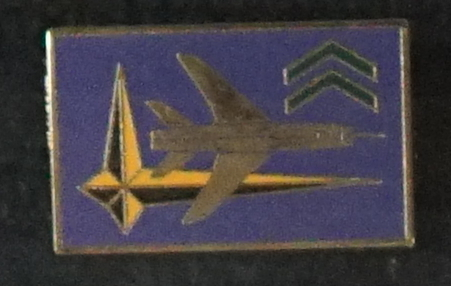
Badge de la base aérienne 136 Toul-Rosières,
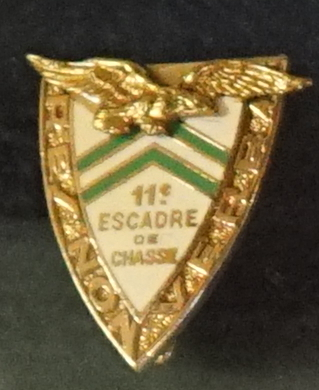
11e escadre de chasse,
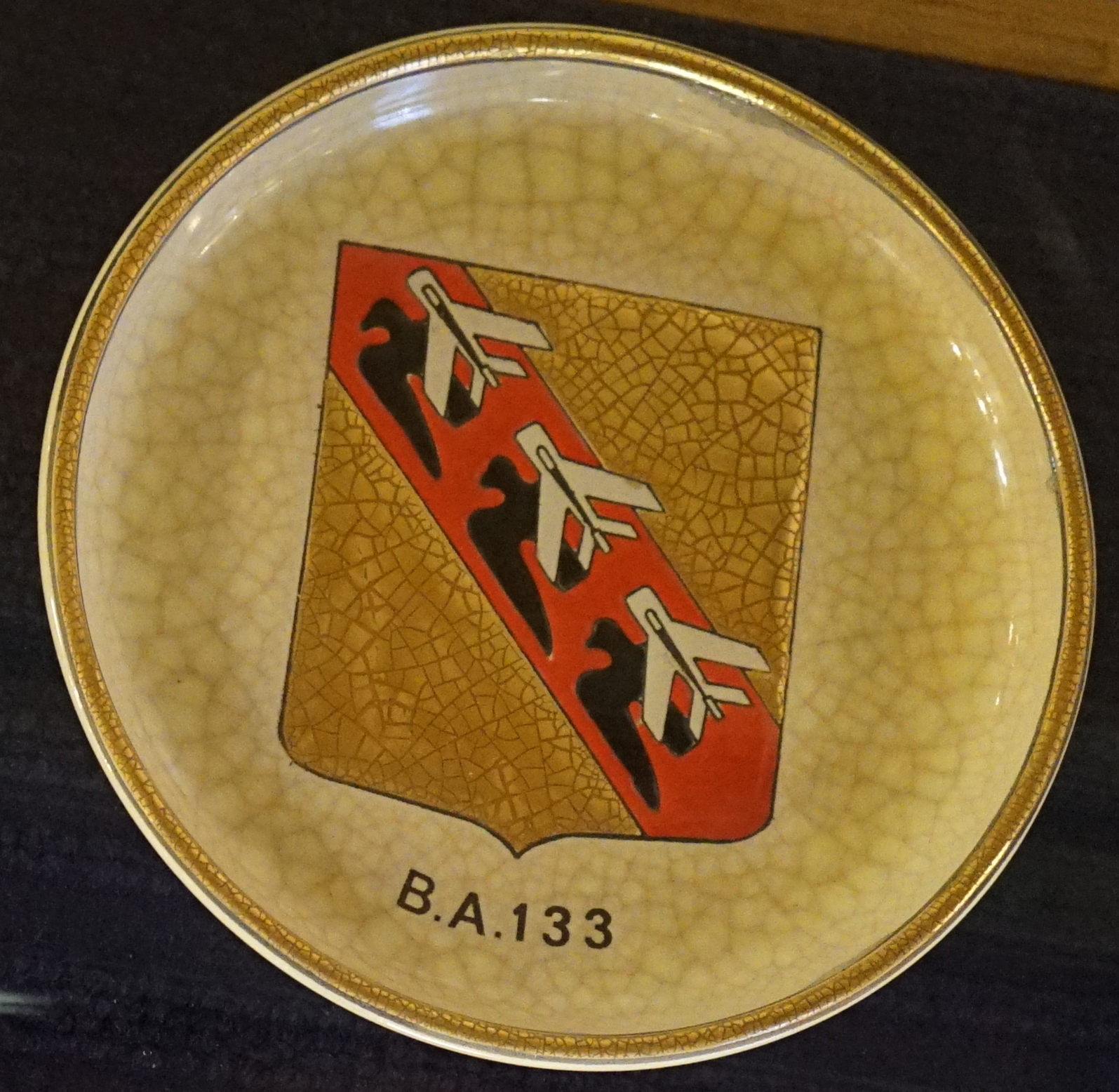
Assiette de la base aérienne 133 Nancy-Ochey.

### Salles de beaux-arts
Deux salles du premier étage consacrées aux tableaux.

#### Époque moderne

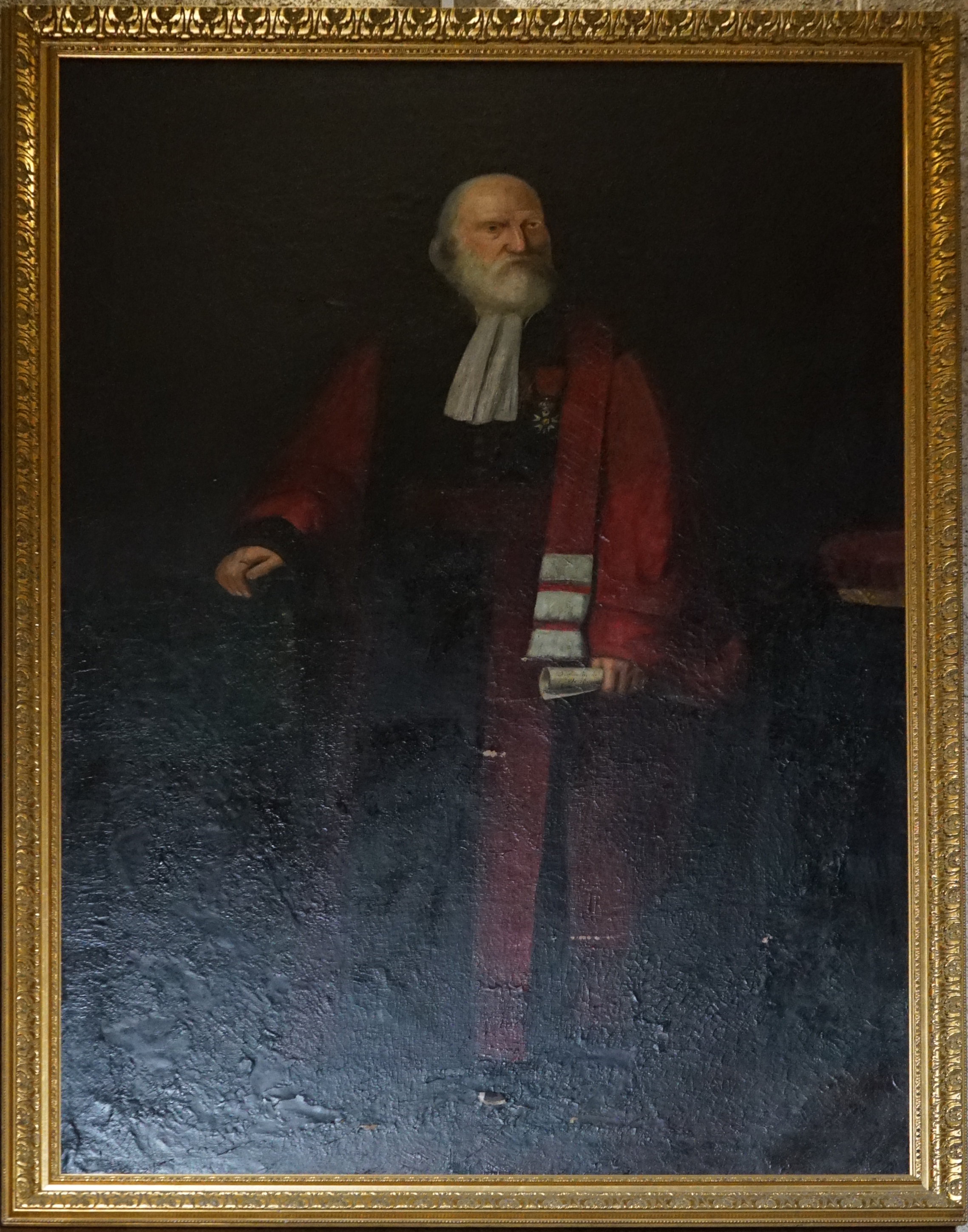
Nicolas Joly par Antoine-Marie Roucole.
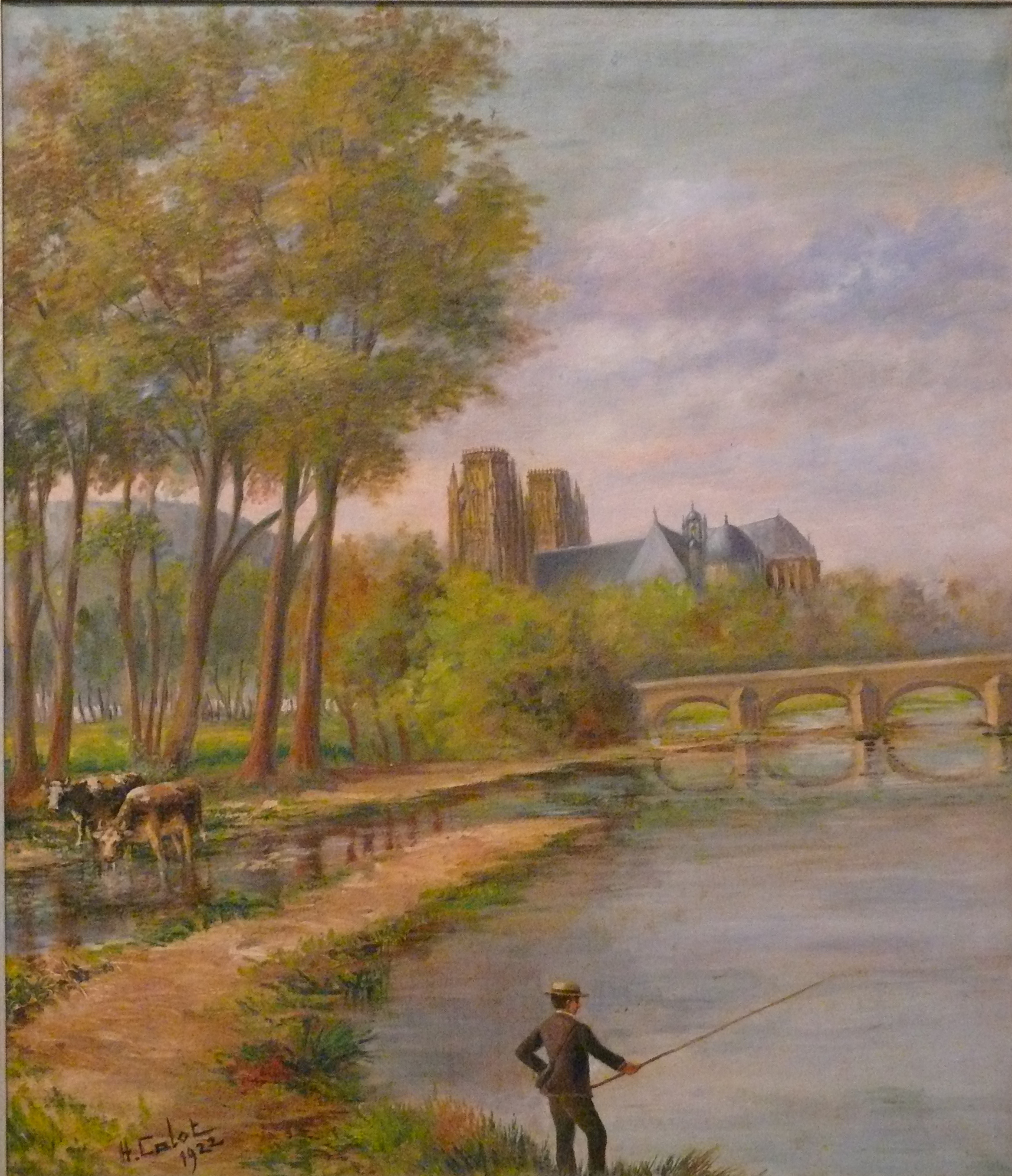
Grand pont sur la Moselle, Callot.
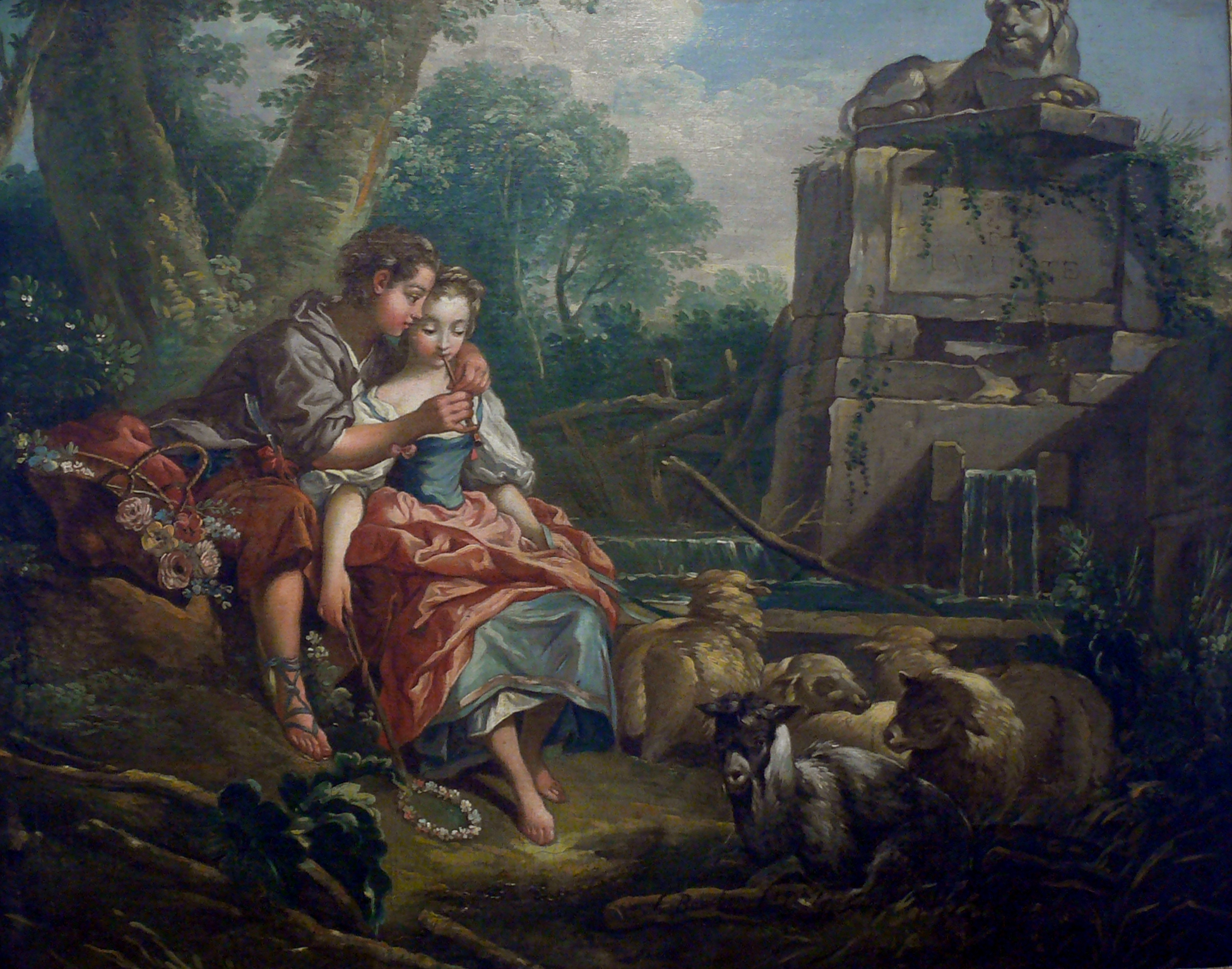
L'agréable leçon par François Boucher.
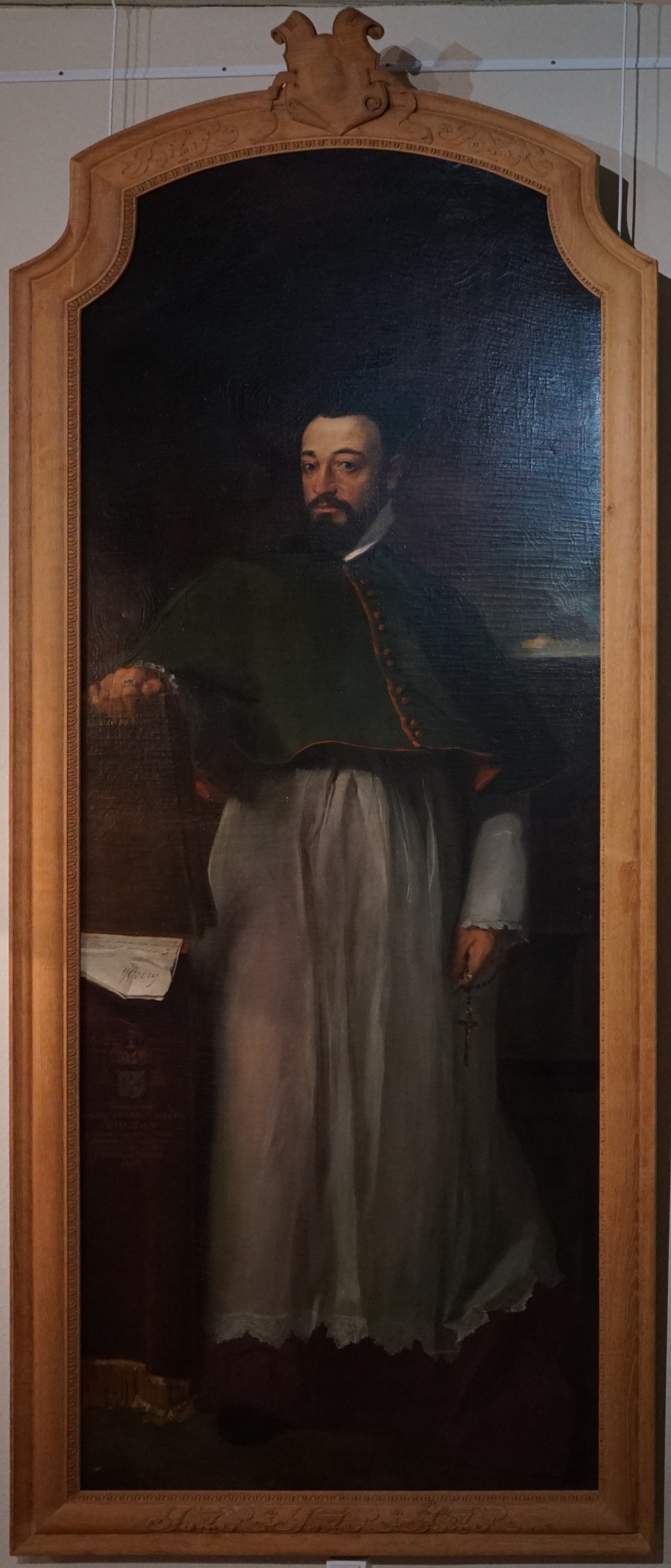
L'évêque de Toul : Christophe de La Vallée.
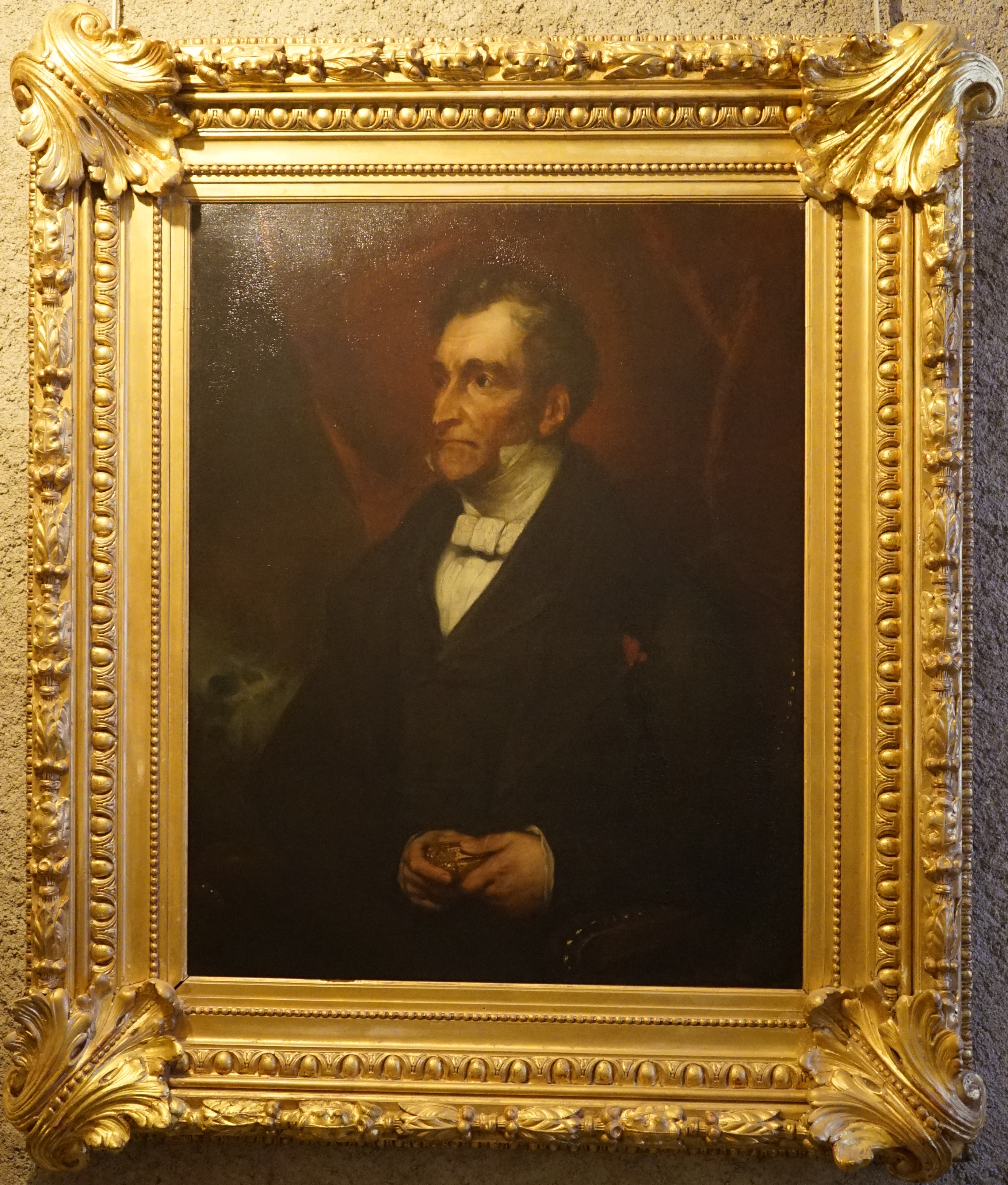
Baron Louis par Eugène Devéria.
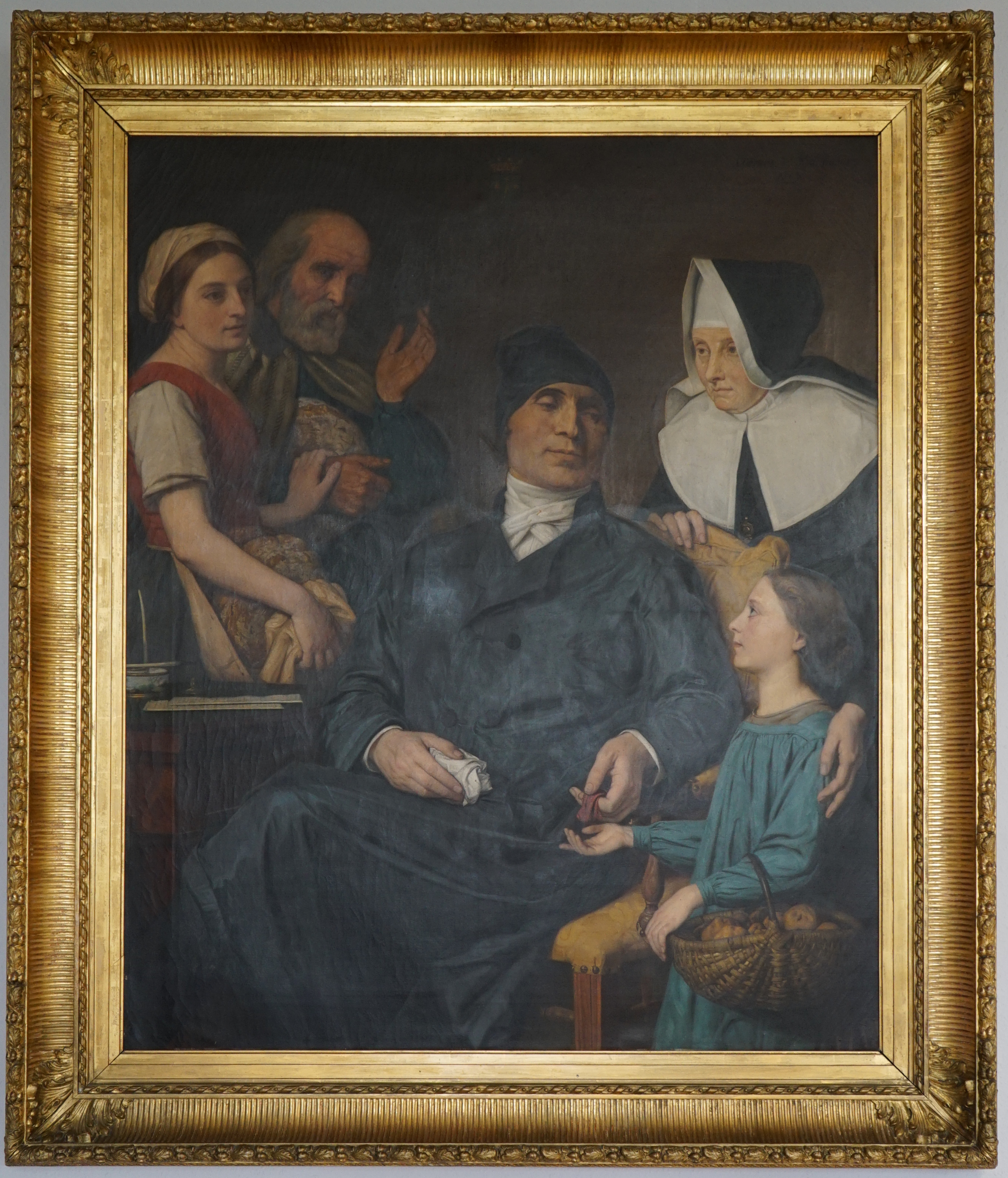
Firmin gouvion aumones par Casimir de Balthasar.
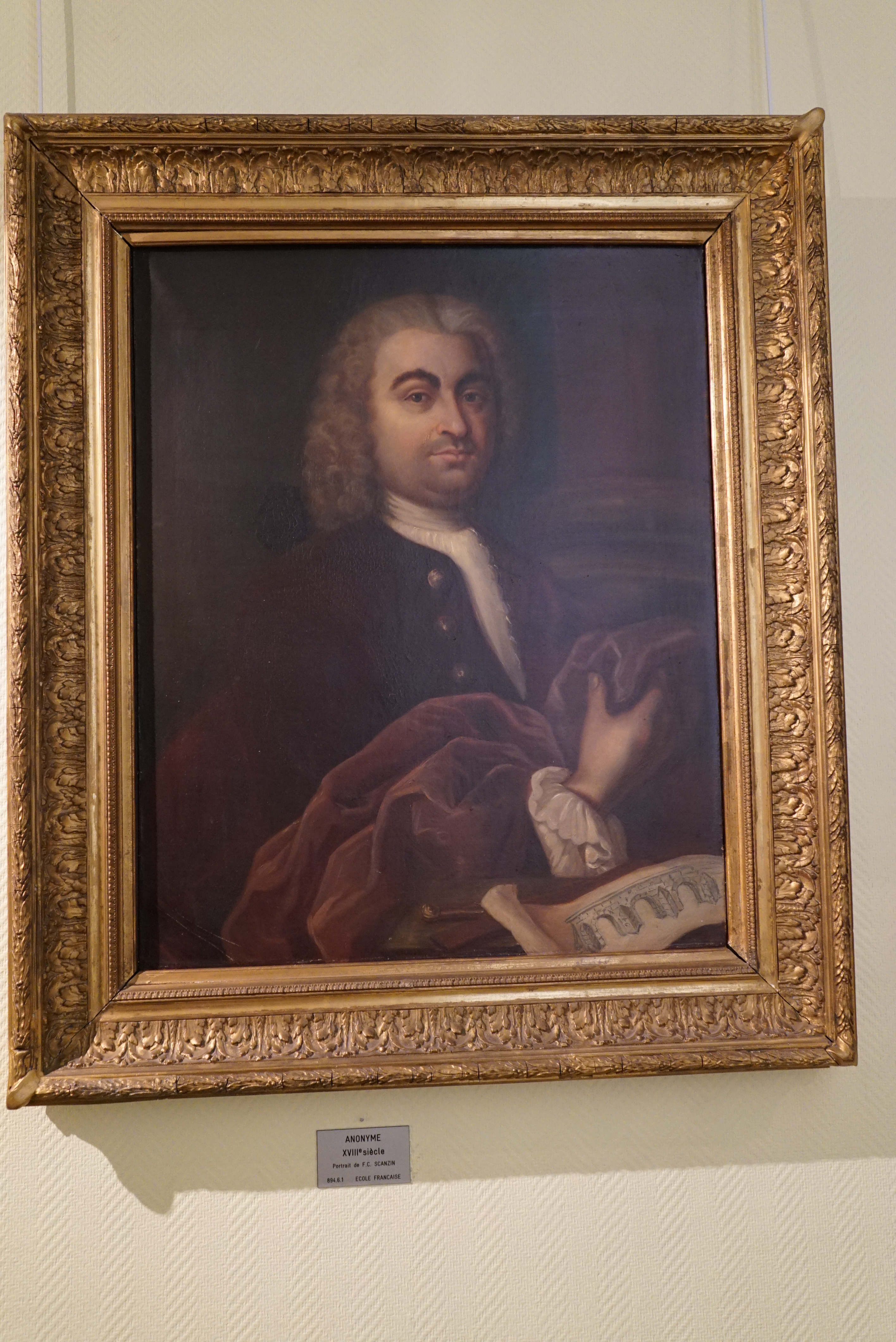
Joseph Mathieu Sganzin, école française XVIIIe siècle.

Deux tableaux de Jean-Jacques Le Barbier: Apothéose de Lulli et Apothéose de Rameau. tableau "Le précoce" d'Henri Royer et ,"Le pain" d’Émile Friant, "La Bergerie" d'Albert Brendel (dépôt de l’État).

#### Époque contemporaine
- Henri Auguste Calot (2 octobre 1857, Toul - Janvier 1935, Toul), peintre autodidacte, peintre sur céramique à la faïencerie Toul-Bellevue, puis professeur de dessin au collège Amiral-de-Rigny de Toul de 1883 à 1923, exposant au Salon de Nancy, entre 1896 et 1909, nommé par arrêté préfectoral du 20 septembre 1902 conservateur du musée de Toul en remplacement de Monsieur Gilbert. Le musée de Toul possède en conséquence de nombreux tableaux de l'artiste, par exemple Fleurs (1910), La Moselle au grand pont (1922) ou encore En amont du Pont de Dommartin-lès-Toul.
- Alfred Renaudin[5] (3 juin 1866, Laneuveville-lès-Raon - 7 novembre 1944, Fontannes), peintre, débutant comme céramiste à la faïencerie de Lunéville, où il peignait des bouquets de fleurs, suivant ensuite les leçons de Jules Larcher, alors directeur de l'École des Beaux-Arts de Nancy, puis poursuivant ses études à Paris avec Henri-Joseph Harpignies, François Rivoire, Ernest Quost et Edmond Petitjean. Le peintre a été décoré de la Légion d'honneur en 1934. Le musée de Toul possède deux peintures à l'huile sur toile de Renaudin : La cathédrale de Toul (1930) ; Les loges de Blénod-lès-Toul (1938).
- Émile-Coriolan Guillemin, (16 novembre, de 1841 à 1907) est un sculpteur français, de la Belle Époque, élève de son père l'artiste Émile Auguste Marie Guillemin.
- Pierre Bach (1906, Toul - 1971, Erbalunga), peintre paysagiste, s'installant en 1930 à la marine d'Erbalunga à Brando en Corse. De 1930 à 1932, il exposa des paysages corses au Salon des indépendants. Deux peintures à l'huile sur toile sont présentées dans la salle d'art contemporain : Paysage de Corse ; Balagne, Corse (1948).
- Léon Husson (1898, Circourt-sur-Mouzon - 1983), peintre, faisant un apprentissage de peintre-décorateur sur statues religieuses chez Pierson à Vaucouleurs de 1911 à 1912, peintre en bâtiment chez Vecker à Toul en 1913 puis chez Linder à Vaucouleurs de 1920 à 1922, dessinateur publicitaire ou décoratif de 1942 à 1967, officier de l'Instruction Publique en 1950, illustrateur de journaux et revues (Ancien Combattant, La Lorraine résistante, La Bande de l'Art Lorrain, etc.) de 1938 à 1960. En 1923, à Nancy, il rencontra Victor Idoux, le dessinateur en publicité, et exposa avec lui à la galerie Thiébaut de Nancy de 1925 à 1944. Le musée de Toul possède de nombreux tableaux de l'artiste, représentant la collégiale Saint-Gengoult de Toul, par exemple Toul, Place du Marché (1931), Toul, cloître de Saint-Gengoult (1945) ou encore Toul, le quartier Saint-Gengoult (1948).
- Roland Martin dit « Martin-Xy » (1951, Frouard), peintre et sculpteur lorrain, créateur du mouvement « momotiste » (« L'art momot est une vision de la connaissance contemporaine »). Trois peintures à l'huile sur toile, qui font partie d'une série de cent-cinquante toiles intitulée Aventures humaines, sont présentées dans la salle d'art contemporain : Avec perte et fracas (Aphorisme) ; Sens des principes ; Lorraine au printemps (1985).

### Salles d'arts et traditions populaires

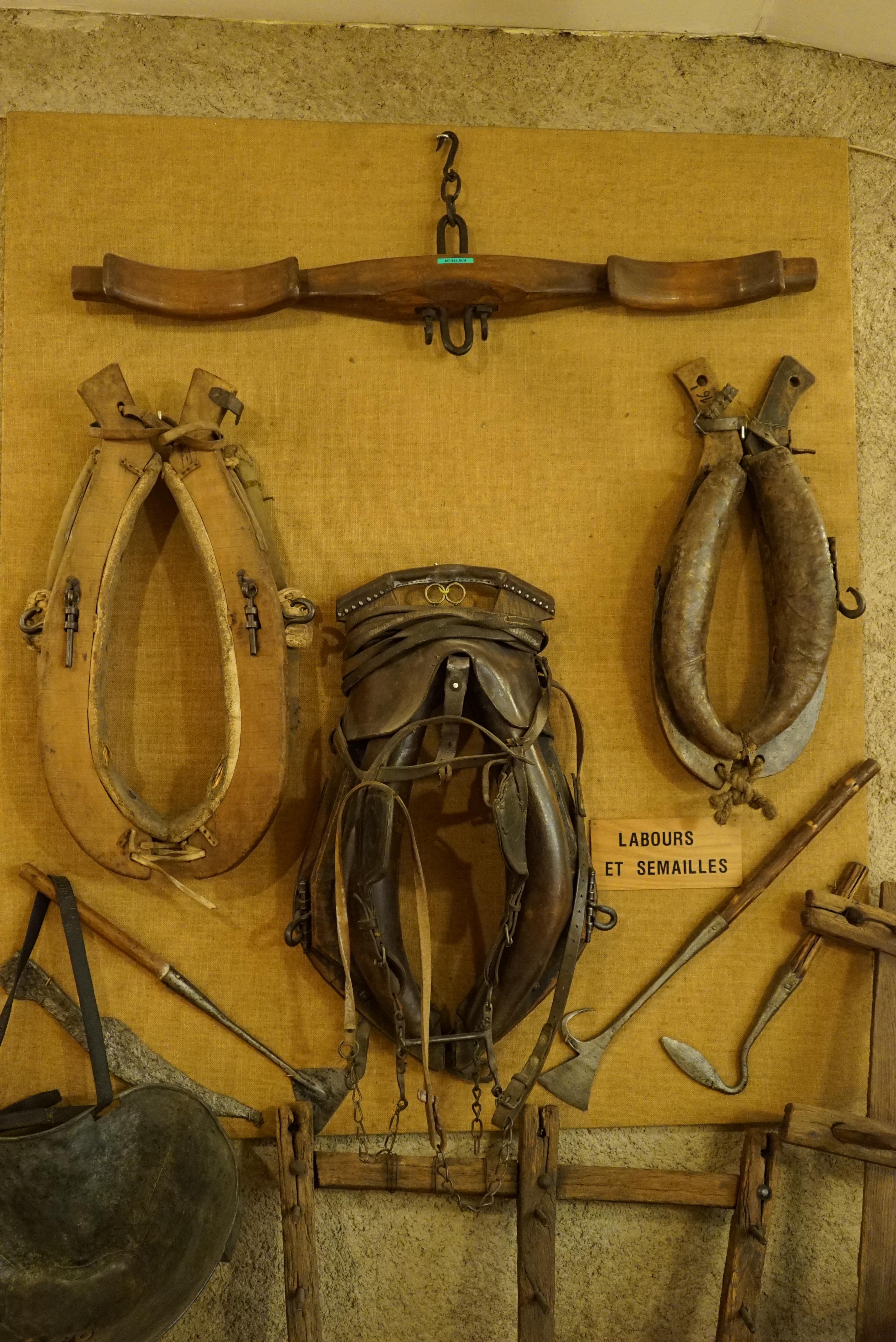
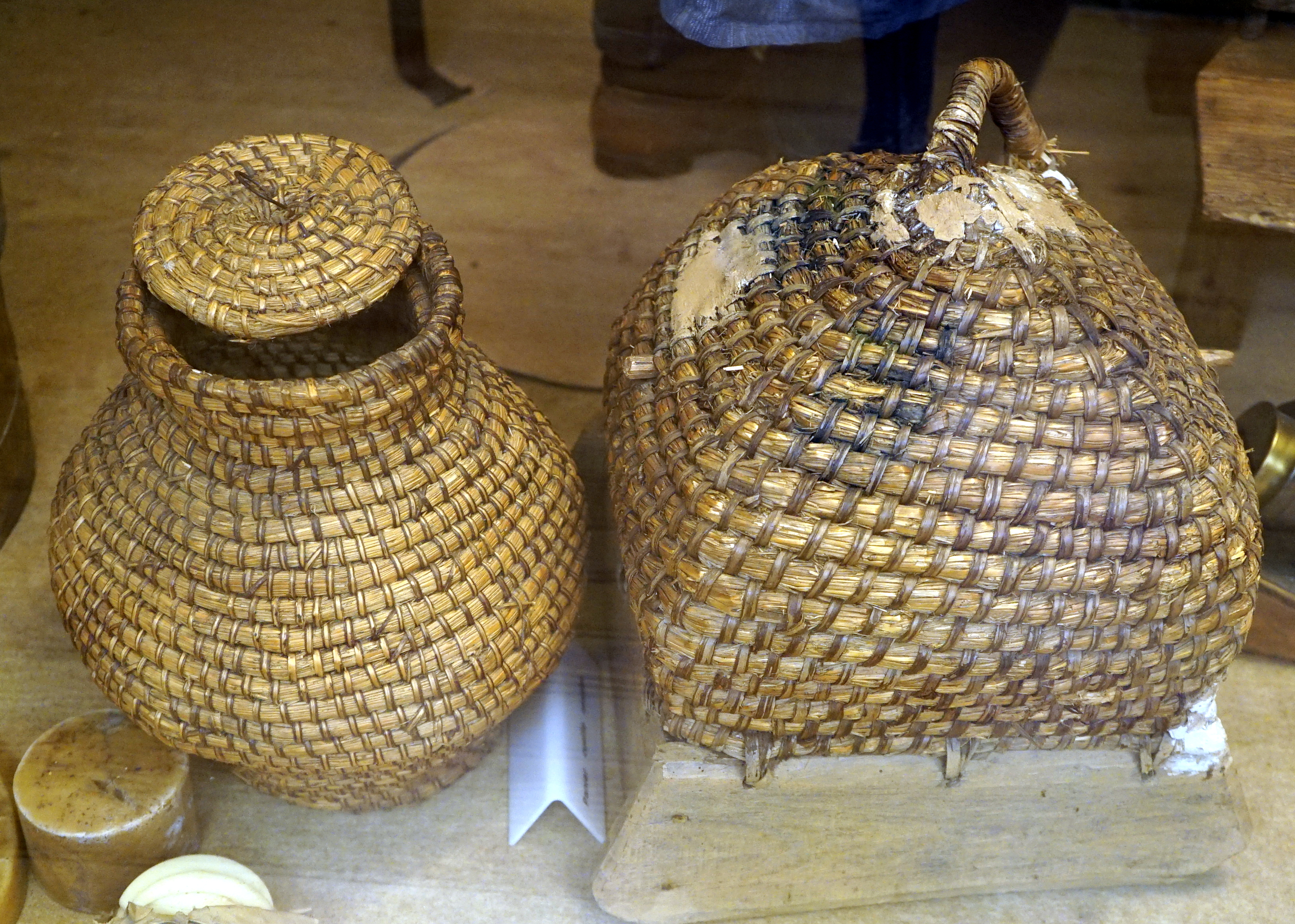
Ruches,
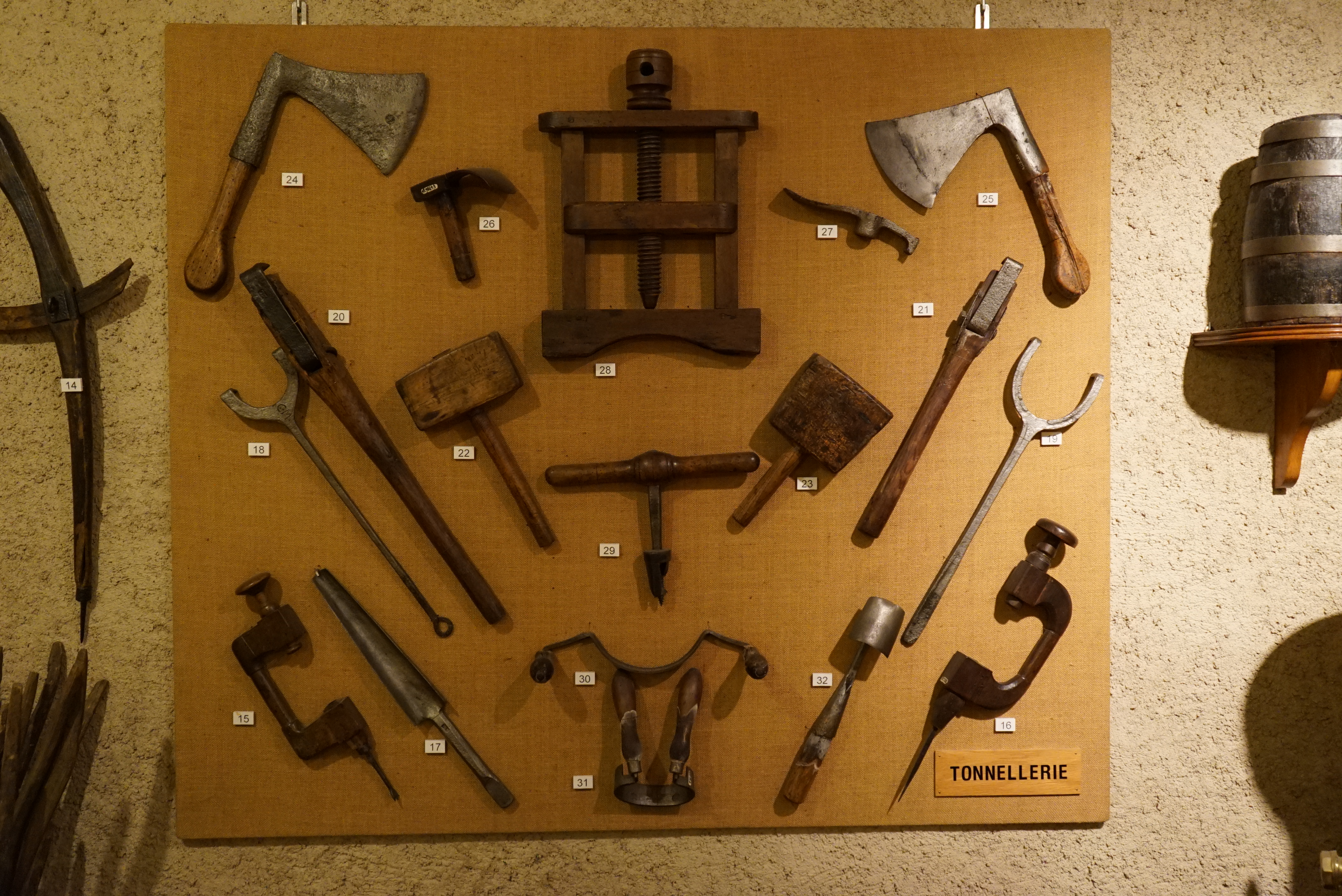
Tonnellerie.

#### La faïencerie Toul-Bellevue: cette section présente les productions de la faïencerie de manière chronologique
La faïencerie de Toul-Bellevue fondée au milieu du XVIIIe siècle, à Toul, par le maître-faïencier Charles François, est l'une des grandes manufactures de Meurthe-et-Moselle, ayant contribué à la renommée des célèbres faïences de Lorraine elle a été fermée en 1939. La famille Aubry, qui de génération en génération, dirige la société, oriente la production d'abord vers les pièces de grande taille, ou très usuelles, avant, à partir de 1872, d'intégrer des décorateurs et de produire des pièces très finement décorées, suivant les modes successives de la Belle Époque. Ses participations récurrentes aux Expositions universelles assoient sa renommée (le stand de 1889 sera reconstitué avec les deux grands vases mesurant 1,60 mètre réunis depuis l'exposition de 2019).

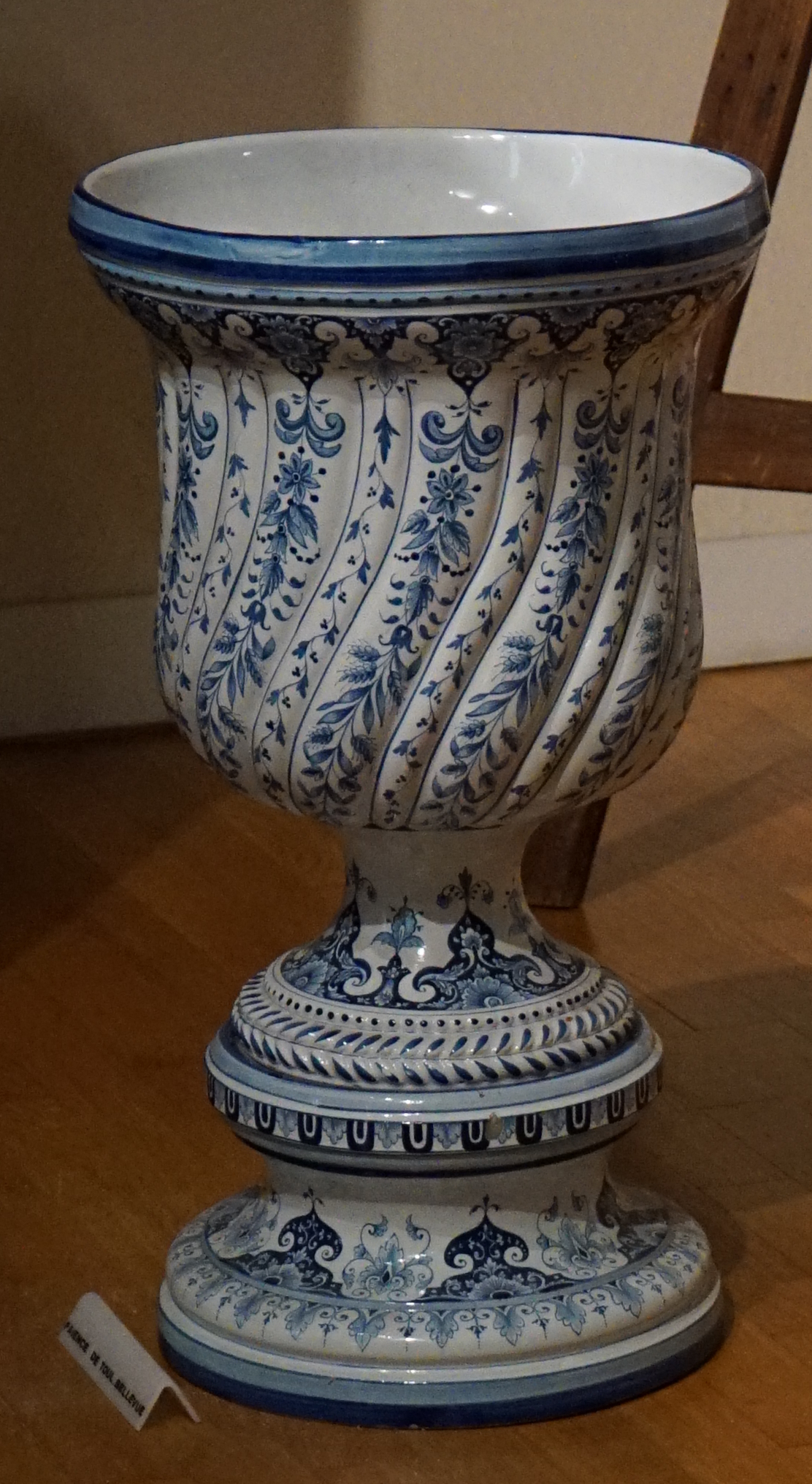
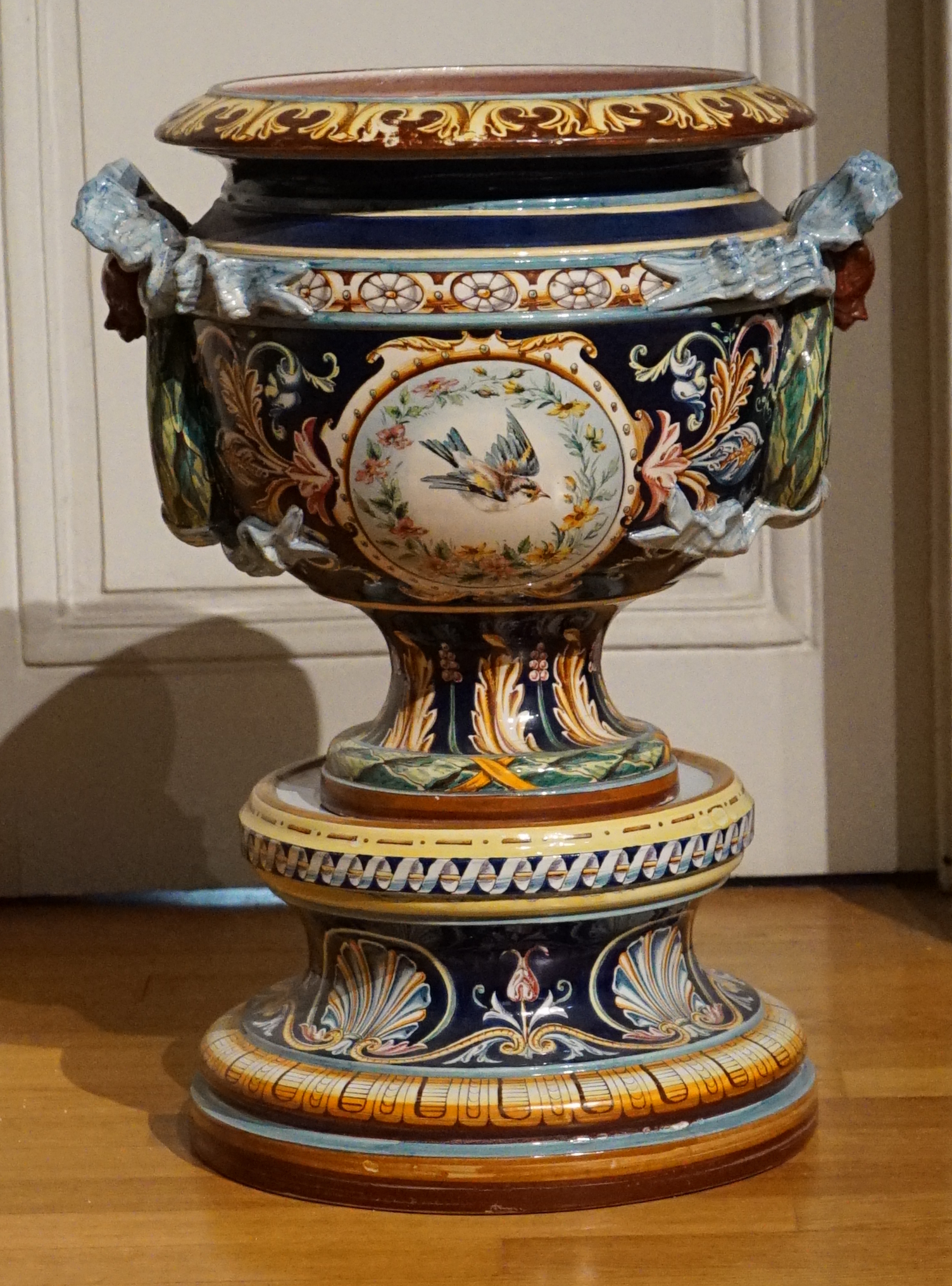
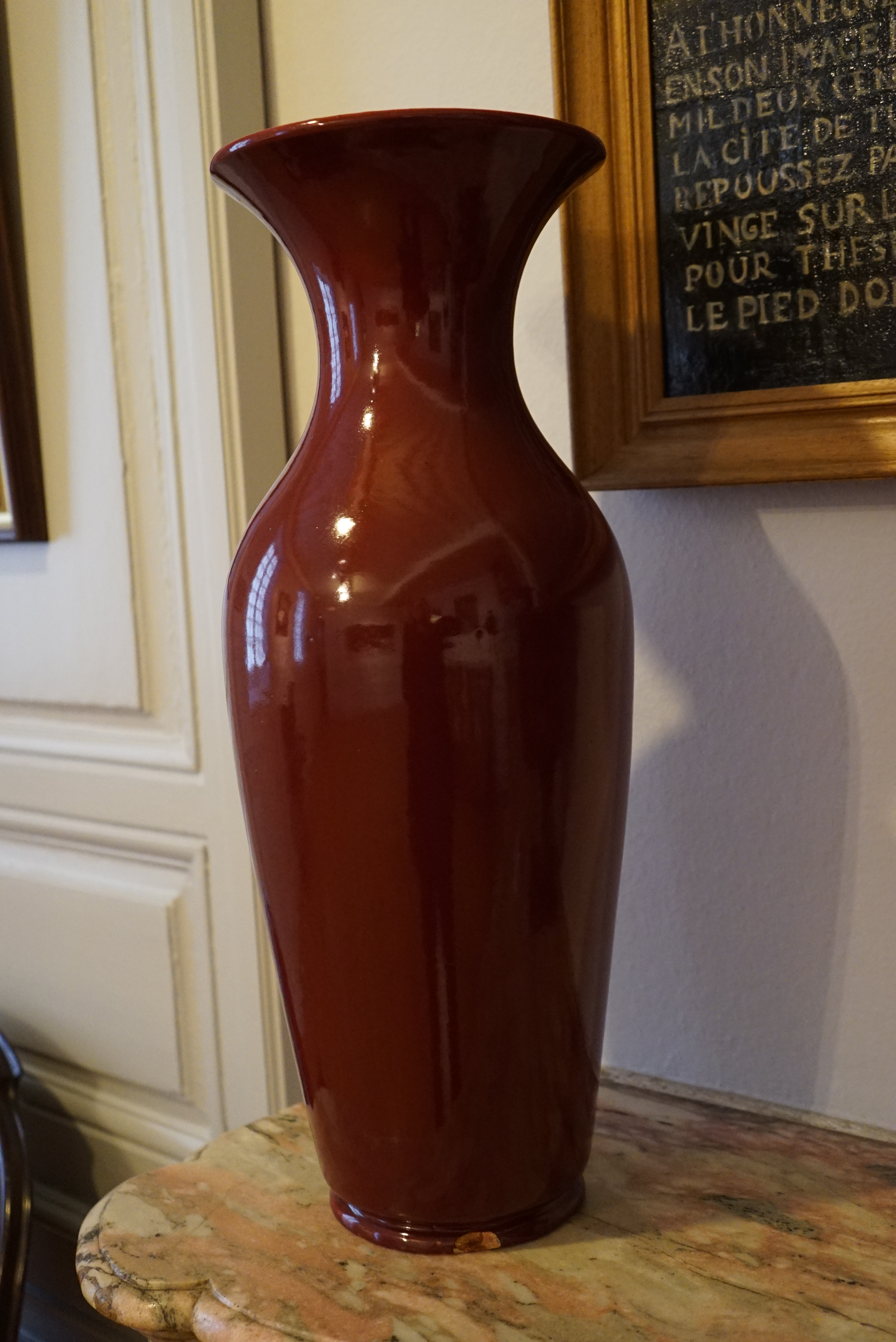
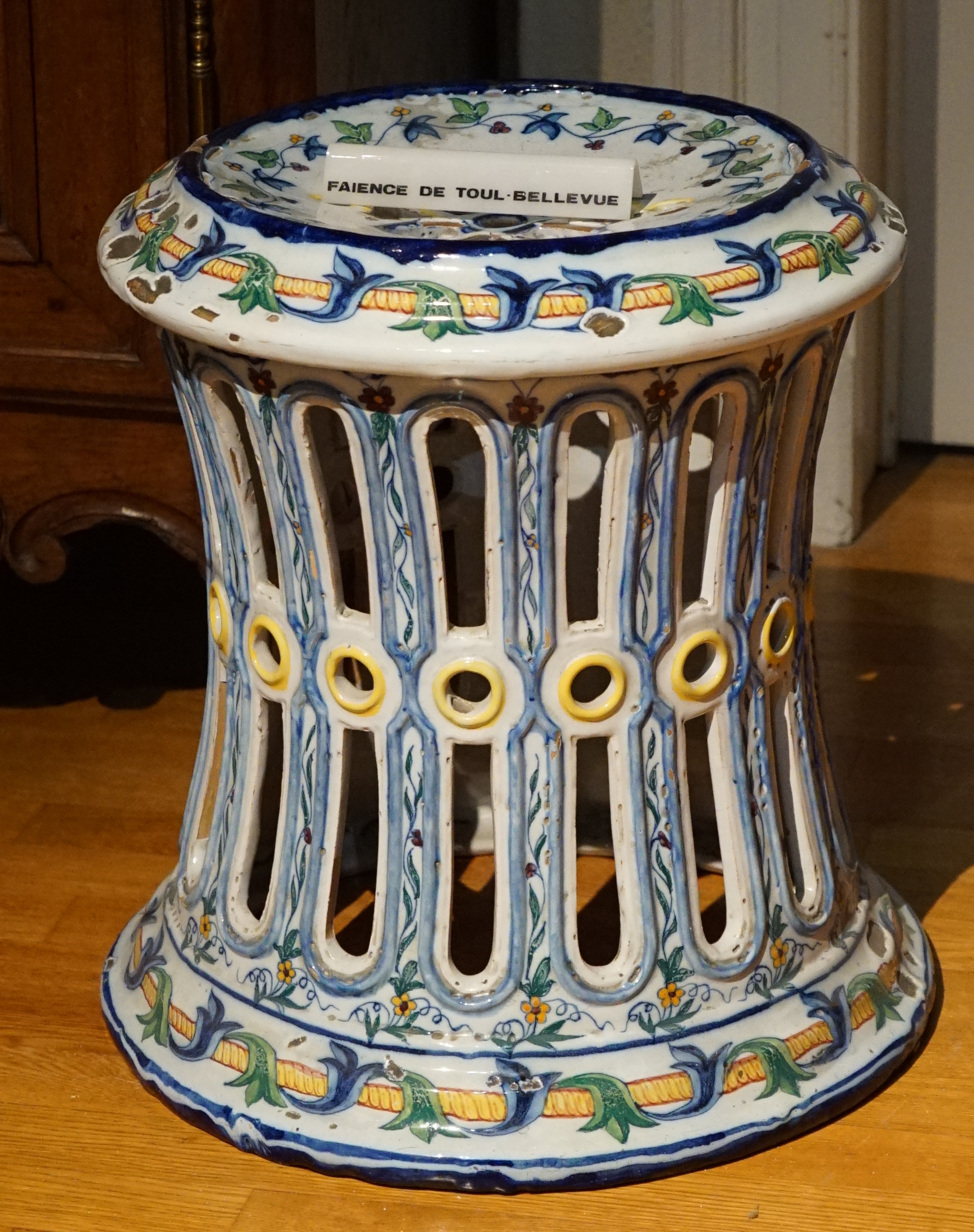
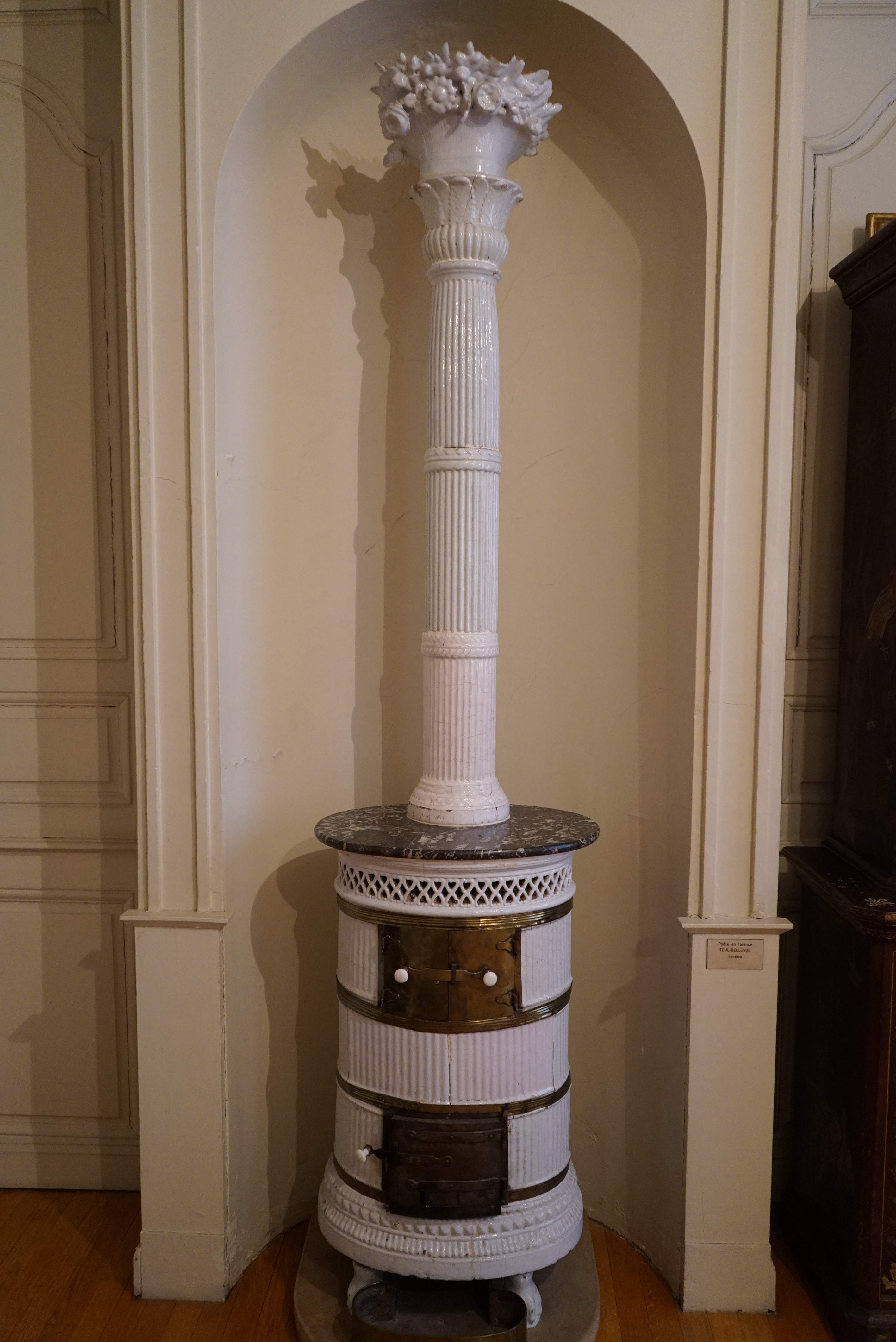

### Galerie des gravures
Dans les couloirs du rez-de-chaussée, des graveurs locaux comme M. Gustave Levy, des villes de Lorraine...

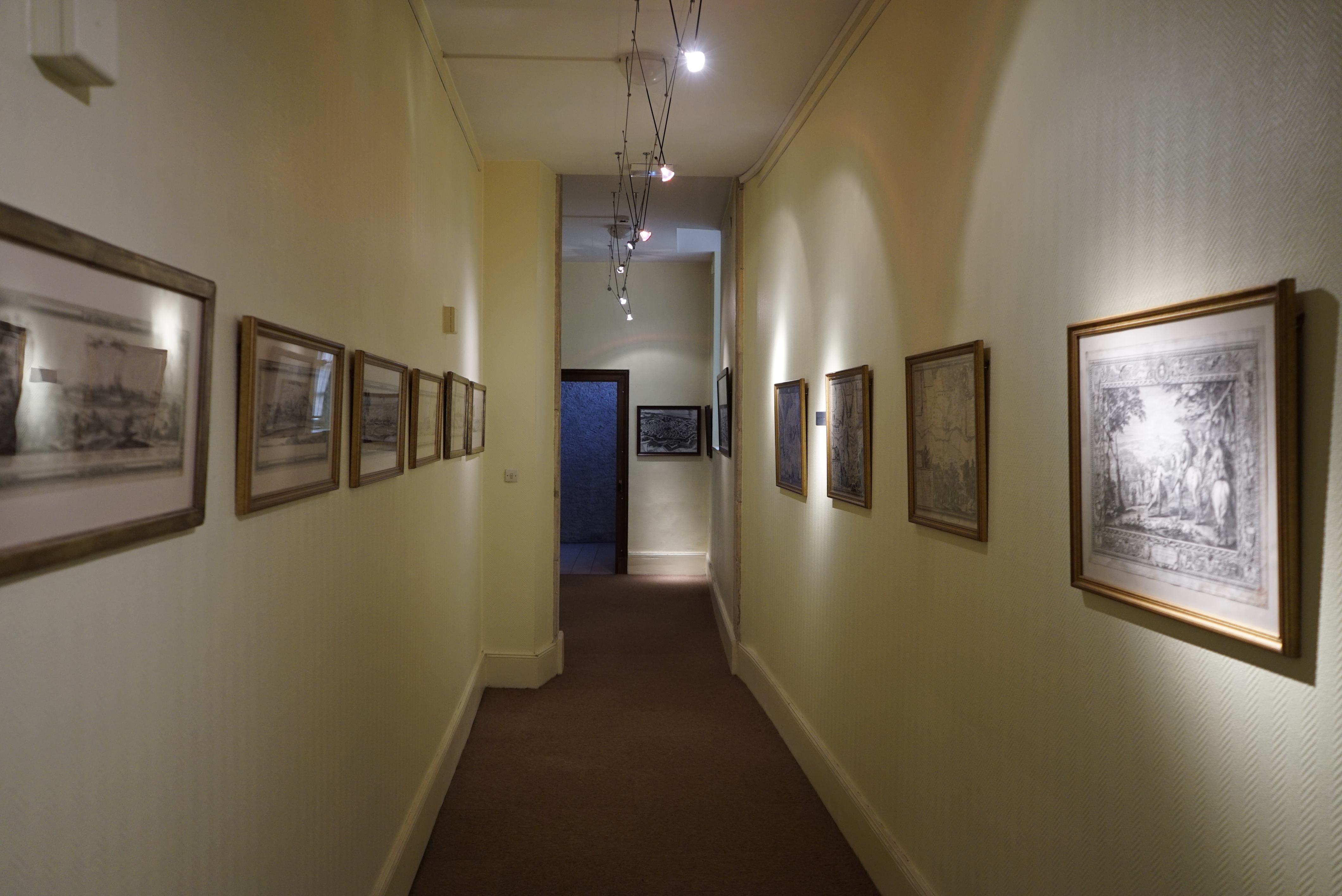
La salle,
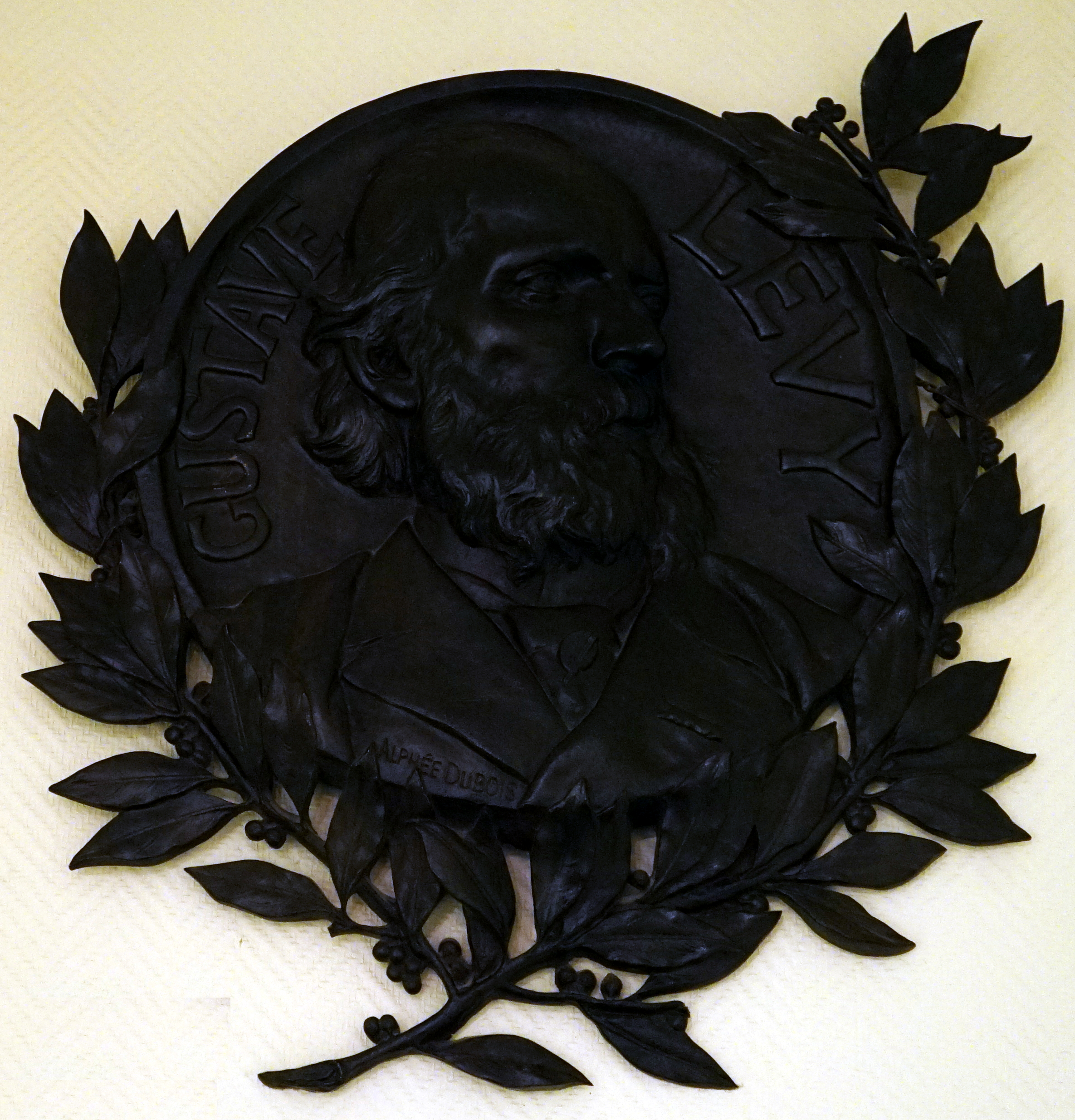
Levy par Dubois,
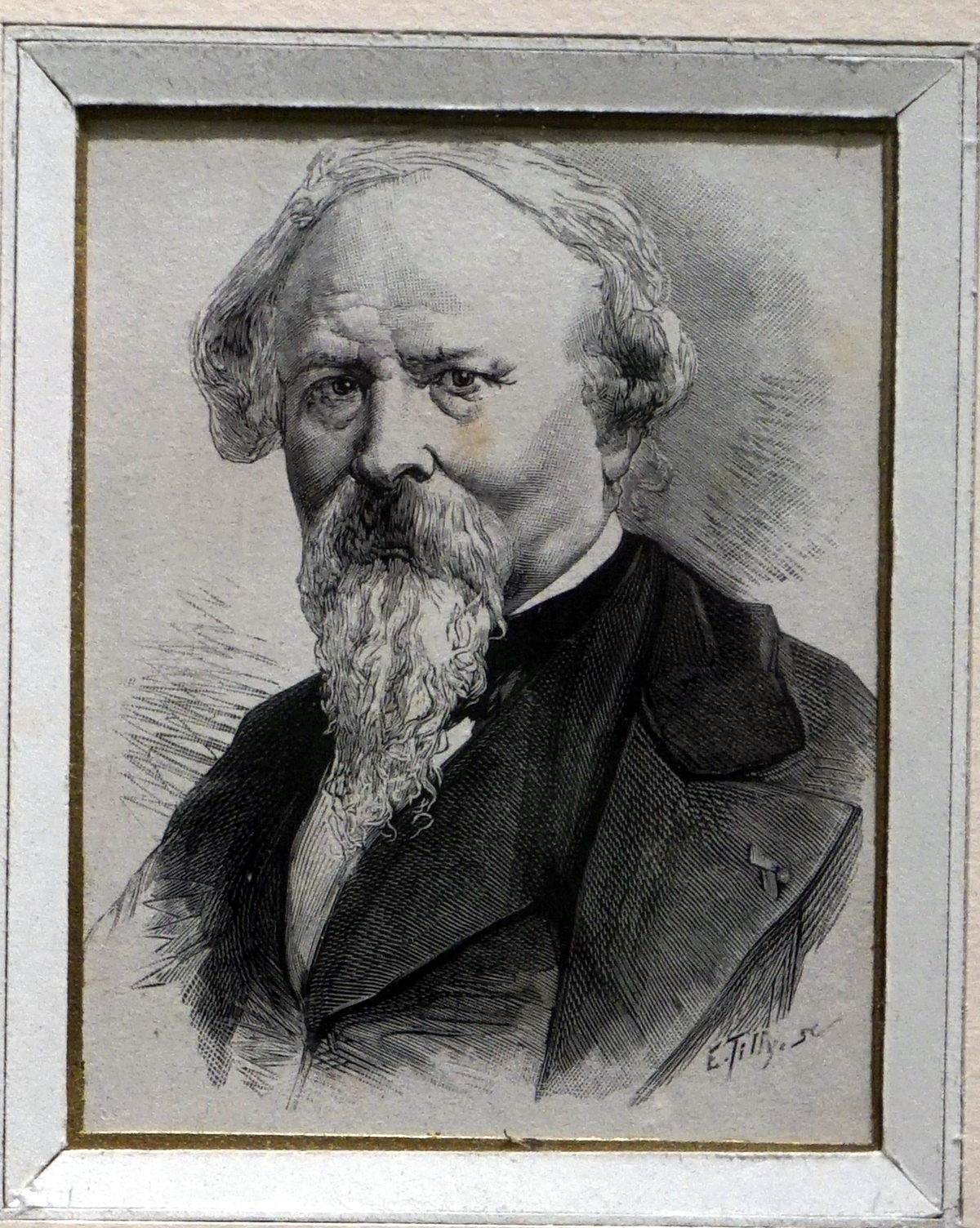
J. Best par Auguste Tilly,
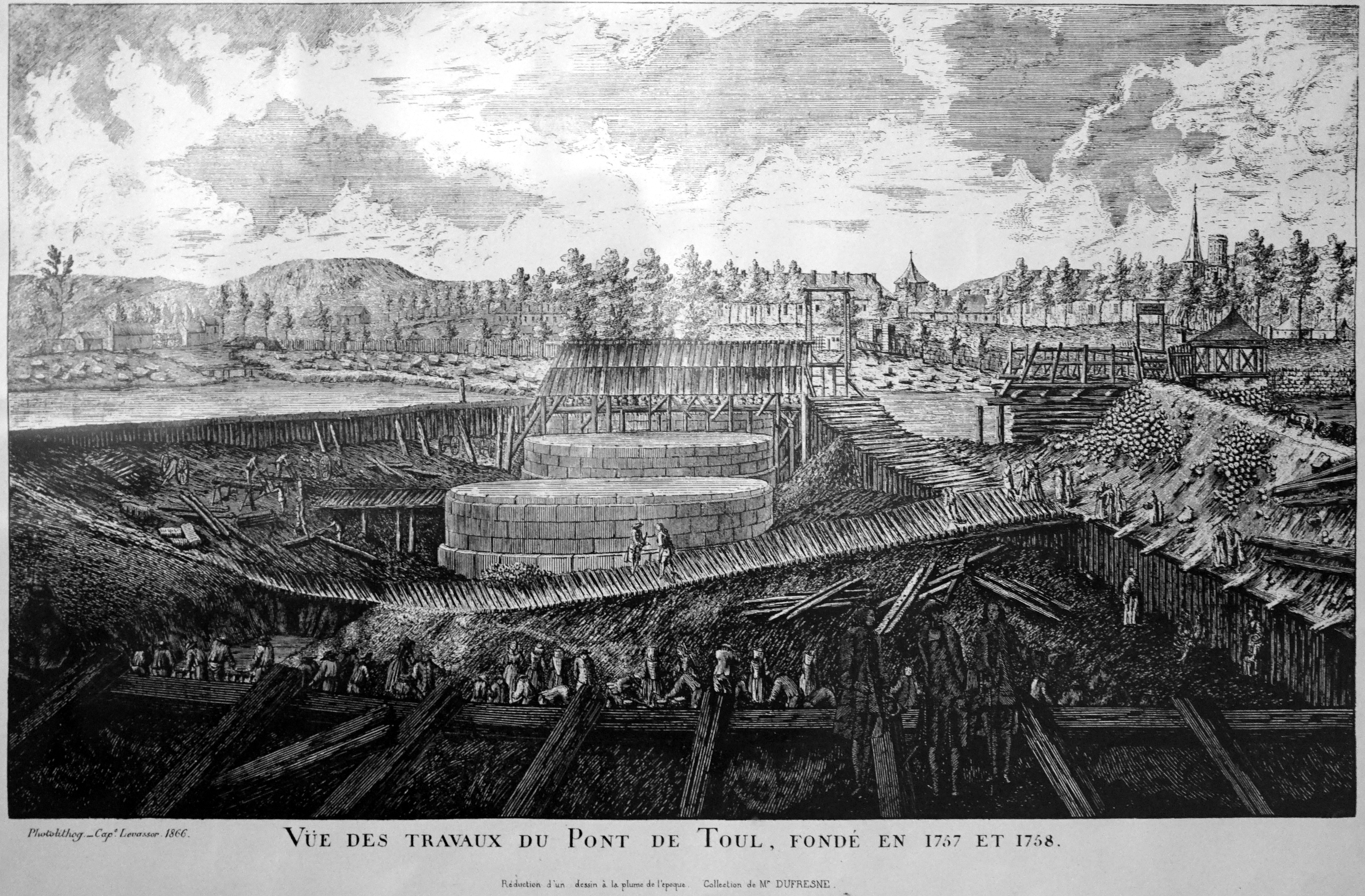
construction du pont.

## Animations
- Exposition temporaire, les monnaies épiscopales,
- Exposition Émile Moselly en 2018.

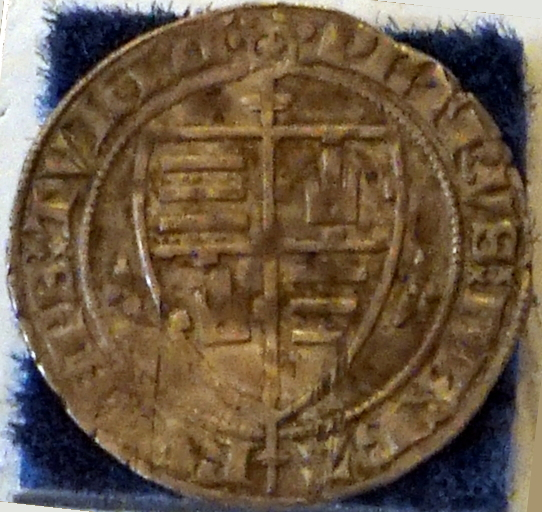
Boudequin en argent de Pierre de La Barrière,
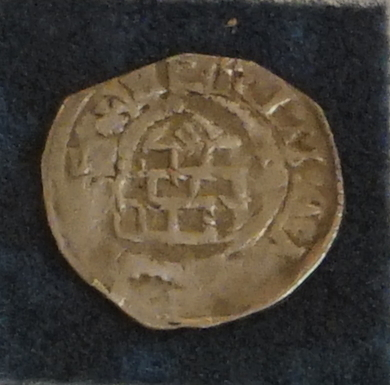
denier, de l’atelier
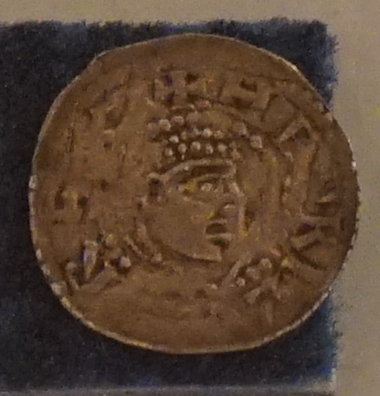
monétaire de Toul,
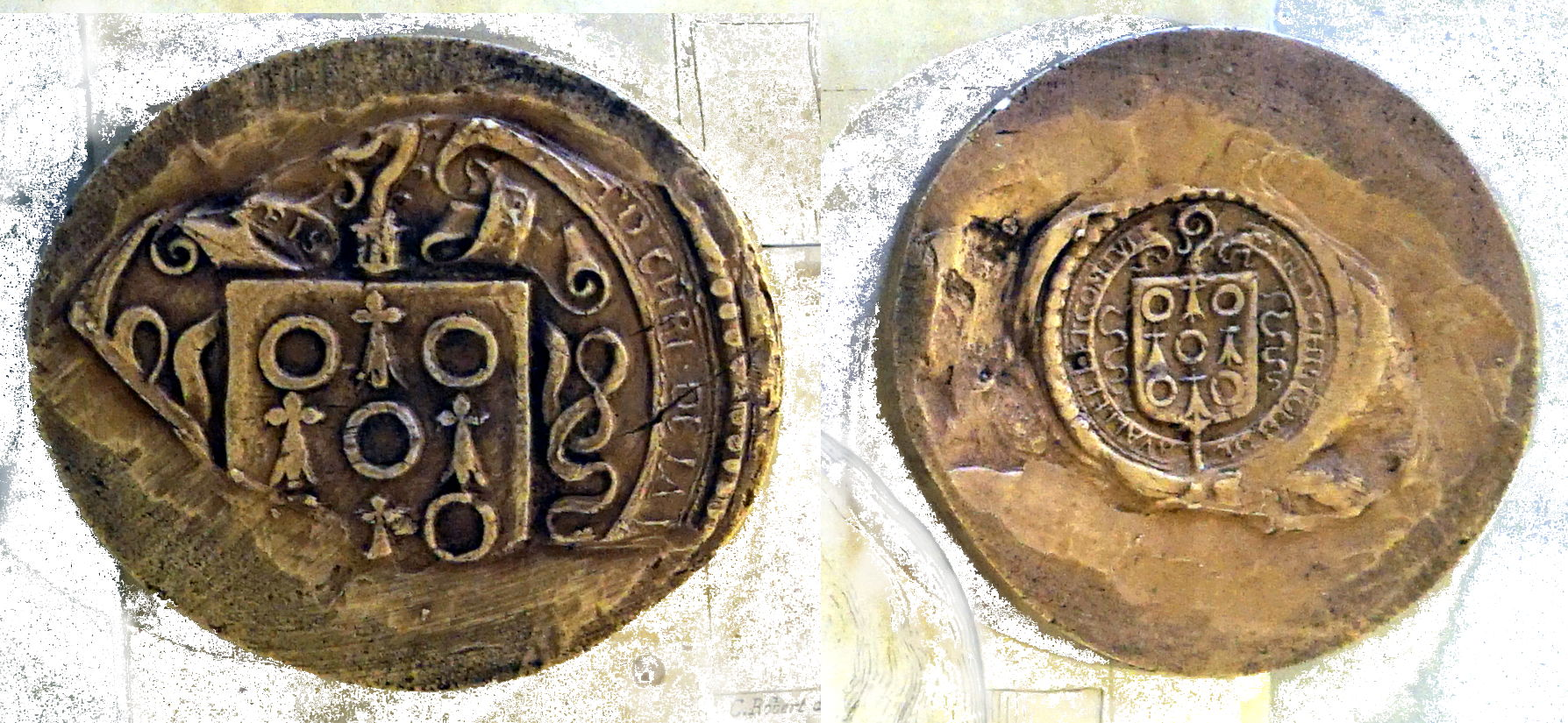
sceau et contre sceau de Christophe de La Vallée,
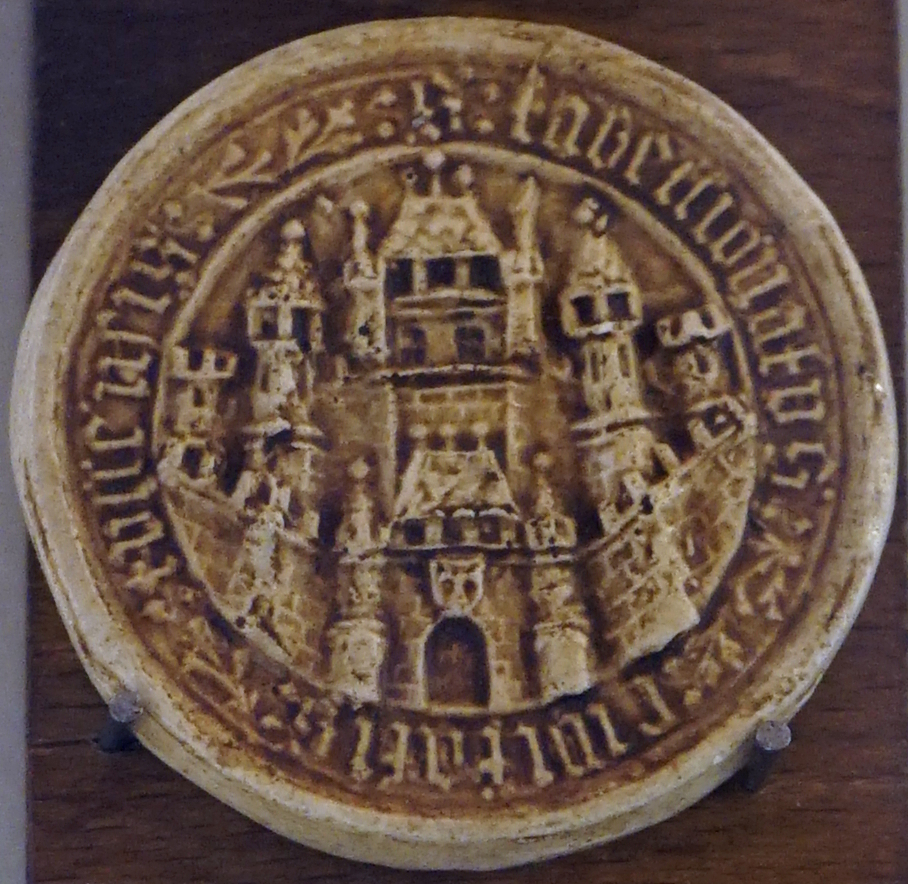
sceau, tabellionage de Toul.
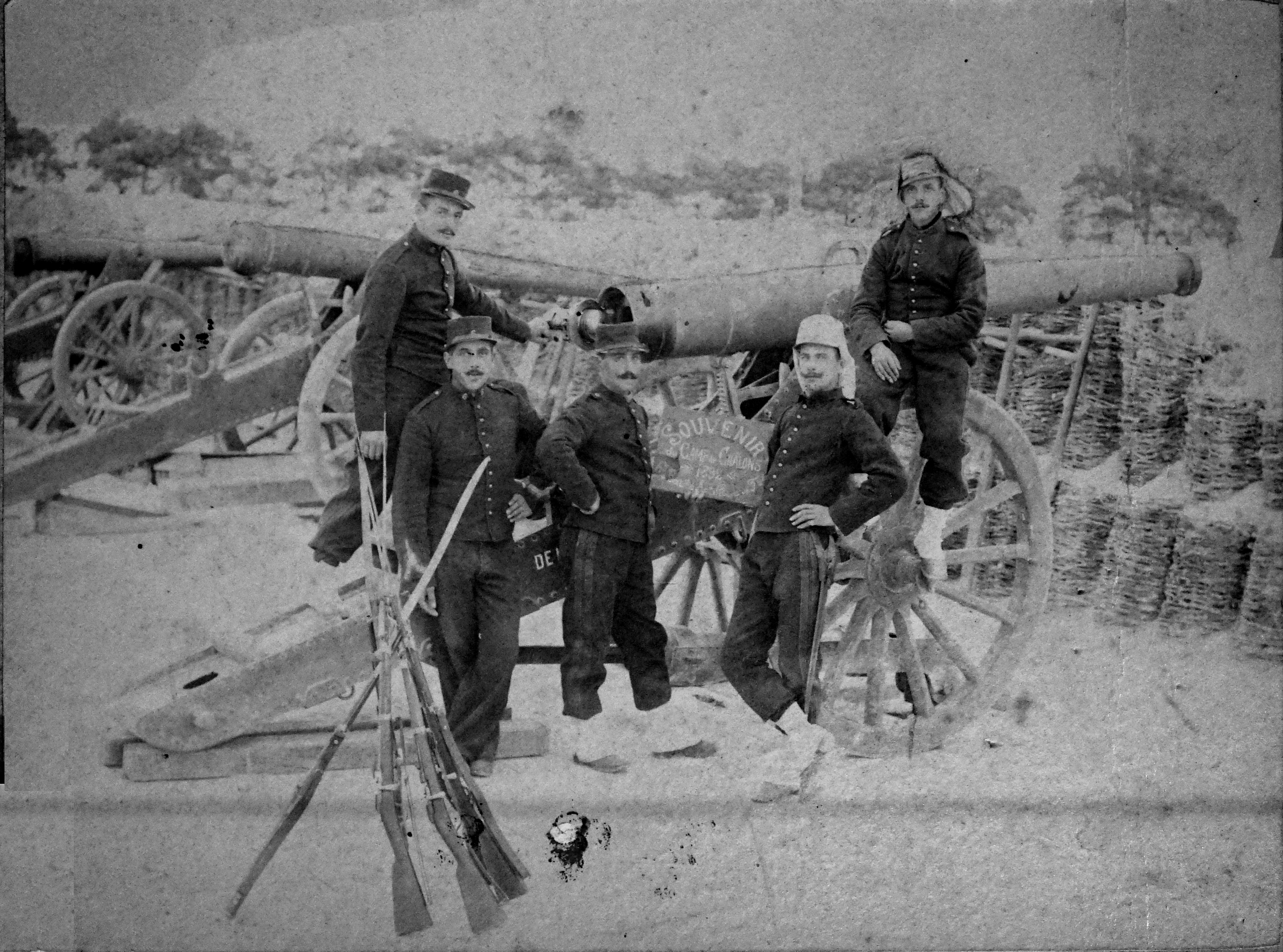
Emile Moselly effectuant son service militaire au camp de Châlons.

## Galerie

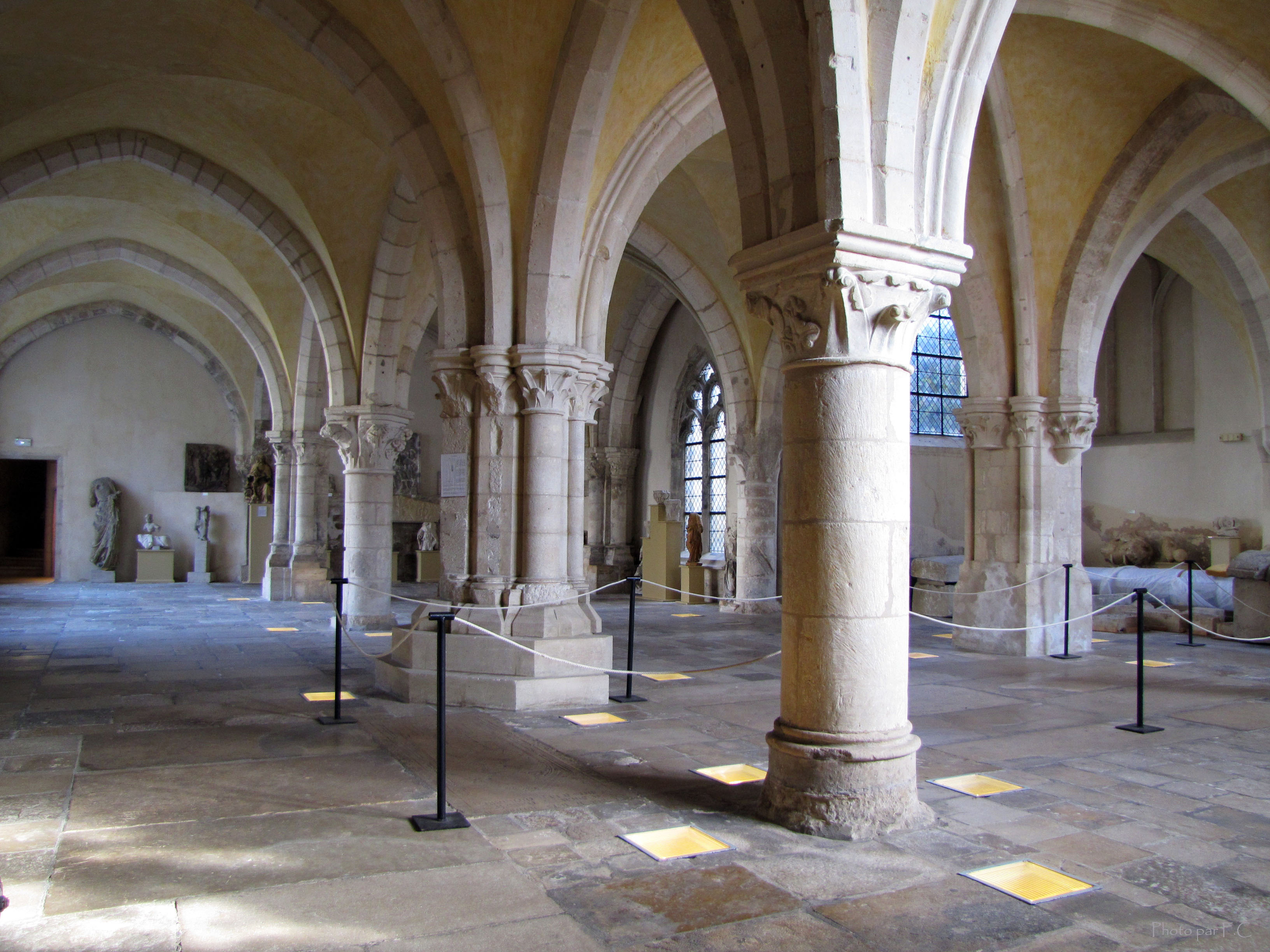
La salle lapidaire,
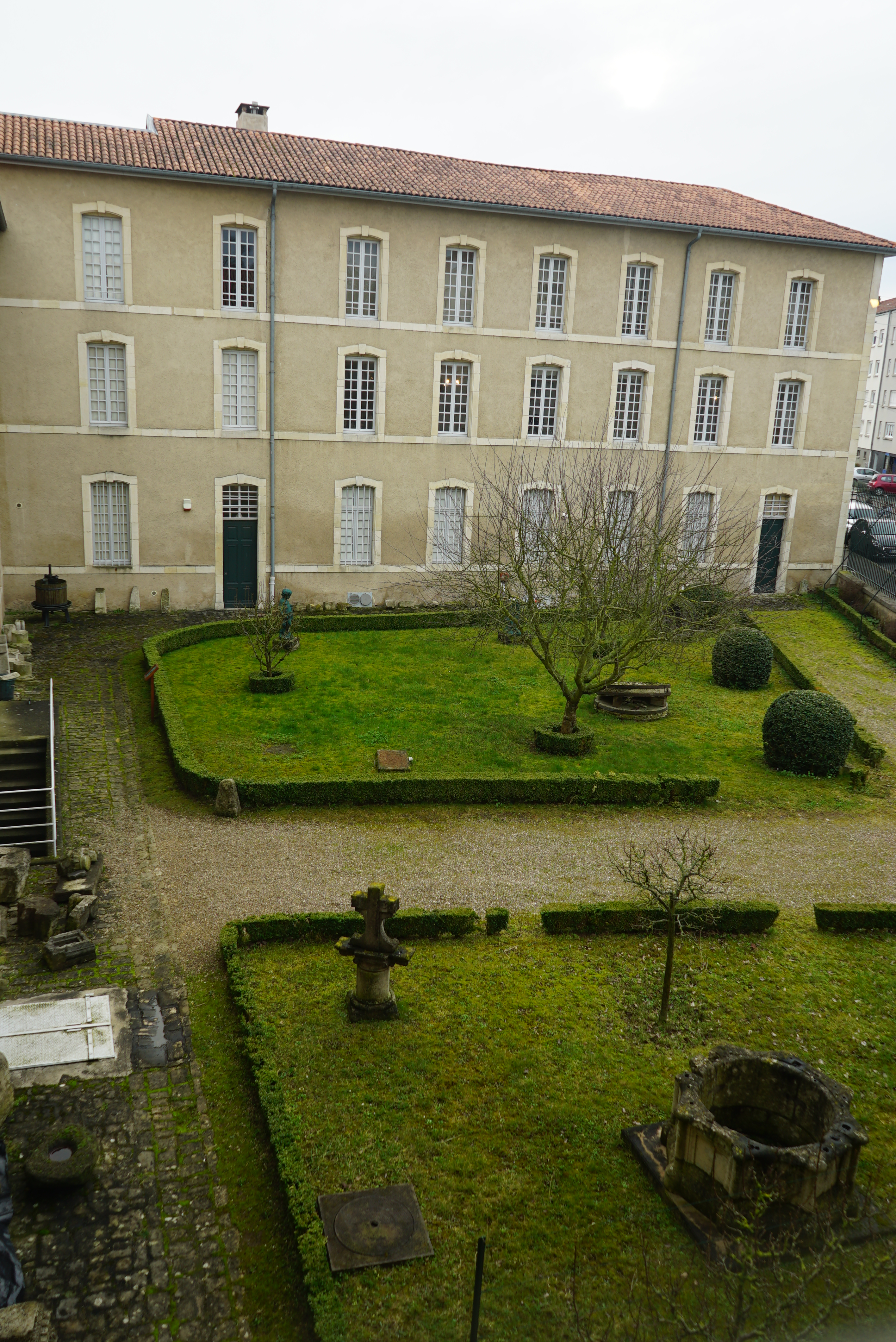
le jardin,
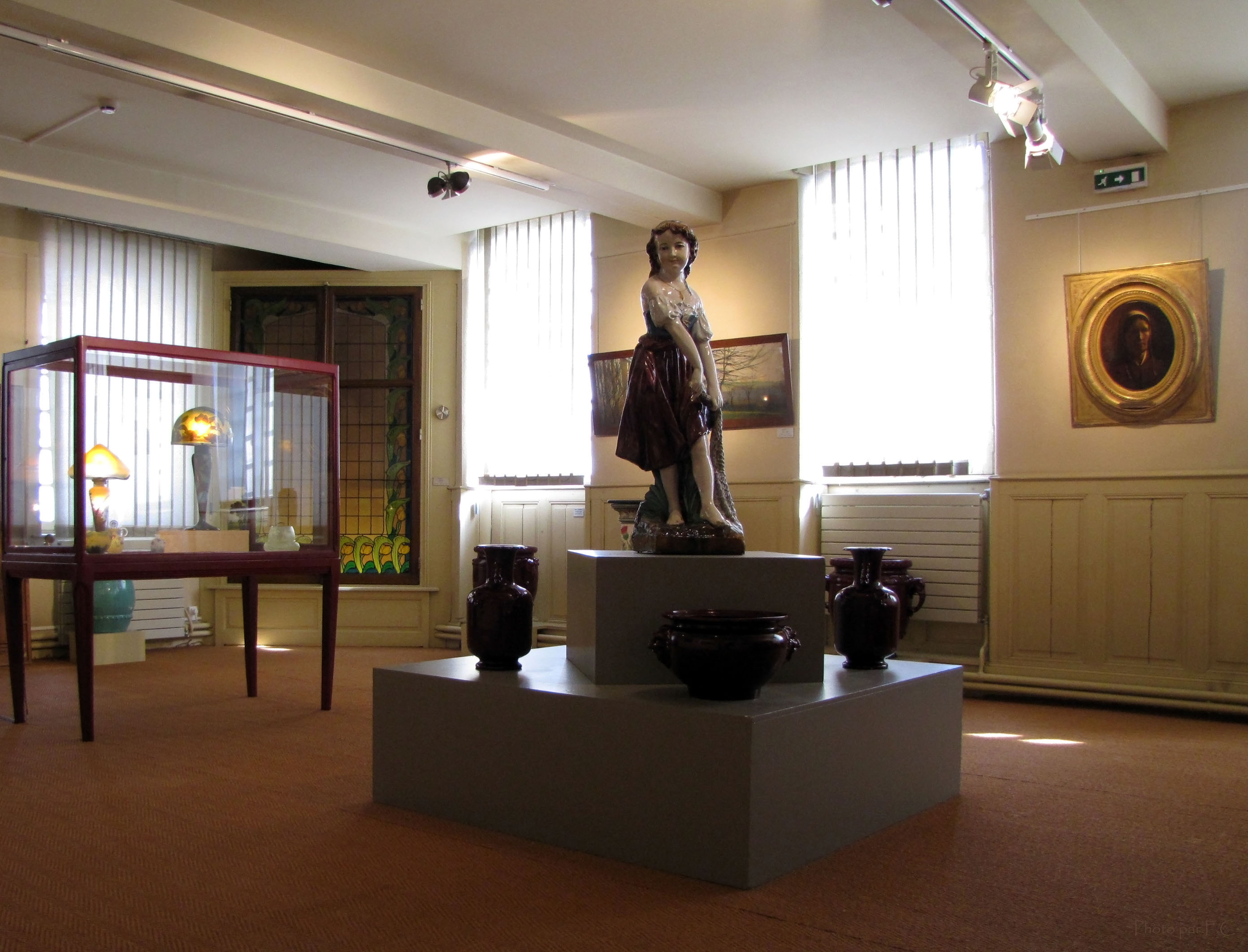
Salle d’œuvres du XIXe siècle, ancienne muséographie.
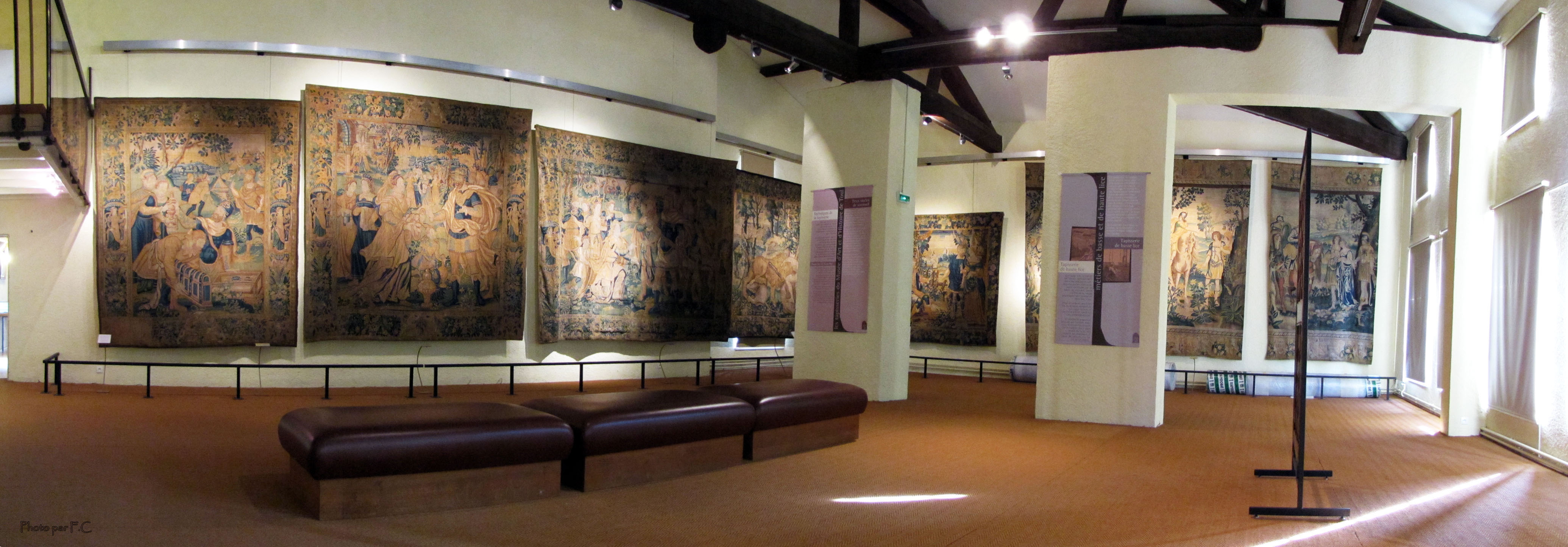
La salle des tapisseries,
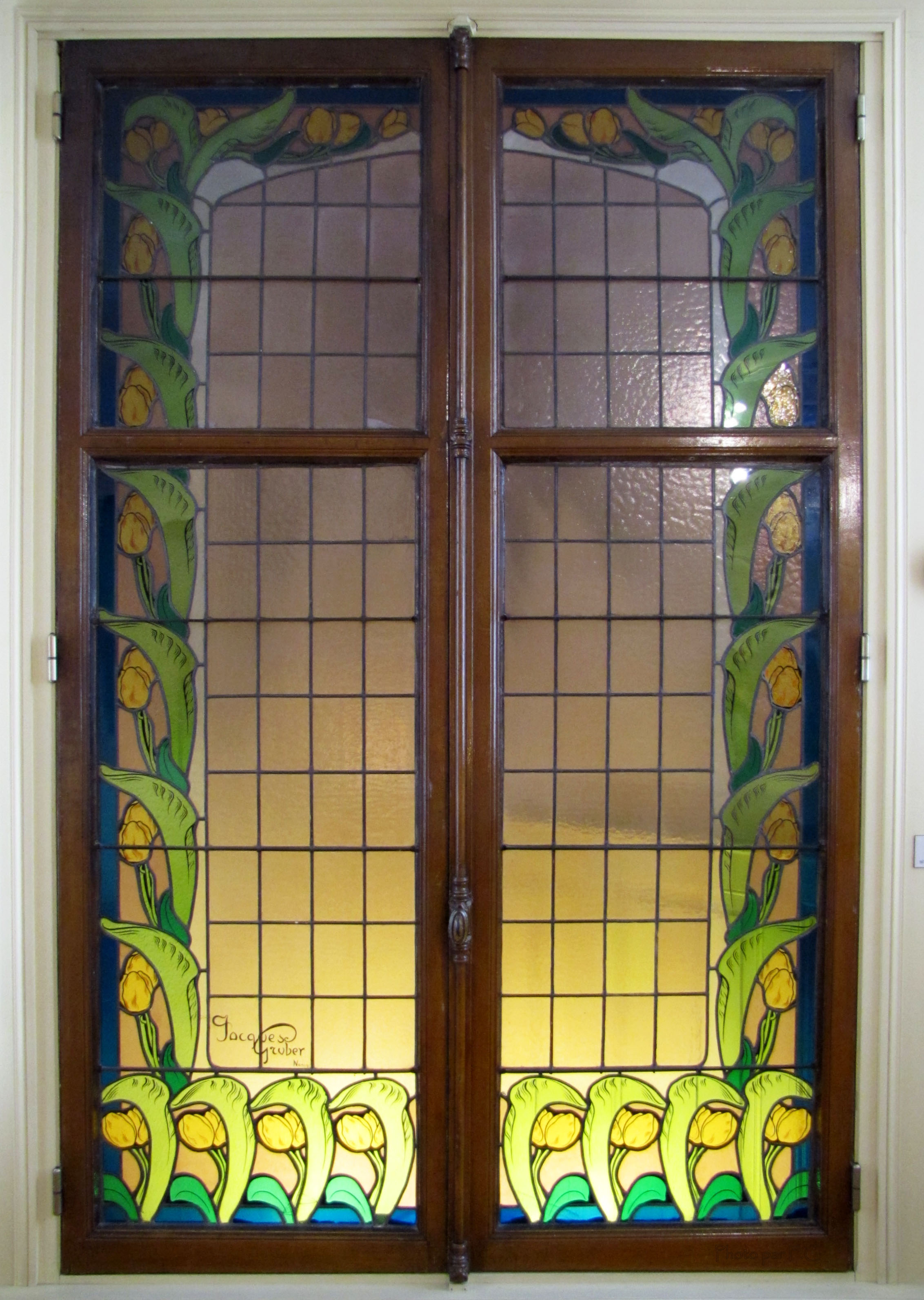
Vitrail de l'artiste Jacques Grüber.